# Chronologie der Luftfahrt
Die Chronologie der Luftfahrt ist eine Liste von historischen Ereignissen der Luftfahrt.

## Chronologie

### Bis 1782: Anfänge der Luftfahrt

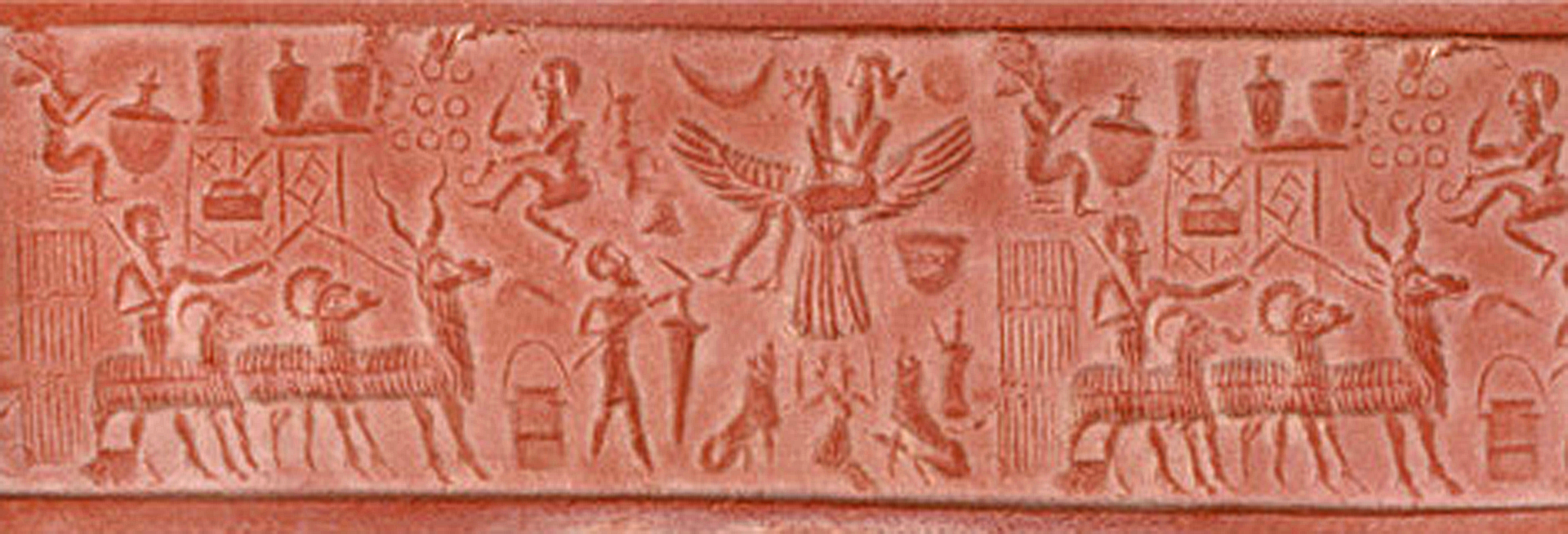
Der „Ritt auf einem Vogel“, ein Handlungselement des Etana-Mythos aus dem 24. Jahrhundert v. Chr. (Abbildung der Tonabrollung eines Rollsiegels)

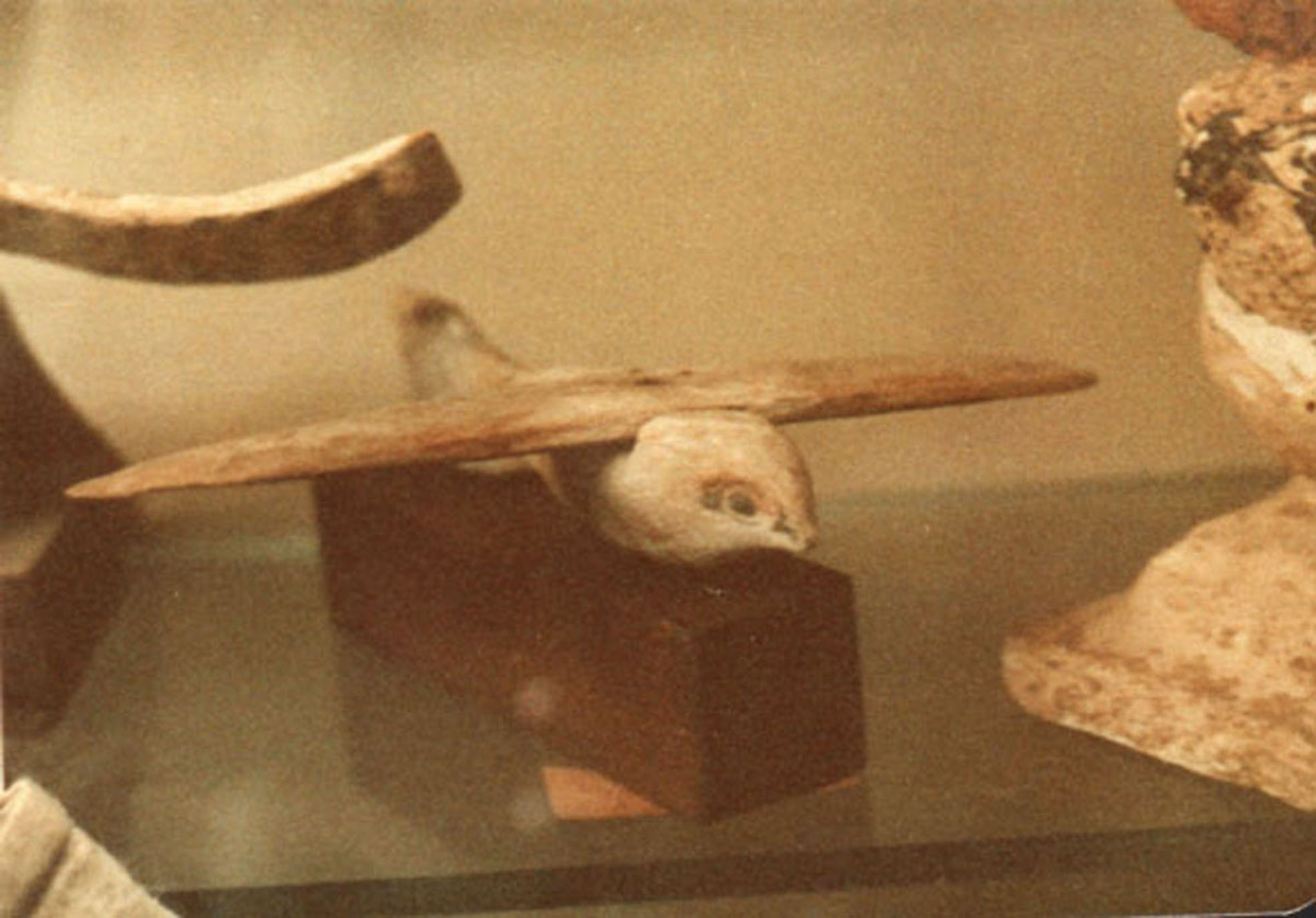
Der Vogel von Sakkara aus dem 2. Jahrhundert vor Chr.

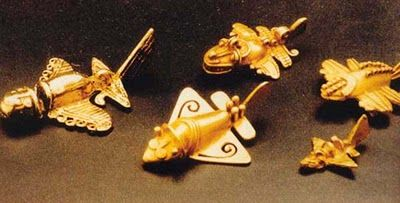
Die präkolumbianischen Vögel des Otún aus dem 4. bis 7. Jahrhundert nach Chr.

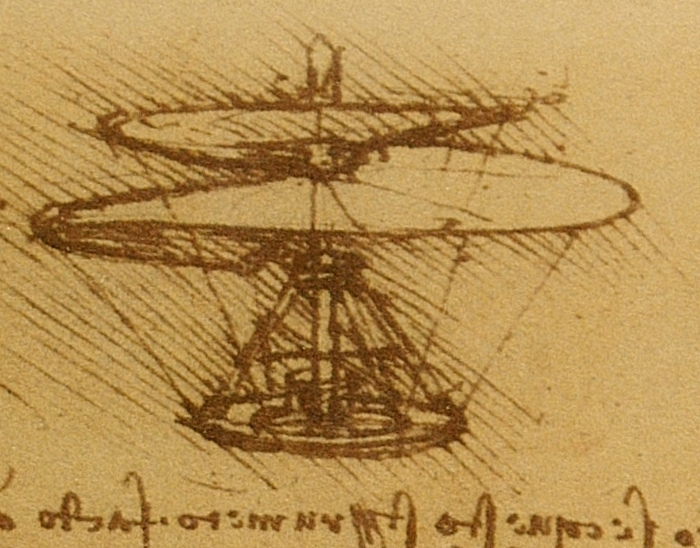
Flugspirale von Leonardo da Vinci (Manuskript B, Folio 83v), datiert um 1487–1490

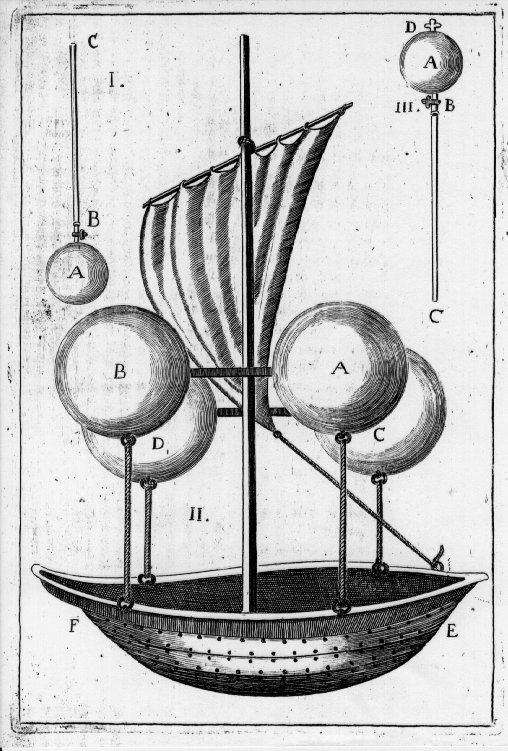
Francesco Lanas Entwurf eines durch Vakuumauftrieb fahrenden Luftschiffes (s. 1670)

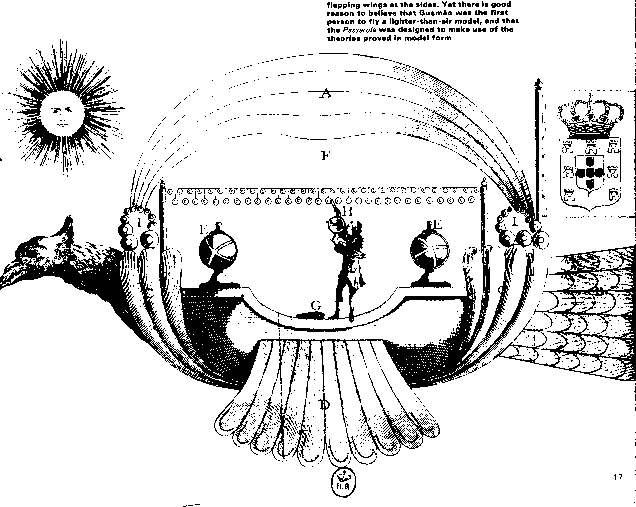
Zeitgenössische Darstellung von Gusmãos Flugapparat (s. 1709)

Deckblatt von Bauers Flugzeughandschrift (s. 1765)

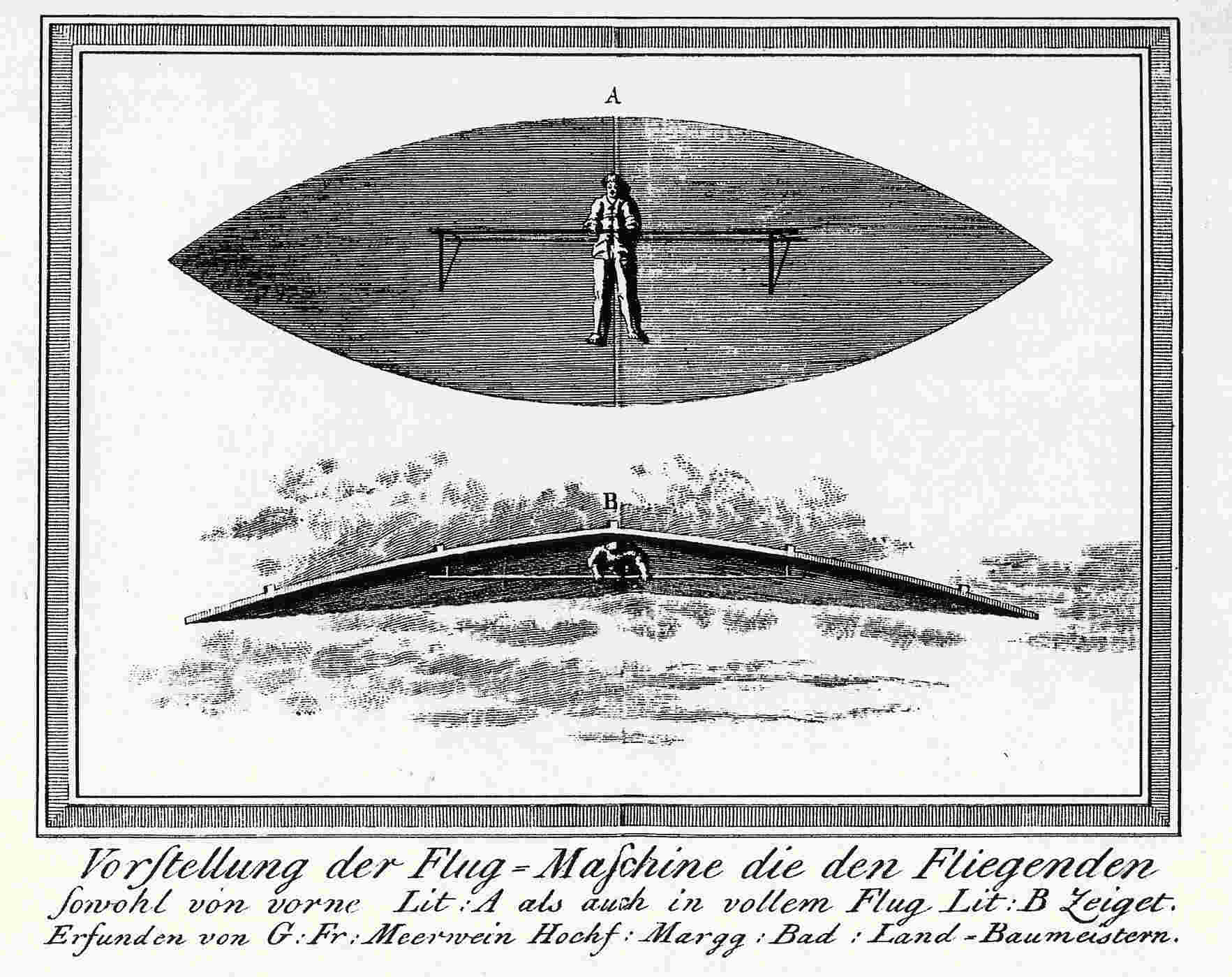
Flugapparat von Carl Friedrich Meerwein (s. 1782)

- 24. Jahrhundert v. Chr.

Im Etana-Mythos will der Hirte Etana für seine kinderlose Gattin „das Kraut des Gebärens“ vom Himmel herunterholen, stürzte aber, als er fast das Ziel erreicht hatte, mitsamt seinem Adler in die Tiefe.
- 5. Jahrhundert v. Chr.

Drachen sind die ersten historisch nachweisbaren, vom Menschen geschaffenen Fluggeräte (China 5. Jahrhundert v. Chr.).
- 2. Jahrhundert v. Chr.

Beim Vogel von Sakkara, einem hölzernen Artefakt aus einer Grabstätte im ägyptischen Sakkara, könnte es sich um das Modell eines Fluggerätes handeln.
- 1 bis 8 n. Chr.
- Der römische Dichter Ovid dokumentiert in seinen Metamorphosen die griechische Sage über Dädalus und Ikarus, die mit selbst gefertigten Flügeln aus Vogelfedern und Kerzenwachs fliegend aus der Gefangenschaft des Minotauros fliehen.

- 2. Jahrhundert

Der römische Schriftsteller Aulus Gellius beschreibt in seinen Noctes Atticae die „Taube des Archytas“, eine flugfähige hölzerne Nachbildung einer Taube aus dem 4. Jahrhundert v. Chr.
- 4. bis 7. Jahrhundert

Aus dieser Zeit datieren die präkolumbianischen Pájaros del Otún (dt. „Vögel des Otún“) aus der Quimbaya-Kultur im heutigen Kolumbien. Die nur wenige Zentimeter großen goldenen Objekte mit Rumpf, deltaförmigen Flügeln und senkrechter Heckflosse sind u. a. im Museo del Oro in Bogotá, im Übersee-Museum Bremen und im Ethnologisches Museum in Berlin zu sehen und werden von Befürwortern der Prä-Astronautik als Flugzeuge interpretiert.
- 9. Jahrhundert

Dem muslimischen Dichter, Gelehrten und Wissenschaftler Abbas ibn Firnas wird der Bau eines Fluggeräts, welches ihm das Fliegen ermöglicht, zugeschrieben.
- 10. Jahrhundert

Der Fesseldrachen ist vermutlich über den pazifischen Raum verbreitet und wurde zu bemannten, militärischen, religiösen und zeremoniellen Zwecken eingesetzt.
- 1000–1010

Dem englischen Mönch Eilmer von Malmesbury wird ein Gleitflug über zweihundert Meter zugeschrieben.
- circa 1260

Roger Bacon beschreibt in seiner Schrift De secretis operibus artis et naturae einen Ornithopter.
- 1282

Marco Polo berichtet über bemannte und rituelle Drachenaufstiege.
- 1326

Darstellung eines geflügelten Luftsackdrachens in Walter de Milemetes Schrift „De nobilitatibus“.
- 1486–1513

Flugtechnische und mathematische Studien von Leonardo da Vinci (1452–1519). In seinen Aufzeichnungen, wie dem „Kodex über den Vogelflug“ und den sogenannten „Pariser Manuskripten“, finden sich unter anderem: ein Fallschirmentwurf, ein Hubschrauber, Entwürfe für Schwingenflugzeuge, Strömungsuntersuchungen und Stromlinienkörper.
- circa 1500

Auf seinem Triptychon „Die Versuchungen des heiligen Antonius“ stellt Hieronymus Bosch zwei kämpfende Luftschiffe über einer brennenden Stadt dar.
- 1589

Giambattista della Porta veröffentlicht in Band 20 seiner Magiae naturalis die Baubeschreibung eines Fesseldrachens.
- 1616

Fausto Veranzio veröffentlicht eine Zeichnung eines Fallschirmspringers, der als Homo volans („fliegender Mensch“) bezeichnet ist.
- 1644

Dem italienischen Physiker Evangelista Torricelli gelingt der Nachweis des Luftdruckes und die Erzeugung eines luftleeren Raumes, der „Torricellische Leere“.
- circa 1650
  - Der Augsburger Schuhmacher Salomon Idler unternahm einen Flugversuch.
  - Der osmanische Schriftsteller Evliya Çelebi beschreibt einen erfolgreichen bemannten Raketenflug von Lâgari Hasan Çelebi.

- 1654

Der Physiker und Bürgermeister von Magdeburg Otto von Guericke misst das Gewicht der Luft.
- 1670

Der Jesuit Francesco Lana Terzi beschreibt in seiner Schrift „Prodromo“ („Vorbote“) ein Vakuum-Luftschiffprojekt, das als erster realistischer technischer Entwurf für ein Luftschiff gilt. Lana schreibt jedoch: „Gott wird es niemals zulassen, dass eine solche Maschine zustande kommt…denn wer sieht nicht, dass keine Stadt vor Überfällen sicher wäre…“.
- 1676

Der Physiker und Mathematiker Philipp Lohmeier, Professor der Universität Rinteln, veröffentlicht seine Dissertation De artificio navigandi per aërem (Von der Kunst durch die Luft zu schifffahren). Der vermutliche Ideengeber Francesco Lana Terzi (s. 1670) wurde in der Publikation nicht genannt.
- 1709

August: Der brasilianische Augustinerpater Bartolomeu Lourenço de Gusmão absolviert in Lissabon mehrere Heißluftballon-Versuche.
- 1765

Melchior Bauer beschreibt in seiner Flugzeughandschrift, veranschaulicht durch Konstruktionszeichnungen, ein Gleitflugzeug mit starren V-förmigen Flügeln.
- 1782

Carl Friedrich Meerwein, ein badischer Baumeister, veröffentlicht eine Studie mit dem Titel „Der Mensch! sollte der nicht auch mit Fähigkeiten zum Fliegen gebohren seyn?“. Darin berechnet er aufgrund detaillierter Messungen an verschiedenen Vogelarten Größe und Gewicht eines Flugapparats, mit dem ein Mensch nach seiner Überzeugung fliegen kann. Dieser Arbeit fügt er auch Detailzeichnungen seiner Maschine bei und gibt die Materialien für den Bau vor.

### 1783–1890: Ballone und Fluggeräte

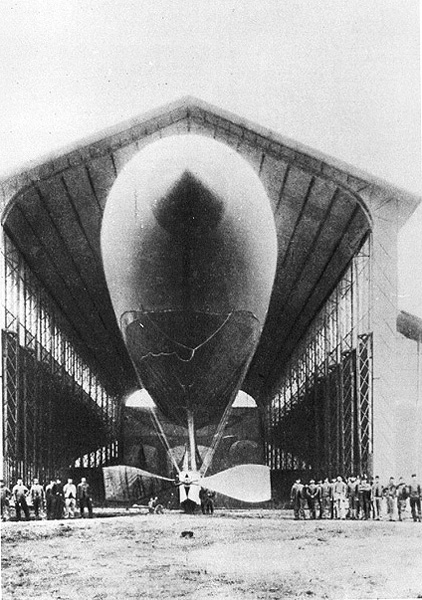
Das Luftschiff La France 1885 im Hangar Y

- 1783

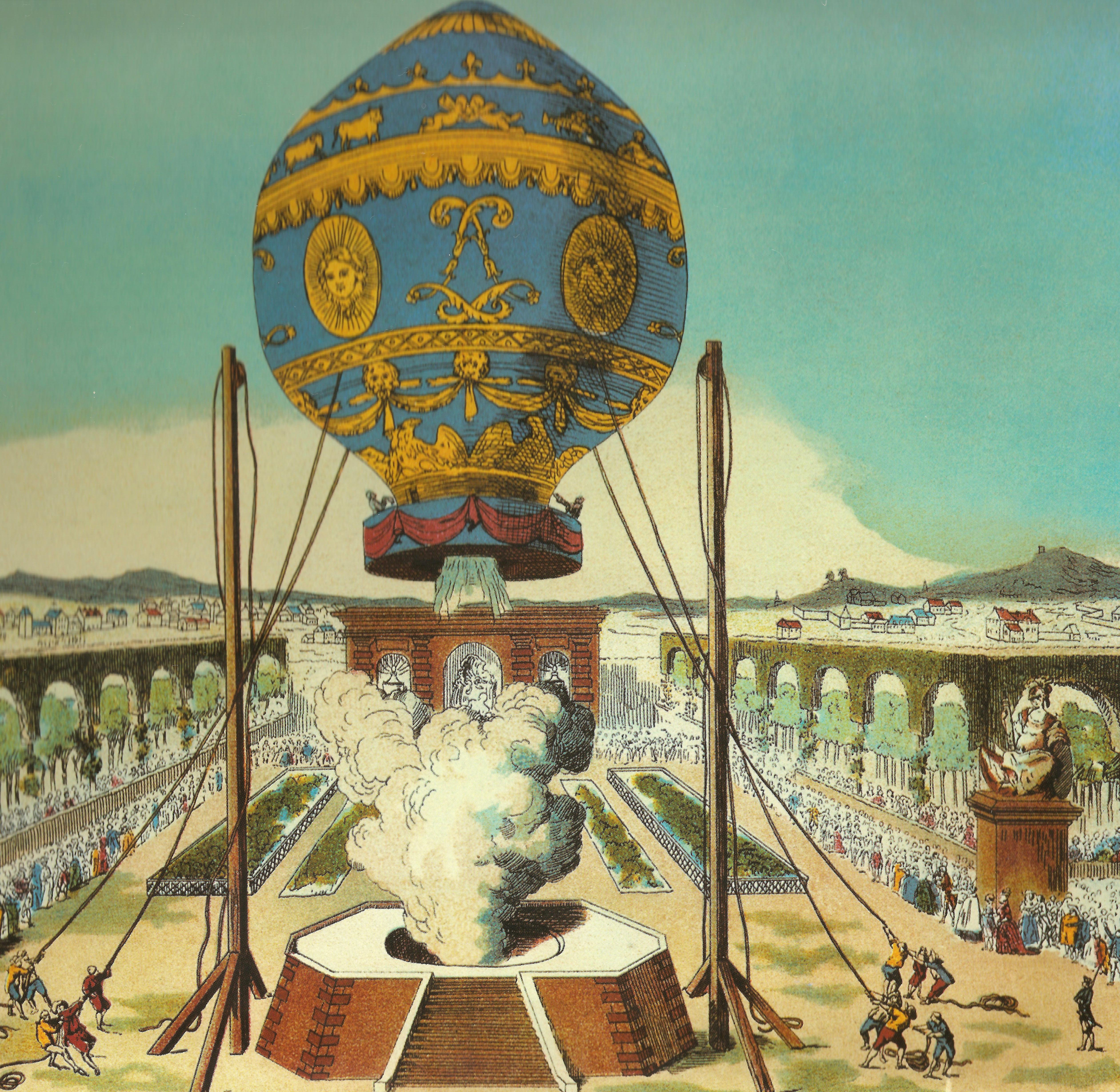
Darstellung des ersten bemannten gefesselten Ballonaufstiegs am 19. Oktober 1783 in Paris.

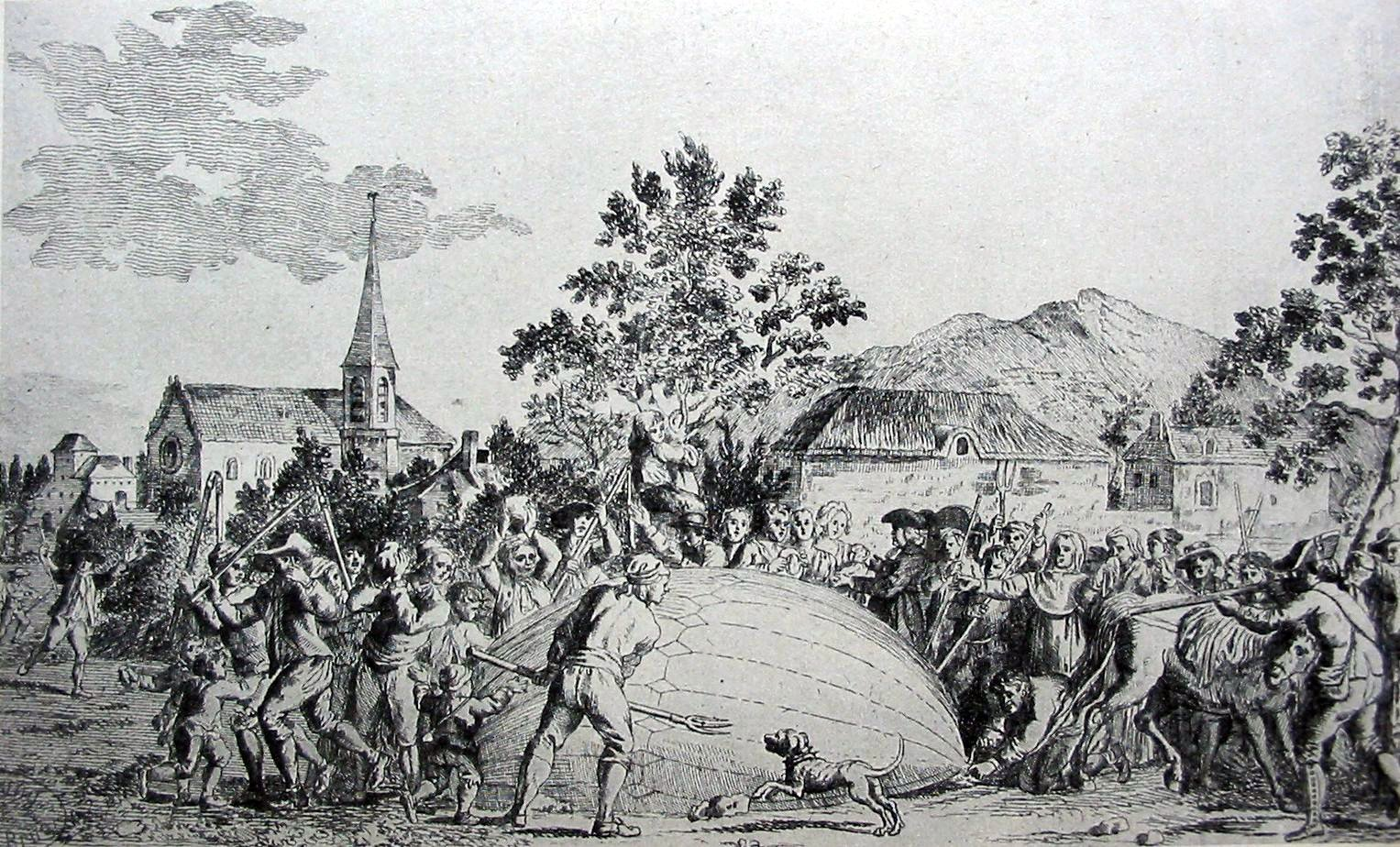
Der 1783 bei Gonesse geplatzt niedergehende Wasserstoffballon des Parisers Jacques Charles

  - 4. Juni: Die französischen Brüder Joseph Michel und Jacques Etienne Montgolfier präsentieren erstmals ihre Montgolfière in Annonay.
  - 21. November: François d’Arlandes und Jean-François Pilâtre de Rozier gelingt die erste freie bemannte Fahrt in einer Montgolfière vom Schloss La Muette bis zur Butte aux Cailles, die 25 Minuten dauert.
  - 1. Dezember: Jacques Charles entwickelt – angeregt durch die Brüder Montgolfier – Gasballone und führt die erste bemannte Gasballonfahrt durch. Die Luftreise dauert etwa zwei Stunden und führt bis in 3467 m Höhe.
  - Louis-Sébastien Lenormand vollführt Fallschirmabsprünge vom Turm des Observatoriums in Montpellier.

- 1784
  - 28. Januar: Der Ballon Ad Astra steigt in Braunschweig zum ersten Flug in Deutschland auf. Am 8. Februar folgt sein zweiter und letzter Flug.[6]

- 1785
  - 7. Januar: Der Ärmelkanal wurde erstmals mit einem Ballon, gefahren von Blanchard und Jeffries, überquert.
  - 15. Juni: Jean-François Pilâtre de Rozier und Pierre Romain wurden die ersten Todesopfer der Luftfahrt, als ihre Ballonhülle durch einen Brand zerstört wurde und sie mit ihrer Gondel in die Tiefe stürzen.

- 1794

In Frankreich wurde unter Jean Marie Joseph Coutelle die erste militärische Balloneinheit, die Compagnie d’aérostiers aufgestellt. Einige Wochen später folgt eine zweite Kompanie. Die Einheiten dienten mit Fesselballons der Aufklärung und nahmen unter anderem an der Schlacht bei Fleurus und Belagerung von Mainz teil. Ein geplanter Einsatz bei der Ägyptischen Expedition kam nicht mehr zustande. Bis 1802 wurden die Einheiten wieder aufgelöst.
- 1797

22. Oktober: André-Jacques Garnerin sprang mit einem Fallschirm von einem Ballon ab und wurde „offizieller französischer Staatsluftfahrer“.
- 1799

Der Engländer Sir George Cayley (1773–1857) skizziert ein Gleitflugzeug mit einem Seiten- und Höhenleitwerk. Sein Manuskript gilt als Ausgangspunkt für die wissenschaftliche Beschäftigung mit dem Fluggerät „schwerer als Luft“. Orville Wright: „Cayley war es, der die damals herrschende Verwirrung beseitigen half. […] Er wusste mehr als irgendeiner seiner Vorgänger […] und Nachfolger bis zum Ende des 19. Jahrhunderts.“
- 1804

Sir George Cayley, der „Vater der Aeronautik“, baut aufbauend auf seinem Flugzeugkonzept von 1799 ein erfolgreiches unbemanntes Gleitflugmodell.
- 1807–1816

Jakob Degen konstruiert 1807 ein Schlagflügelflugzeug, 1808 ein Fluggerät mit einem Wasserstoffballon, 1816 eine Luftschraube mit Uhrwerkantrieb (Hubschraubermodell).
- 1811

31. Mai: Der Schneidermeister Albrecht Ludwig Berblinger aus Ulm, der in die Geschichte als der „Schneider von Ulm“ eingeht, versucht – in Anwesenheit der königlichen Familie – mit einem Flugapparat von der Adlerbastei aus über die Donau zu fliegen. Der Flug misslingt.
- 1821

19. Juli: Charles Green verwendete Leuchtgas zur Füllung von Gasballons.
- 1836

7. und 8. November: Ballonfahrt über 722 km von London nach Weilburg durch Charles Green, Robert Hollond und Thomas Monk-Mason.
- 1839

Charles Green und der Astronom Spencer Rush stiegen im Freiballon auf 7900 m Höhe.
- 1842

November: Erster vollständiger Entwurf eines Motorflugzeuges mit Dampfmaschinenantrieb durch den englischen Ingenieur William Samuel Henson. Die Patentschrift knüpfte an die Arbeiten Cayleys an. Der Gründungsantrag für eine „Aerial Transport Company“ (Aktiengesellschaft) wurde im englischen Unterhaus unter lautem Gelächter abgelehnt.
- 1844

Die Einführung der noch heute gebräuchlichen Reißbahn durch den US-Amerikaner John Wise ermöglicht sichere Ballonlandungen.
- 1848

Juni: John Stringfellow gelang mit einem dampfgetriebenen Eindecker-Modell (Spannweite 3 m) ein erfolgreicher Flug über 40 yd (36,58 m) in einem großen Raum einer Fabrik.
- 1849
  - 29. Juni: Im ersten italienischen Unabhängigkeitskrieg setzt die Armee des Kaisertum Österreich bei der Belagerung Venedigs erstmals Ballonbomben ein. Es gilt als erster Luftangriff der Kriegsgeschichte.[8]
  - 7. Oktober: Der Franzose Francisque Arban überquerte im Freiballon die Alpen (von Marseille nach Stupinigi bei Turin).
  - Sir George Cayley baute einen manntragenden Dreidecker, der durch Seilstart am Hang erprobt wurde.

- 1852

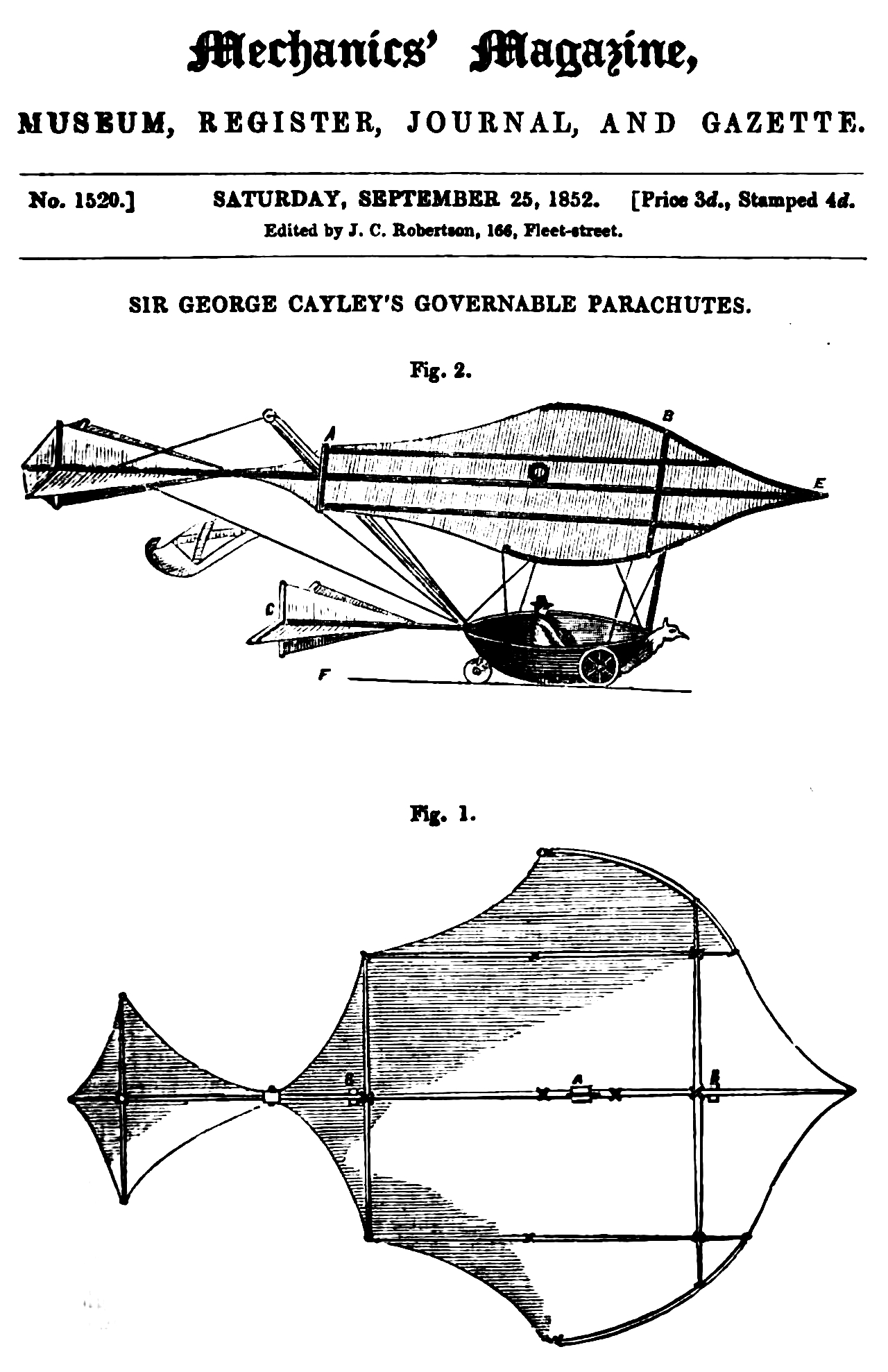
George Cayleys Gleitflugzeug 1852 im Mechanics’ Magazine

- - 24. September: Die erste motorgetriebene Luftschifffahrt: Henri Giffards dampfgetriebene Konstruktion erreichte eine Geschwindigkeit von etwa 10 km/h.
  - September: Sir George Cayley veröffentlichte einen Bericht über ein Gleitflugzeug, seinen „Governable Parachute“, das ausgiebig ohne Pilot mit Ballast erfolgreich getestet worden sei.
  - Gründung der ersten Gesellschaft zur Förderung der Luftfahrt (Societe Aerostatique de France).

- 1857
  - Nach erfolgreichen Modellversuchen erhalten die französischen Brüder du Temple de la Croix ein Patent über ein Motorflugzeug.

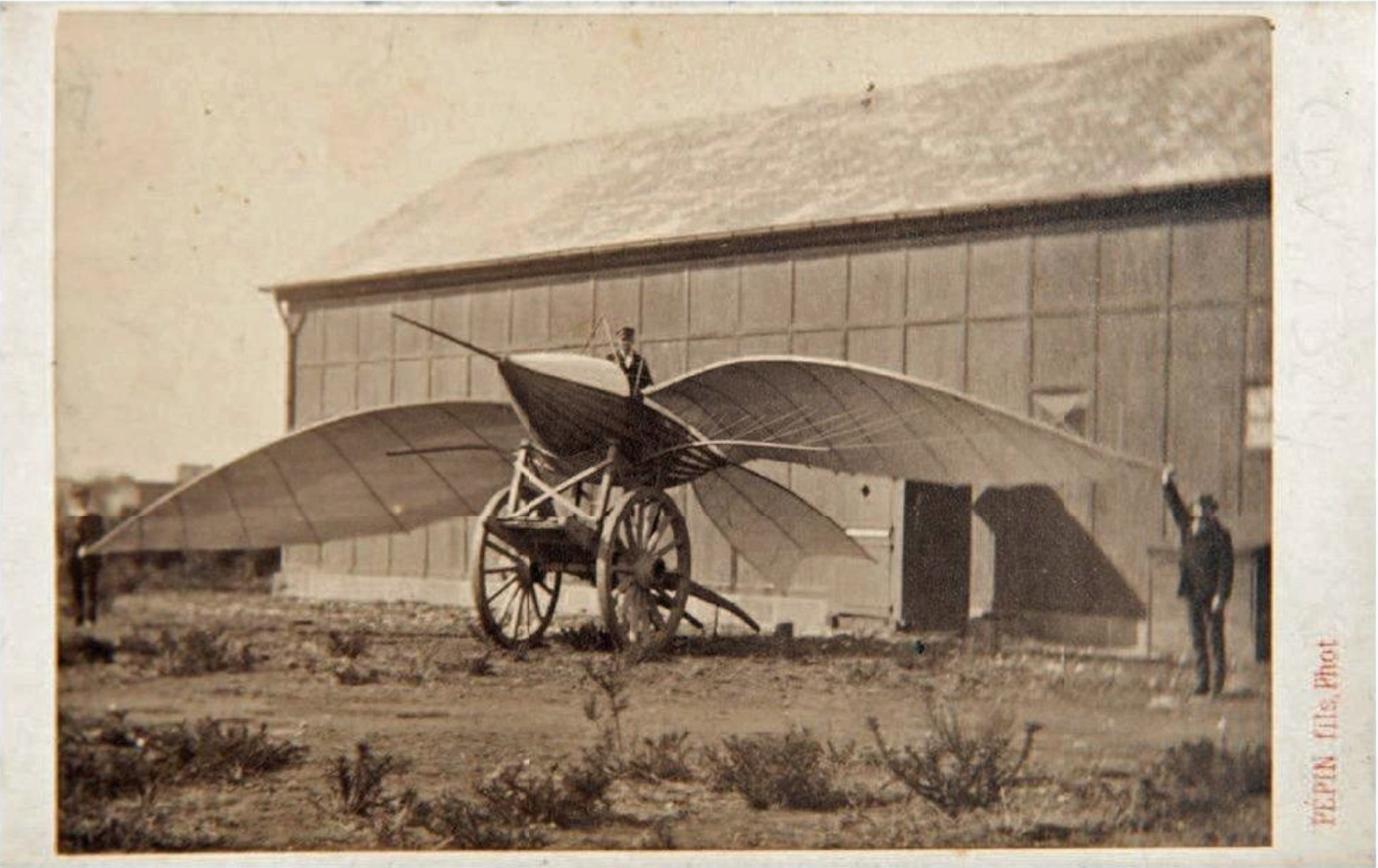
Die Albatros II von Jean Marie Le Bris 1868 in Brest. Die erste Fotografie eines Flugzeuges.

  - Der französische Kapitän Jean Marie Le Bris unternahm nach Vogelstudien (Albatros) Flugversuche mit Schleppstart, die erfolgreich gewesen sein sollen.

- 1859

Der französische Luftfahrer und Fotograf Nadar machte bei der Schlacht von Solferino die ersten Luftaufnahmen aus einem Ballon heraus.
- 1859

1. und 2. Juli: Ballonfahrt über 1292 km durch John Wise mit drei Begleitern (St. Louis-Henderson, USA).
- 1862

5. September: Der Aeronaut Coxwell und der englische Physiker James Glaisher erreichten bei einem Aufstieg eine Höhe von 9000 m.
- 1865
  - 20. September: Jacob Brodbeck, unbemannter, motorisierter Flug, schwerer als Luft. Als Antrieb wurde eine Metallspirale ähnlich wie in einer Taschenuhr verwendet.
  - 25. Oktober: Jules Vernes Roman Die Reise zum Mond wurde als Buch veröffentlicht. Der Roman beschreibt den Abschuss eines Mond-Geschosses von Florida, von wo aus viele Jahre später tatsächlich die amerikanischen Raketenstarts erfolgen.
  - Der Franzose d’Esterno schrieb in seinem Buch Über den Flug der Vögel: „Der Gleitflug scheint für die schweren Vögel charakteristisch zu sein; es spricht nichts dagegen, dass es der Mensch bei günstigen Windverhältnissen diesen Vögeln gleichtut.“
  - Der französische Kunstmaler und Landwirt Louis Mouillard unternahm einen erfolgreichen Gleitflugversuch. Nach jahrelangem Vogelstudium gab er 1881 sein Buch Das Reich der Lüfte (L’empire de l’air) heraus, in dem er die Nachahmung des Gleit- und Segelflugs der Vögel, nicht aber des Schwingenflugs für möglich hält.

- 1867

Henri Giffard installierte auf der Pariser Weltausstellung einen Riesen-Fesselballon für 20 Personen.
- 1868
  - Der französische Kapitän Jean Marie Le Bris unternahm in Brest Gleitflugversuche mit seiner Albatros II. Der Flugapparat ist in einer frühen Fotografie von Pépin jun. aus Brest belegt.
  - Matthew Piers Watt Boulton erhielt ein englisches Patent für die Anwendung von Querrudern.
  - Erste Luftfahrtausstellung, veranstaltet von der Royal Aeronautical Society im Londoner Kristallpalast.

- 1870/1871

Deutsch-Französischer Krieg: Im belagerten Paris wurden insgesamt 66 Ballone gestartet, um den Belagerungsring zu überwinden.
- 1871
  - Der Franzose Alphonse Pénaud baute seine Planaphore, ein freifliegendes Motorflugmodell mit Gummimotorantrieb.
  - Die Engländer Wenham und Browning unternahmen Strömungsversuche in einem Windkanal.

- 1872
  - 2. Februar: Der französische Marineingenieur Henri Dupuy de Lôme erreichte mit einem muskelkraftgetriebenen Luftschiff eine Geschwindigkeit von 9 bis 11 km/h.
  - 13. Dezember: Erprobung des ersten Luftschiffes mit einem Gasmotor durch den deutschen Ingenieur Paul Haenlein in Brünn. Sein Luftschiff Aeolus erreichte 18 km/h. Die Versuche wurden aus Geldmangel abgebrochen.

- 1874

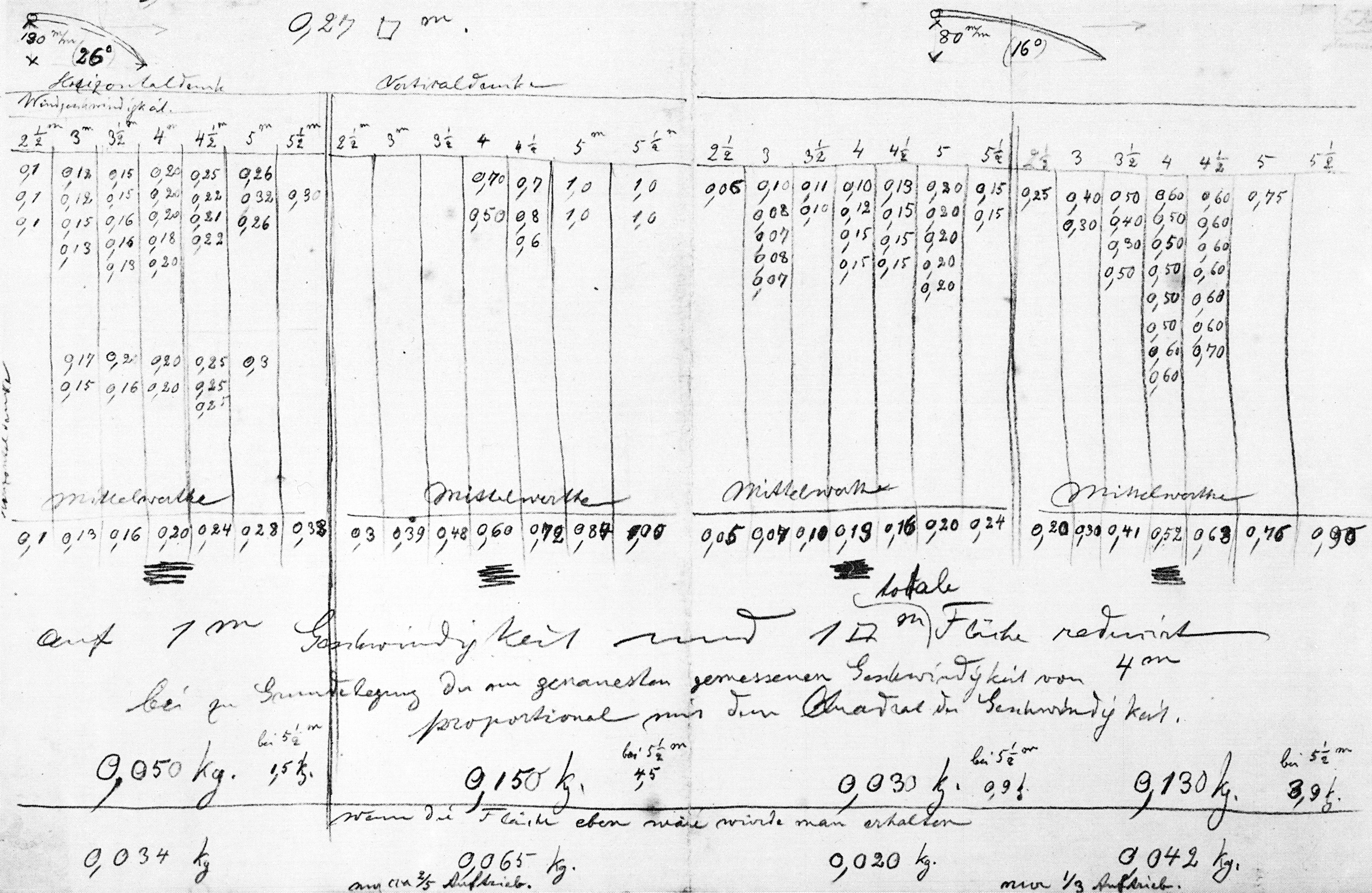
Eine Messreihenaufnahme Lilienthals von 1874.

  - 5. Juli: Der Belgier Vincent de Groof verunglückte bei einem Schwingenflugversuch tödlich, als die durch die Arme zu betätigenden Schwingen nach dem Start vom Ballon aus zusammenklappten.
  - Auftriebs- und Widerstandsmessungen an Tragflügelprofilen durch Otto und Gustav Lilienthal, die erst 1889 veröffentlicht wurden. Erforschung u. a. des Vorteils der gewölbten Fläche.

- 1875

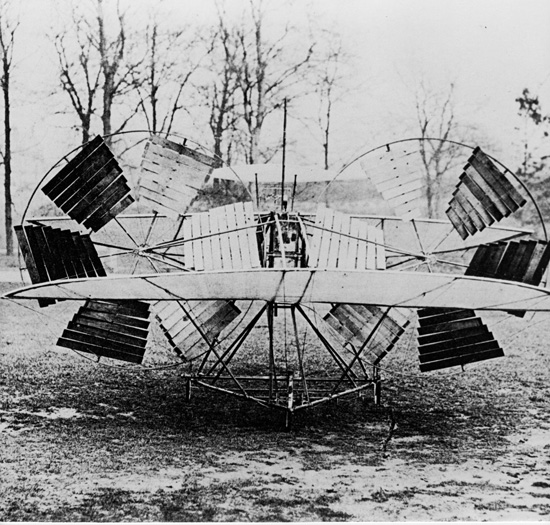
Thomas Moys Luftdampfer von 1875

  - 15. April: Die wissenschaftliche Höhenfahrt des Ballons Zenith auf 8000 m endete mit dem Tod zweier Luftfahrer und der Ertaubung von Gaston Tissandier.
  - Der Engländer Thomas Moy erprobte ein gefesseltes Motorflugmodell mit Dampfmaschinenantrieb und 4 m Spannweite.

- 1876

Die Franzosen Alphonse Pénaud und Paul Gauchot nahmen ein Patent für ein Motorflugzeug mit Einziehfahrwerk, Flügel-V-Form, Steuerknüppel.
- 1877

Erster Flug eines dampfgetriebenen Modellhubschraubers von Enrico Forlanini.
- 1879
  - Der Franzose Victor Tatin baute ein Motorflugmodell mit Luftschrauben und Druckluftmotor, das erfolgreich Bodenstarts ausführte.
  - Für den Bau und Betrieb von Aerostaten der französischen Armee wurde unter Leitung von Charles Renard mit dem Hangar Y die erste Luftschiffhalle errichtet.

- 1881
  - Der Russe Alexander Fjodorowitsch Moschaiski erhielt ein Patent für ein Motorflugzeug mit Dampfmaschinenantrieb.
  - Der Franzose Louis Mouillard veröffentlichte das Essay „Das Reich der Lüfte“ (L’empire de l’air), in dem er Gleiter mit fester Tragfläche beschrieb.
  - 8. September: Der Verein zur Förderung der Luftschifffahrt wurde als erste luftfahrttechnische Organisation Deutschlands gegründet. Von 1888 bis 1899 führte der Verein die Berliner wissenschaftlichen Luftfahrten durch. Später umbenannt in Deutscher Verein zur Förderung der Luftschifffahrt und Berliner Verein für Luftschifffahrt, führte der Verein 1884 zur Einrichtung des preußischen Luftschiff-Detachements.[9][10]

- 1882

Der in Berlin gegründete „Deutsche Verein zur Förderung der Luftschifffahrt“ gab die erste deutsche Fachzeitschrift zur Luftfahrt heraus.
- 1883

Der Deutsche Gottlieb Daimler erfand den schnelllaufenden Verbrennungsmotor, der durch sein günstigeres Verhältnis zwischen Leistung und Gewicht für die Luftfahrt geeignet ist.
- 1883/1884

Renard und Krebs bauten im Hangar Y das Luftschiff La France. Es hatte bei einer Länge von 50,42 Metern und einem Durchmesser von 8,40 Metern ein Volumen von 1864 m³ und wurde von einem 9 PS leistenden Elektromotor mit Luftschraube angetrieben.
- 1884
  - 9. August: Das Luftschiff La France von Renard und Krebs vollführte mit der Fahrt einer geschlossenen Kreisbahn den ersten vollständig gesteuerten Flug.
  - Der Russe Alexander Fjodorowitsch Moschaiski absolvierte angeblich zwei erfolgreiche Motorflüge mit Dampfmaschinen in Krasnoje Selo über ca. 20 bzw. 30 Meter.
  - Der Engländer Horatio F. Phillips erhielt ein Patent auf gewölbte Flügelprofile.

- 1886

12. und 13. September: Ballonfahrt über 24 Stunden Dauer durch die Franzosen Hervé und Alluard.
- 1888

10. August: 1. Auffahrt eines Luftschiffes mit einem Benzinmotor (Motorluftfahrt), der Antriebsquelle, mit der die Luftfahrt erst möglich wurde. Das Luftschiff war von Friedrich Wölfert und dem bereits 1884 verstorbenen Georg Baumgarten, der Motor von Gottlieb Daimler konstruiert worden. Start war auf dem Fabrikhof Daimlers in Cannstatt. Das Luftschiff landete auf dem Exerzierplatz in Aldingen, nach etwa 10 km. Weitere Starts erfolgten in Augsburg, München und Wien.
- 1889

November: Otto Lilienthal veröffentlichte sein Buch Der Vogelflug als Grundlage der Fliegekunst. Seine Messungen an Tragflügeln, dargestellt in sogenannten Polardiagrammen, wurden die Grundlage unseres heutigen Begriffssystems und belegen die Vorteile der Flügelwölbung.
- 1890

9. Oktober: Clément Aders dampfgetriebenes Flugzeug Eole fliegt einmalig rund 50 Meter.

### 1891–1899: Erste kontrollierte Flüge

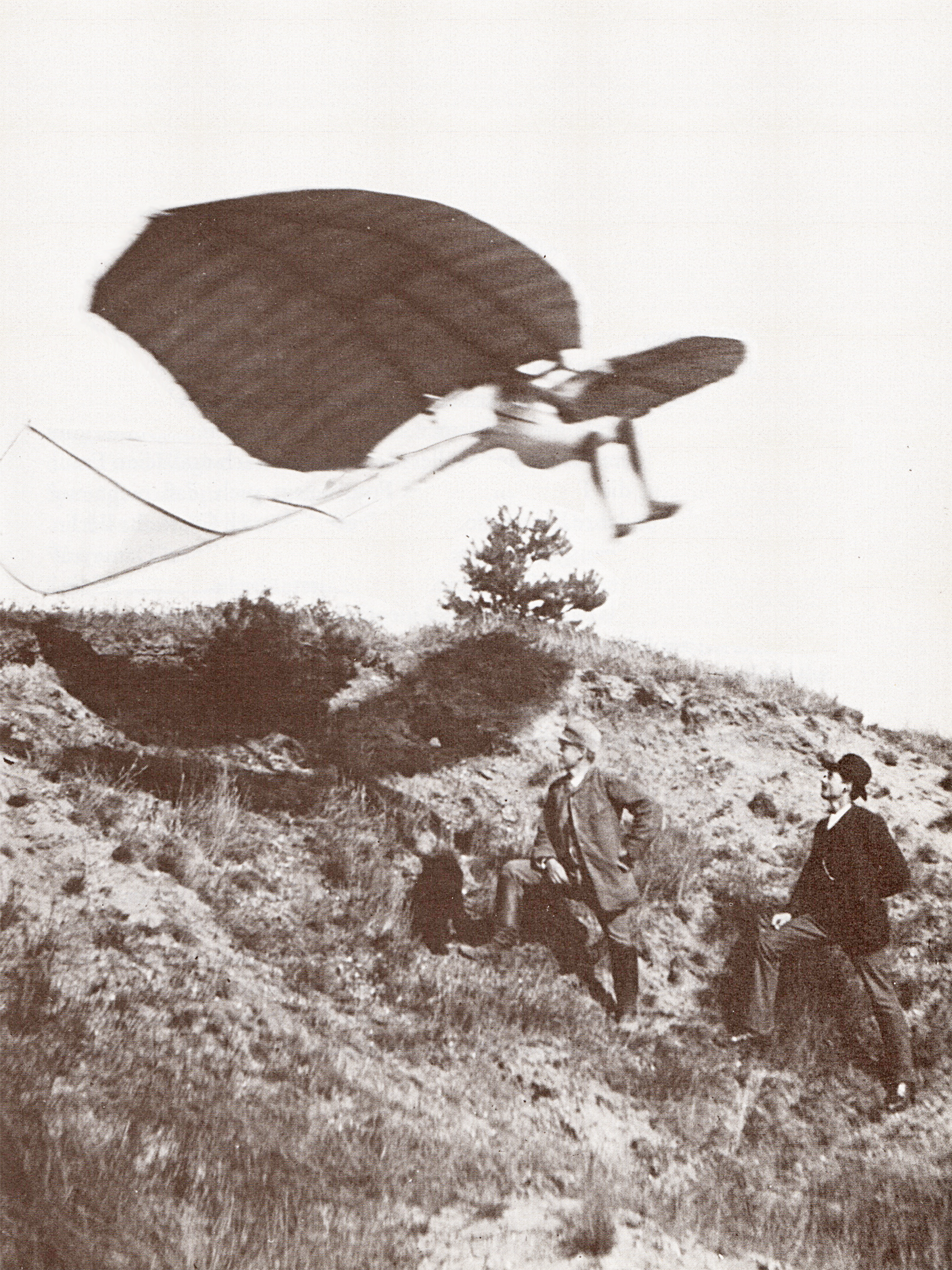
Lilienthal 1891 am Spitzberg zwischen Krielow und Derwitz
Hier lernte die Menschheit Fliegen

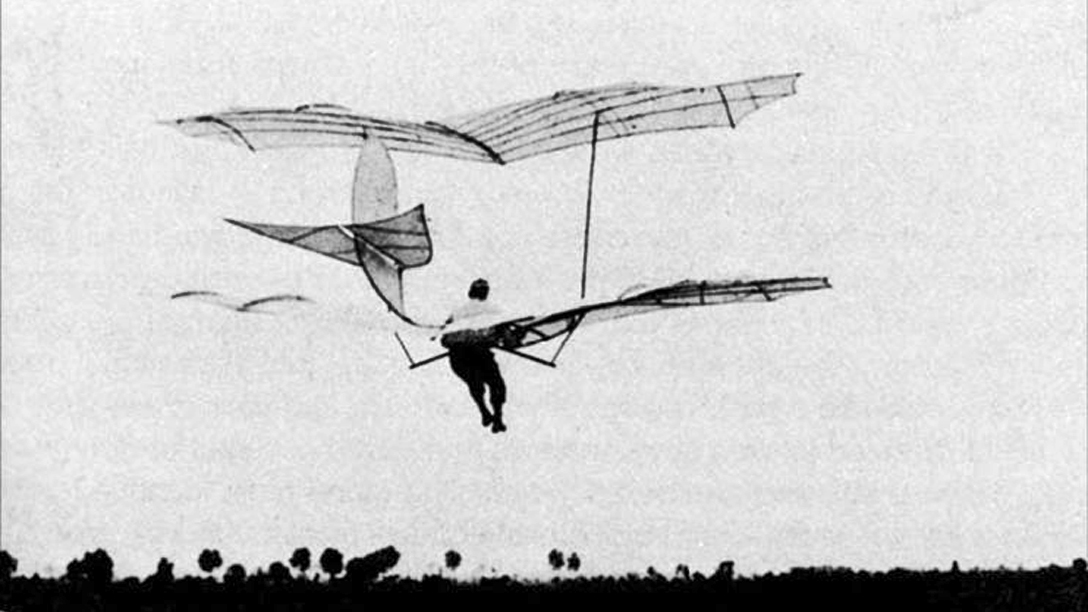
Lilienthal führte Anfang August 1895 am Fliegeberg seinen Doppeldeckergleiter dem Besucher Samuel Pierpont Langley vor. Das Bild zeigt Lilienthal am 19. Oktober 1895.

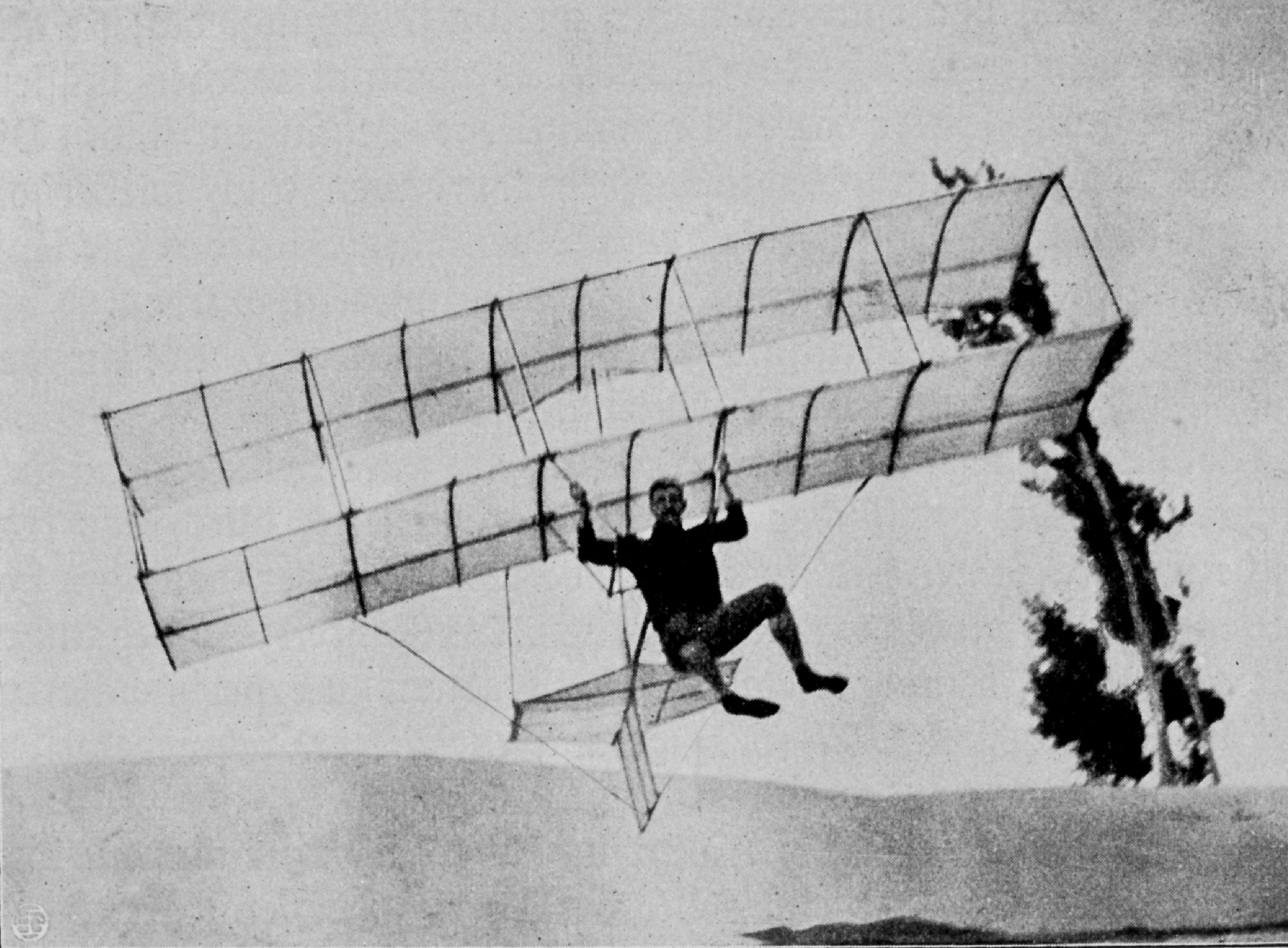
Der Chanute-Herring-Doppeldeckergleiter 1896

- 1891

Frühjahr: Otto Lilienthal begann seine systematischen Flugversuche mit dem Derwitzer Apparat und erreichte maximale Flugweiten von 25 Metern. Diese Flüge gelten heute als die ersten sicheren, wiederholbaren Gleitflüge der Geschichte.
- 1893

Der Australier Lawrence Hargrave führte auf einem aeronautischen Kongress in Sydney den Kastendrachen vor. Er wurde Vorbild für zahlreiche wissenschaftliche Drachen bis hin zum Flugzeug.
- 1894
  - Januar: Das Buch „Progress in Flying Machines“ von Octave Chanute (USA) erschien als Zusammenfassung einer Artikelserie im „American Engineer and Railroad Journal“. Es ist eine umfassende Darstellung des weltweiten Entwicklungsstandes auf dem Weg zum Flugzeug.
  - 4. Dezember: Der polnisch-deutsche Meteorologe Arthur Berson stieg im Freiballon auf 9155 m Höhe.
  - Otto Lilienthal nahm mit dem „Normalsegelapparat“ die erste Serienfertigung eines Flugzeugs auf. Er erreichte mit verschiedenen Flugzeugkonstruktionen Flugweiten bis 250 m.
  - Das Großflugzeug des Amerikaners Hiram Maxim wurde bei Rollversuchen, die ausreichenden Auftrieb zeigten, beschädigt. Er stellte daraufhin seine Versuche ein, die schon Hunderttausende verschlungen hatten.

- 1895
  - August: Otto Lilienthal empfing am Fliegeberg Samuel Pierpont Langley. Er demonstrierte ihm neben Flügen mit dem Normalsegelapparat auch Flüge mit seinem ersten Doppeldecker, was er jedoch noch nicht publiziert wissen wollte. Langley informierte bereits am 6. August seinen Assistenten Augustus Herring über den Besuch.[12]
  - 1895 bis 1899: Der englische Ingenieur Percy Sinclair Pilcher arbeitete erfolgreich auf dem Gebiet des Gleit- und Motorfluges. Er verunglückte am 30. September 1899 bei einer Gleitflugvorführung tödlich.

- 1896
  - Januar: Herring zog nach Chicago und arbeitete für Chanute.
  - 6. Mai: Erster Flug des Motorflugmodells Number 5 mit Dampfmaschinenantrieb des Amerikaners Prof. Samuel Pierpont Langley über 1 km Entfernung.
  - Juni: Octave Chanute organisierte ein Fliegerlager mit seinem Sohn Charley, Augustus Herring und William Avery am Michigansee. Erprobt wurden u. a. ein Nachbau eines Lilienthal-Gleiters und ein von Chanute und Herring gebauter Doppeldeckergleiter, der die Grundlage für die weitere Entwicklung der Flugtechnik wurde.
  - 9. August: Otto Lilienthal „überzog“ bei einem Routineflug in den Stöllner Bergen und starb am Folgetag an der Wirbelsäulenverletzung als Folge des Absturzes.
  - Erfindung des Drachenballons für Beobachtungszwecke bei größeren Windstärken durch die Deutschen August von Parseval und Hans Bartsch von Sigsfeld.

- 1897
  - 12. Juni: Friedrich Hermann Wölfert und sein Mechaniker kamen bei einer Demonstration über dem Tempelhofer Feld mit ihrem benzingetriebenen Luftschiff bei dessen Brand ums Leben.
  - 11. Juli: Salomon August Andrée, N. Strindberg und K. Fraenkel starteten auf Spitzbergen zu ihrer Nordpol-Expedition im Gasballon. Sie wurden erst 1930 tot aufgefunden. Das gefundene Filmmaterial ließ sich noch entwickeln.
  - 3. November: Aufstieg eines Aluminium-Luftschiffes des Ungarn David Schwarz in Berlin.
  - Der erste Einsatz von Leichtmetall in der Luftfahrt fand bei dem zum Großteil aus Aluminiumblech bestehenden Starrluftschiff von David Schwarz statt.

- 1898
  - 20. September: Alberto Santos Dumonts erster Flug mit seinem Luftschiff „Nr. 1“, das von einem 2,6 kW (3,5 PS) De-Dion-Benzinmotor angetrieben wurde.
  - 20. Oktober: Der Aéro-Club de France wurde als Aéro-Club zur Förderung der Luftfahrt gegründet. Bekannt war er für die Definition von Bedingungen zur Weiterentwicklung der Luftfahrt, wie den ersten geschlossenen Kreisflug über 1 km und den ersten Hubschrauberflug.[13]

- 1899

13. September: Alberto Santos Dumont fährt mit seinem Luftschiff „Nr. 3“ 20 Minuten und umfährt dabei erstmals den Eiffelturm. Mit dem Luftschiff führt er ein Dutzend Fahrten durch und stellt mit 23 Stunden in der Luft einen Rekord auf.

### 1900–1909: Erster Motorflug
- 1900

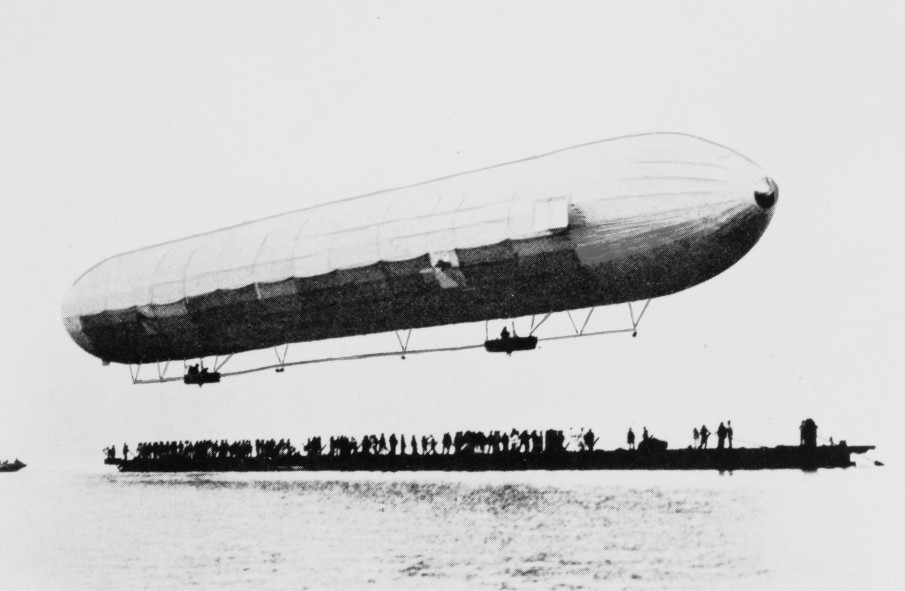
LZ 1 bei seiner Jungfernfahrt über dem Bodensee am 2. Juli 1900

  - 17. April: Der Wiener Aero-Club umbenannt 1910 in Österreichischer Aero-Club als Fachverband für Luftsport wurde gegründet. Mit dem Anschluss Österreichs an das Deutsche Reich aufgelöst erfolgte die Wiedergründung 1950.
  - 14. Mai: Ballonfahren ist Demonstrationssportart bei den Olympischen Sommerspielen in Paris
  - 2. Juli: Erster Aufstieg des Starrluftschiffes LZ 1 von Ferdinand Graf von Zeppelin.

- 1901

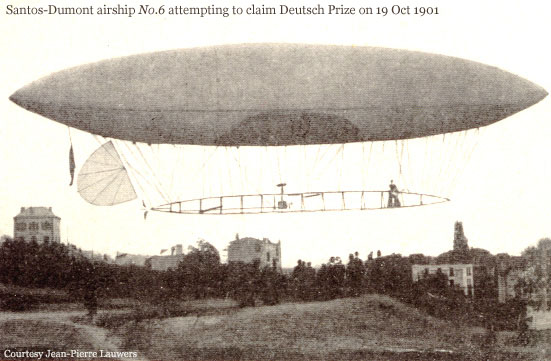
Das Luftschiff Nr. 6, mit dem Alberto Santos-Dumont am 19. Oktober 1901 den Deutsch-Preis gewann.

  - 31. Juli: Die deutschen Meteorologen Arthur Berson und Reinhard Süring erreichen in offener Gondel am Freiballon Preussen 10.800 m Höhe.
  - 14. August: Angeblicher erster stabiler Motorflug des Deutsch-Amerikaners Gustav Weißkopf über eine halbe Meile in Bridgeport/Connecticut. Der Flug ist in der Luftfahrtgeschichte umstritten und hat die Entwicklung des Motorflugs nicht beeinflusst.
  - 1. Oktober: Das Wasserflugzeug des Österreichers Wilhelm Kress wurde bei einem Startversuch am Wienerwaldsee zerstört.
  - 19. Oktober: Der Brasilianer Alberto Santos-Dumont umfuhr mit seinem Luftschiff Nr. 6 von St. Cloud kommend den Eiffelturm und kehrte in 30 Minuten zum Startplatz zurück. Das waren die Bedingungen des mit 100.000 Francs dotierten Deutsch-Preises.
  - Erste Flüge eines Motorflugmodells mit Benzinmotor durch Samuel Pierpont Langley.
  - Die Brüder Wright optimieren ihre Tragflächen durch Windkanalmessungen.
  - Der Aero-Club der Schweiz als Dachverband des Flugsports und der Leichtaviatik wurde gegründet.

- 1902

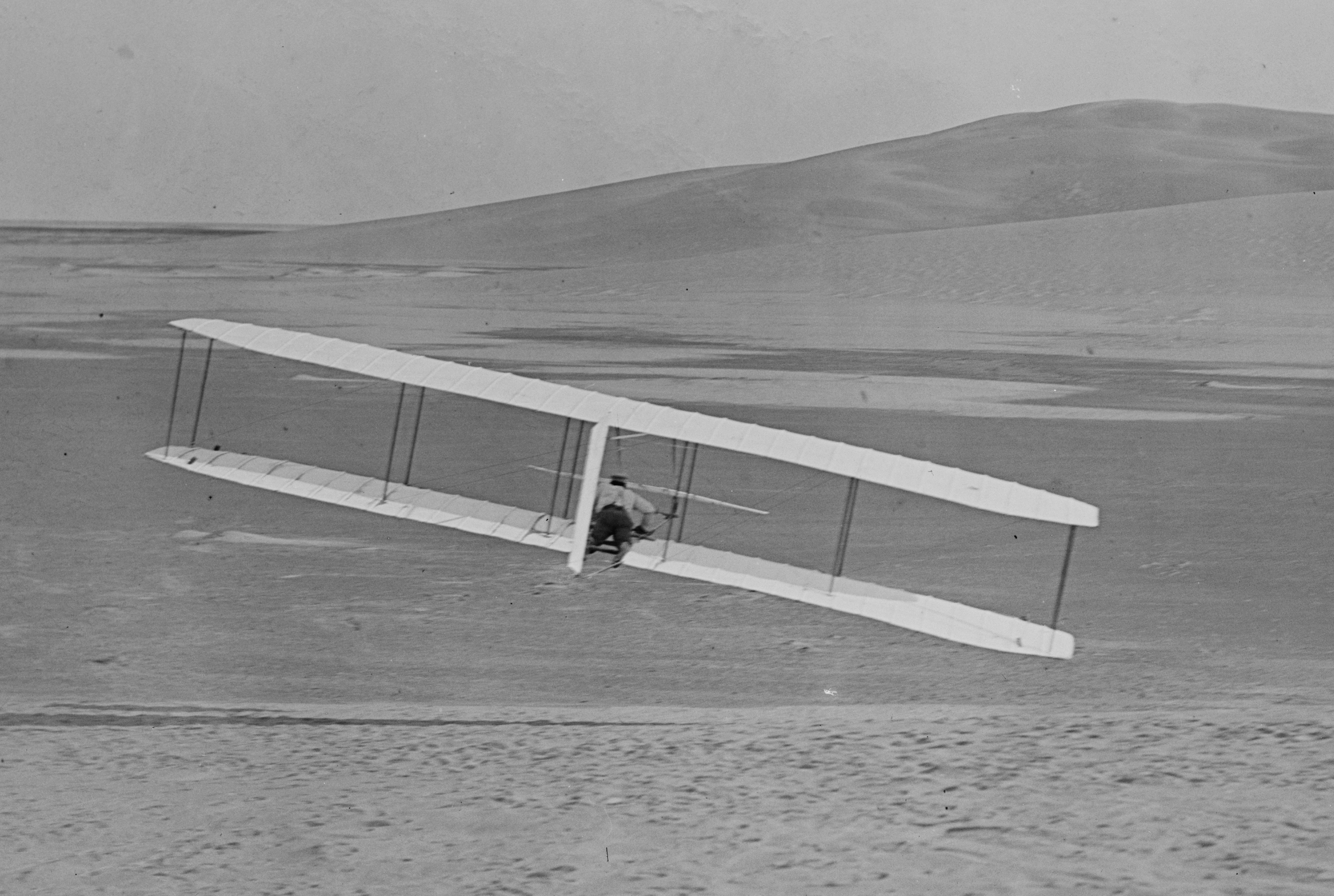
Rückansicht von Wilbur Wright vom 24. Oktober 1902, der mit dem 1902 Wright Glider in Rechtslage eine Linkskurve eingeleitet hat (erkennbar an der Stellung des Seitenruders nach links)

  - 28. August: Der Franzose Léon Levavasseur patentiert den ersten V8-Zylinder-Motor speziell für Luftfahrzeuge. Er soll nur 100 kg wiegen und 59 kW (80 PS) leisten. Die Werte wurden jedoch nicht erreicht.
  - 8. Oktober: Nachdem die Brüder Wright bei ihren Versuchsflügen mit ihrem 1902 Wright Glider das negative Wendemoment entdeckt hatten, führen sie beim Kurvenflug das bewegliche Seitenruder ein, das synchron zur Flügelverwindung ausgelenkt wird. Die von ihnen erfundene aerodynamische Flugsteuerung um alle drei Raumachsen ist damit komplett.
  - 28. Dezember: Gründung des Deutschen Luftschiffer-Verband (DLV) durch den Deutschen Verein für Luftschifffahrt, Münchner Verein für Luftschifffahrt, Augsburger Verein für Luftschifffahrt und  Oberrheinischen Verein für Luftschifffahrt. Durch die Hinwendung von der wissenschaftlichen Ballonfahrt zum Ballonwettbewerben gab es einen Zulauf zu den Vereinen. Der Verband sollte einheitliche Grundsätze für die Ausbildung und Regeln für die Luftfahrt festlegen und war damit hierin der erste deutsche Dachverband. 1911 wurde er in Deutscher Luftfahrer-Verband umbenannt[14]
  - Erste Ballonfahrt in der Antarktis

- 1903

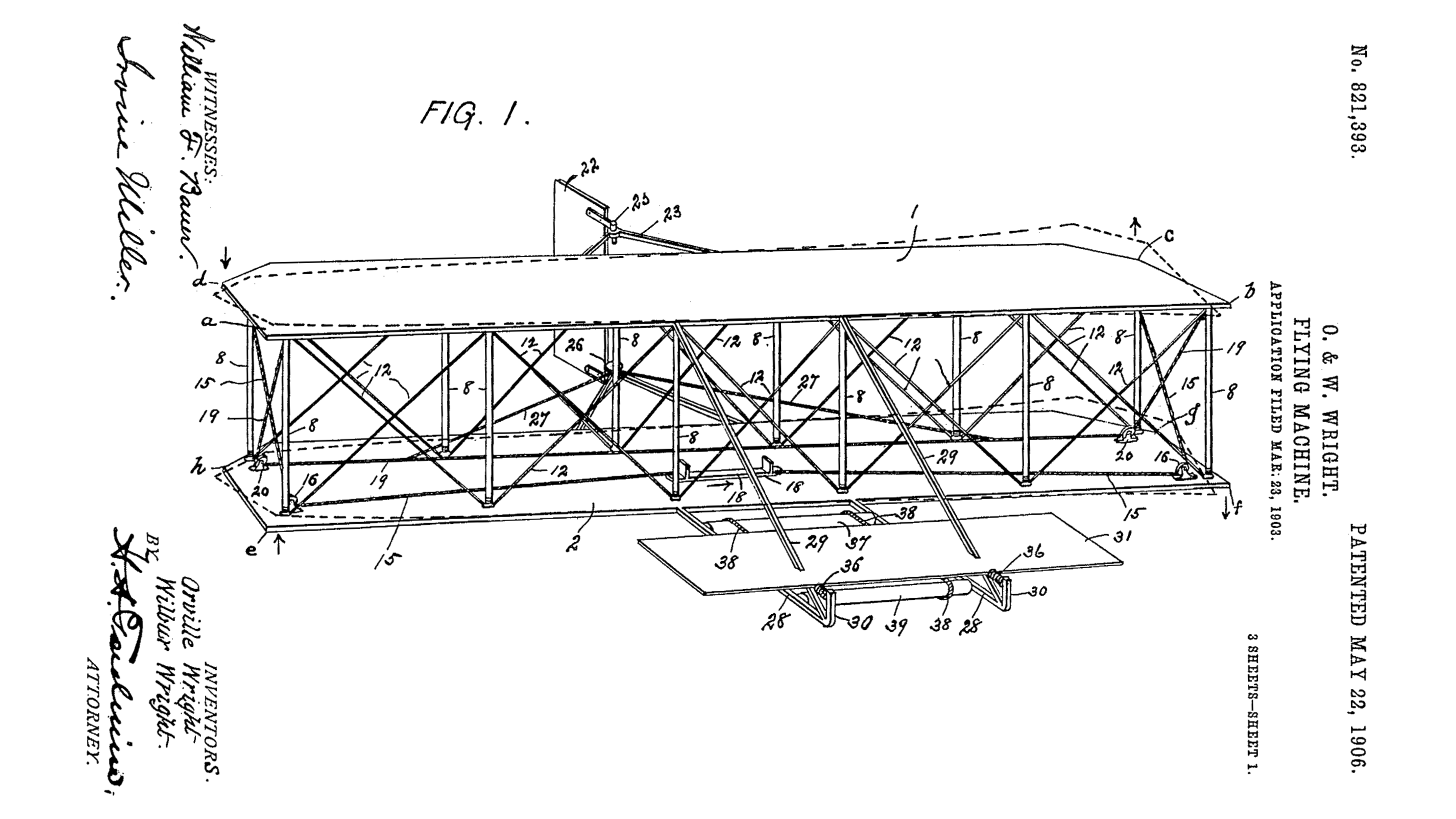
Figur I. zum Patentantrag von O. & W. Wright Flying Machine vom 23. März 1903

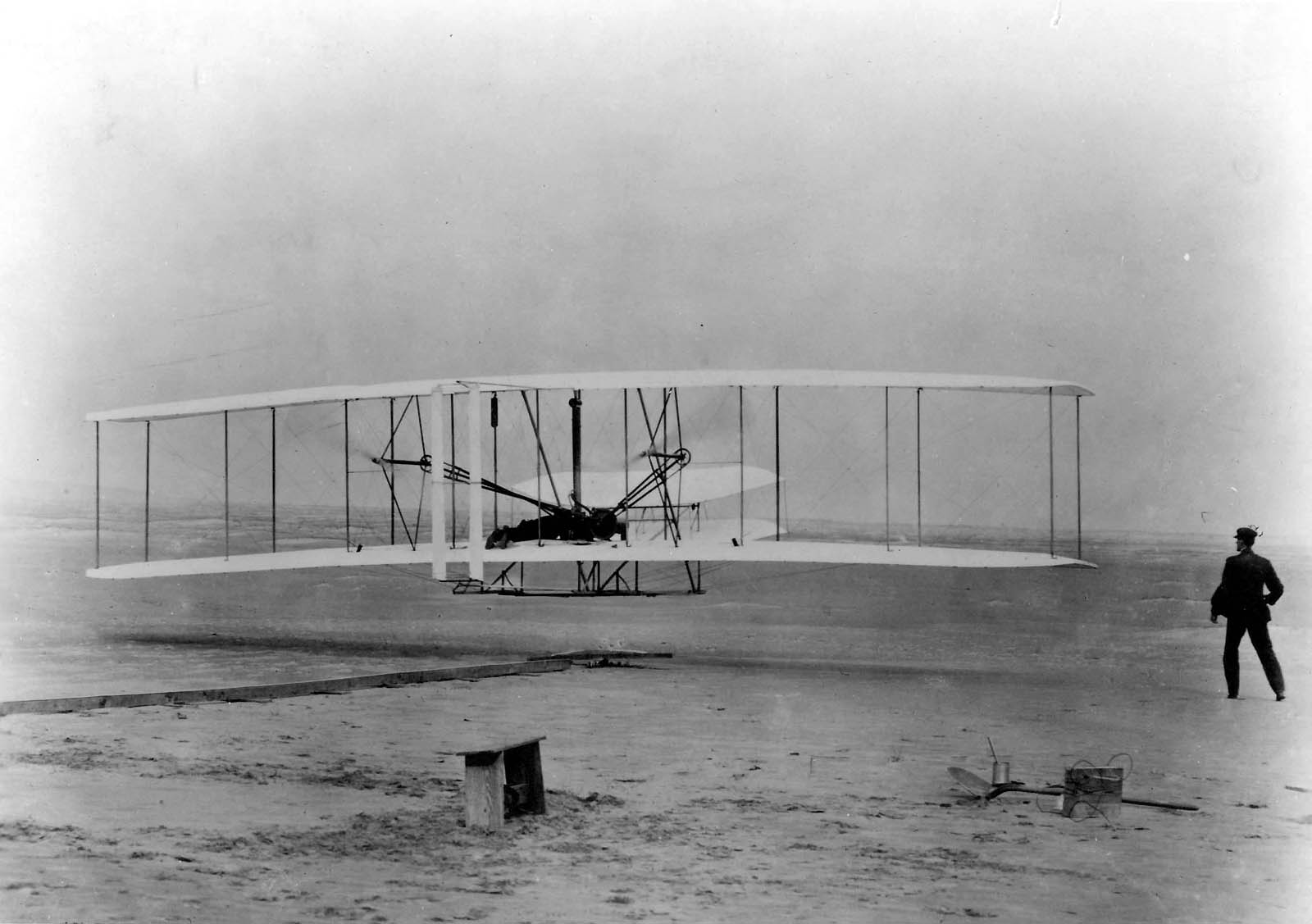
17. Dezember 1903: Orville Wright fliegt mit dem Flyer

  - 23. März: Nach ihren erfolgreichen Gleitflügen 1902 beantragten die Brüder Wright ein Patent ihres Flugzeugentwurfs Flying Machine.
  - 31. März: Angeblicher erster bemannter Motorflug des Neuseeländers Richard Pearse über 100 m in Waitohi. Der Flug ist durch keine unabhängige Quelle belegt und hat die Entwicklung des Motorflugs nicht beeinflusst.
  - 18. August: Angeblicher erster bemannter Motorflug des deutschen Karl Jatho über 60 m in Hannover auf der Vahrenwalder Heide. Der Flug ist durch keine unabhängige Quelle belegt und hat die Entwicklung des Motorflugs nicht beeinflusst.
  - 8. Oktober und 8. Dezember: Das Motorflugzeug The Great Aerodrom von Prof. Samuel Pierpont Langley stürzte bei beiden Flugversuchen sofort nach dem Katapultstart von einer schwimmenden Rampe im Potomac bei Washington ab.
  - 17. Dezember: Vier erfolgreiche Flüge, die die Brüder Wright in den Dünen bei Kitty Hawk (North Carolina) mit ihrem Wright Flyer abwechselnd ausführen, gelten heute als der Beginn des gesteuerten Motorflugs. Nach einem Flug über 59 Sekunden wurde der Doppeldecker am Boden durch Böen beschädigt, so dass die Versuche erst im Folgejahr weitergeführt wurden.
  - Der Russe Konstantin Ziolkowski leitete in seinem Beitrag: „Erforschung des Weltraumes mittels Reaktionsapparaten“ die Raketengrundgleichung her.

- 1904
  - 20. September: Wilbur Wright vollendete über der Huffman Prairie bei Dayton den ersten kontrollierten Kreisflug mit dem Flyer II. Zur Vereinfachung des Starts nutzten die Wrights seit 7. September 1904 eine Katapultvorrichtung.
  - Der Franzose Léon Levavasseur entwickelte den 18 kW (24 PS) starken 8-Zylinder-Antoinette-Motor, den Capitaine Ferdinand Ferber als erster erwarb.
  - Robert Esnault-Pelterie verwendete bei einem antriebslosen Doppeldecker-Gleitflugzeug als erster Querruder.

- 1905
  - 29. April: Daniel J. Maloney führte in Santa Clara (Kalifornien) vom Ballon in 1.220 m Höhe mit dem Montgomery Aeroplane startend einen Gleit- und Segelflug von 20 Minuten aus. Bei einem folgenden Start am 18. Juli 1905 verunglückte er tödlich.
  - 10. Juni: Die Vertreter der Luftsportverbände aus Deutschland, Belgien und Frankreich trugen vor dem Olympischen Kongress in Brüssel vor. Der Kongress forderte daraufhin die nationalen Luftsportverbände auf, internationale Regeln für den Luftsport auszuarbeiten und einen internationalen Verband zu bilden.[15]
  - 5. Oktober: Orville Wright flog mit seinem Flyer III über der Huffman Prairie vor Publikum 39 km in 39 Minuten 23 Sekunden.
  - 14. Oktober: Gründung der bis heute aktiven Fédération Aéronautique Internationale (FAI) in Paris. Gründungsmitglieder waren die Verbände aus Belgien, Frankreich, Deutschland, Vereinigte Königreich, Italien, Spanien, Schweiz and USA. Deutschland wurde durch den Deutschen Luftschiffer-Verband vertreten, die Schweiz durch den Aero-Club der Schweiz.[15]
  - Der Franzose Léon Levavasseur entwickelte einen verbesserten 37 kW (50 PS) starken V8 Antoinette-Motor, den Capitaine Ferdinand Ferber 1905 für seinen Aeroplan Ferber VIII, Alberto Santos-Dumont 1906 für seine 14-bis und die Brüder Voisin 1907 für ihren Voisin Standard Doppeldecker nutzten.
  - Der Schraubenflieger (Hubschrauber) des Ingenieurs Maurice Léger hob in Monaco eine Person senkrecht in die Luft.

- 1906
  - 18. März: Dem Rumänen Traian Vuia gelang ein kurzer Flug als erster ohne Starthilfe.
  - Franz Wels und Igo Etrich bauten den ersten Nurflügel, der dem Flugsamen der Zanonia nachgebildet war.
  - 3. September, 23. Oktober und 12. November: Alberto Santos-Dumont unternahm mit seiner 14-bis die ersten Motorflüge vor einem sachkundigen Publikum in Paris. Zum Starten benötigte er weder ein Katapult, noch eine Anhöhe. Diese Flüge gelten als die ersten kontrollierten Flüge mit einem Flugzeug in Europa und die ersten durch die FAI beglaubigten Motorflüge der Welt.

- 1907

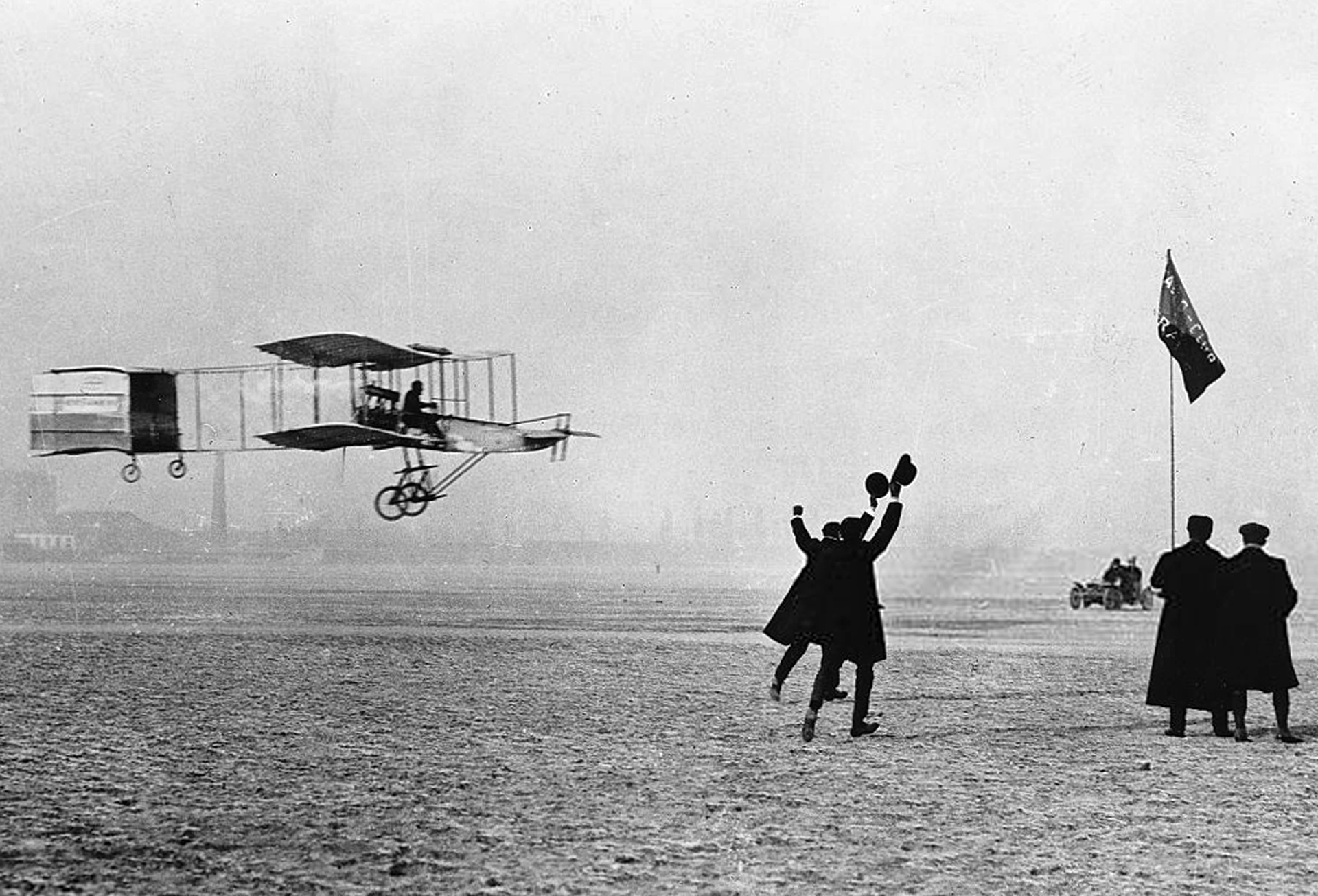
Der Voisin Standard Doppeldecker von 1907 mit Farman am 13. Januar 1908 beim Flug zum Grand Prix d’Aviation

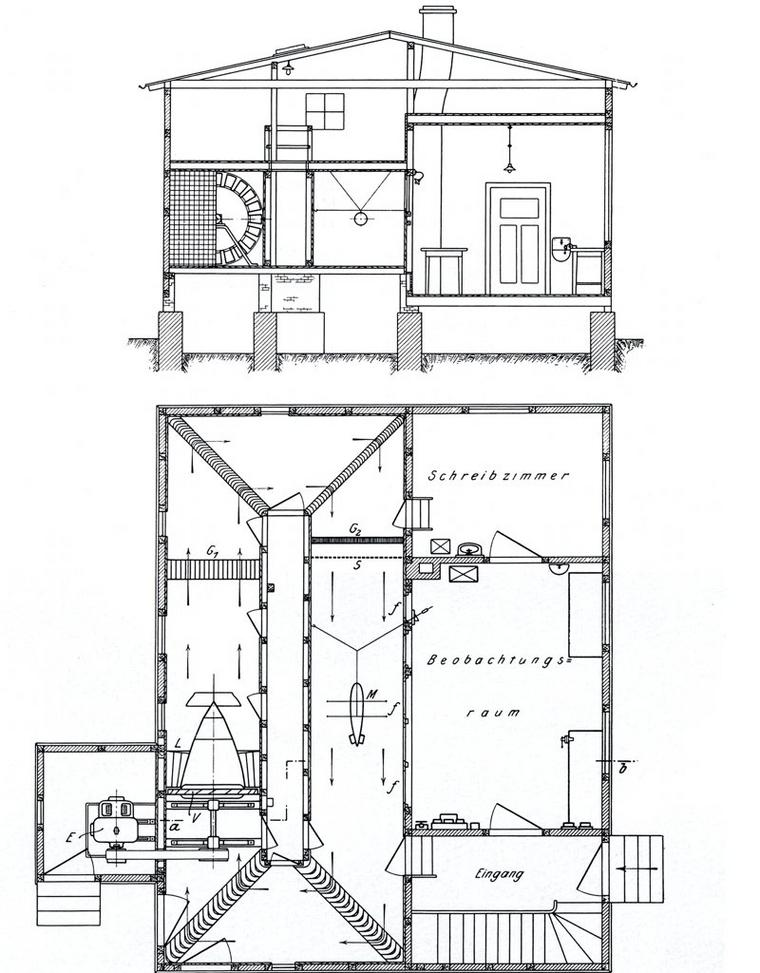
Seiten- und Grundriss des ersten geschlossenen Windkanals der 1907/08 von Prandtl an der Hildebrandstraße in Göttingen erbauten „Modellversuchsanstalt für Aerodynamik der Motorluftschiff-Studiengesellschaft“, 1907

  - 22. Januar: Robert Esnault-Pelterie erhielt das Patent auf den Steuerknüppel und ist der erste Pilot, der einen Steuerknüppel zum Fliegen benutzt.
  - 30. März: Charles Voisin führte den Erstflug mit dem Voisin Standard Doppeldecker durch, dem ersten wirklich erfolgreichen europäischen Flugzeug.
  - September: Die Motorluftschiff-Studiengesellschaft stellte 20.000 ℳ für den Bau einer „Modellversuchsanstalt“ in Göttingen bereit. Ludwig Prandtl baute damit den ersten geschlossenen Windkanal – Windkanal Göttinger Bauart – auf, der ab 1908 für systematische aerodynamische Messungen eingesetzt und Vorbild für ähnliche Einrichtungen weltweit wurde.[16]

- 1908

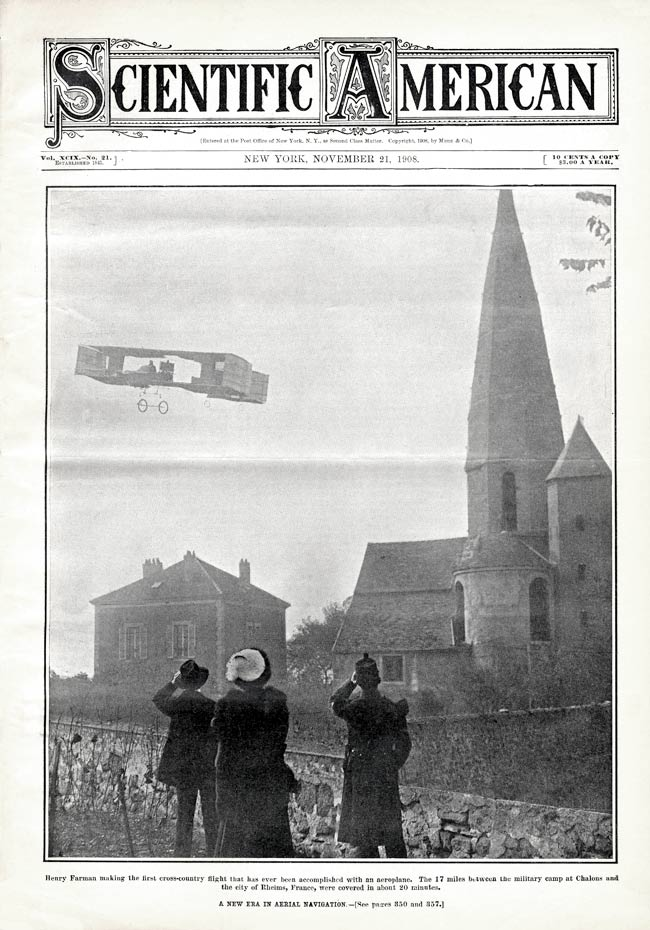
Farman am 30. Oktober 1908 mit seiner Voisin beim ersten Überlandflug von Chalons nach Reims (27 Kilometer in 20 Minuten).

  - 13. Januar: Henri Farman flog mit seiner Voisin-Farman I auf dem Flugplatz Issy-les-Moulineaux eine geschlossene Strecke über 1 km und gewann damit den dafür ausgesetzten Grand Prix d’Aviation in Höhe von 50.000 Francs.
  - 21. März: Bei Flugübungen auf dem Flugplatz Issy-les-Moulineaux nahm Léon Delagrange Henri Farman als ersten Flugpassagier mit, als er mit seiner Voisin in kurzen Sprüngen zum Hangar zurückfliegt.[17]
  - 11. Mai: Erfolgreicher Flug der Brüder Wright des in einen Zweisitzer umgebauten Wright Flyers III von 1905 in Kitty Hawk vor Journalisten des New York Herald, des London Daily Mail und des New York American. Das erste Foto von einem Motorflug der Brüder Wright wurde am 30. Mai 1908 im Colliers´ veröffentlicht. Das Foto im New York Herald am 14. Mai 1908 stellte sich als Fälschung heraus.
  - 14. Mai: Wilbur Wright führte in Kitty Hawk mit Charles W. Furnas den ersten Passagierflug über 2,5 Meilen im umgebauten Wright Flyer III durch; dem Prototyp für das erste Serienmodell der Wrights, das Wright Model A.
  - 28. Juni: Der erste öffentliche Motorflug in Deutschland, ein Preisfliegen mit Flugmaschinen „schwerer als Luft“, wurde vom Kieler Verkehrsvereins anlässlich der Kieler Woche 1908 auf dem Nordmarksportfeld organisiert. Der einzige Teilnehmer, der Däne Jacob Ellehammer, erhält für einen Flug von 11 Sekunden über 47 Meter das Preisgeld von 5000 Goldmark.[18]
  - 8. Juli: Léon Delagrange führte in Turin mit Thérèse Peltier den ersten Passagierflug mit weiblichem Passagier in einer Voisin-Maschine durch.
  - 4. September: Die Brüder Wright veröffentlichten ihre Flüge vor 1908 inklusive ihrer Fotos.
  - 9. September: Mit dem Passagier Lt. Frank P. Lahm stellte Orville Wright drei neue Rekorde auf. Mit 57 Minuten Flugdauer und mit einer Höhe von 110 Meter bedeutete das jeweils Weltrekord für das Wright Model A.
  - 17. September: Der US-amerikanische Oberleutnant Thomas E. Selfridge wurde bei einem Absturz in Virginia das erste Todesopfer in einem von Orville Wright gesteuerten Flyer.
  - 28. September: die Wrights flogen 1 Stunde und 7 Minuten. Sie flogen 48 km und 120 m weit und gewannen dafür einen 5.000 Francs dotierten Preis von der Flugkommission des Aéro-Club de France.
  - 30. Oktober: Henri Farman flog in 20 Minuten 27 Kilometer mit seiner auf Querruder umgerüsteten Voisin von Chalons nach Reims. Dieser Flug wurde von Scientific American als erster Überlandflug eines Motorflugzeugs gemeldet (s. Bild).
  - Oktober: August Euler gründete die Euler-Flugmaschinenwerke und pachtete einen kleinen Teil des Truppenübungsplatzes Griesheim, den Fuß-Exerzierplatz, auf dem er 1909 den ersten Flugplatz in Deutschland eröffnete.
  - 2. November: Hans Grade begann im Grade Dreidecker mit seinen Flügen auf dem Cracauer Anger in Magdeburg, die in 1,5 Meter Höhe über 100 bis 400 Meter reichten. Bei etwa 30 km/h geht es im Wesentlichen geradeaus.[19]
  - 31. Dezember: Wilbur Wright flog 2 Stunden und 18 Minuten und gewann den Michelin Cup Preis für 20.000 Francs und den Albert Triaca Preis für 500 Francs. Er flog einen neuen Distanzrekord mit 123 km und 200 m.
  - Die United States Army kündigte die Anschaffung von Flugmaschinen an.

- 1909

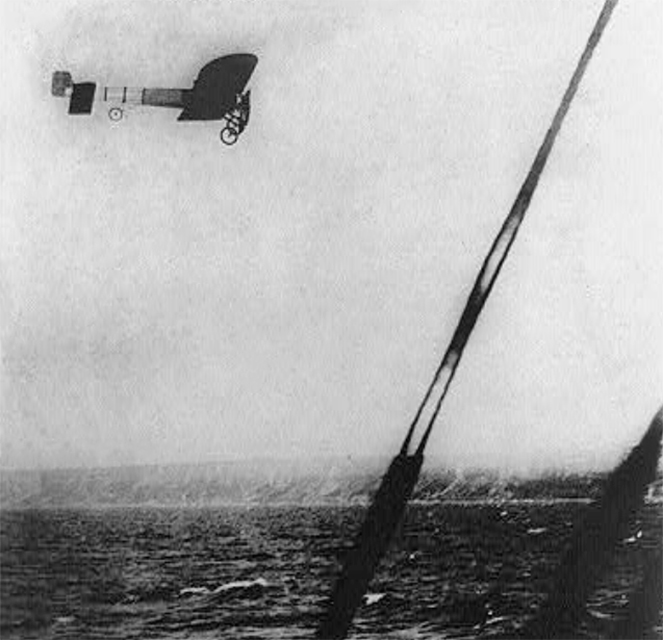
Blériot am 25. Juli 1909 bei der Kanalüberquerung

  - 23. Februar: Mit der AEA Silver Dart wurden die ersten kontrollierten Motorflüge in Kanada durchgeführt.
  - 1. April (23. Mai): In Viry-Châtillon bei Paris wurde mit dem Port-Aviation der erste für einen ständigen Flugbetrieb von Flugzeugen vorgesehene Flugplatz (fr. Aérodrome) eröffnet.
  - 24. April: Auf einem Ballon-Startplatz nahe Rom wurde der erste Film von einem Flugzeug (Wright Model A) aus gemacht. Die Luftaufnahmen erscheinen im gleichen Jahr im Film „Wilbur Wright und seine Flugmaschine“.
  - 10. Juli: Beginn der Internationalen Luftschifffahrt-Ausstellung. Es war die bis dahin weltweit größte Luftfahrtausstellung und fand vom 10. Juli bis zum 17. Oktober über einen Zeitraum von 100 Tagen in Frankfurt am Main statt. Sie war Vorläuferin der Internationalen Luft- und Raumfahrtausstellung[20]
  - 12. Juli: Das französische Kriegsministerium beschaffte als erstes Flugzeug einen Wright-Doppeldecker und schickte ab Dezember 1909 Offiziere und Unteroffiziere aller Truppengattungen als Flugschüler (élèves-pilotes) an private Flugschulen.
  - 25. Juli: Der Franzose Louis Blériot überquerte erstmals den Ärmelkanal mit einem Flugzeug.
  - 25. Juli: Erstflug der erfolgreichen Antoinette VII von Léon Levavasseur.
  - 8. August: Karl Illner flog mit der Etrich I Praterspatz von Igo Etrich in rund 4 Metern Höhe 40 Meter.
  - 22. bis 29. August: Die Grande Semaine d’Aviation de la Champagne in Reims war die erste öffentliche internationale Flugschau, bei der viele verschiedene Flugzeugtypen geflogen wurden. Die wichtigsten Preise wurden von Curtiss, Blériot, Farman und Latham gewonnen.
  - 7. September: de Caters führte mit 35:06 Minuten Flugzeit mit einem Voisin Standard-Doppeldecker den längsten Motorflug der Internationalen Luftschifffahrt-Ausstellung Frankfurt 1909 durch.
  - 26. September: Der Flugplatz Berlin-Johannisthal wurde mit einer Eröffnungsflugwoche, dem „Konkurrenz-Fliegen“, in Betrieb genommen.
  - 27. September: Der Franzose Hubert Latham führte den ersten Überlandflug in Deutschland durch. Er überführte seine Antoinette VII vom Tempelhofer Feld zum „Konkurrenz-Fliegen“ nach Johannisthal.
  - 30. Oktober: Hans Grade gewann mit seiner Libelle auf dem im September 1909 eröffneten Flugplatz Johannisthal den „Lanz-Preis der Lüfte“.
  - 16. November: Mit der Deutschen Luftschiffahrts-Aktiengesellschaft (DELAG) wurde die erste Fluggesellschaft der Welt gegründet. Sie betrieb die von der Luftschiffbau Zeppelin GmbH gebauten Verkehrsluftschiffe.

### 1910–1919: Luftfahrtindustrie

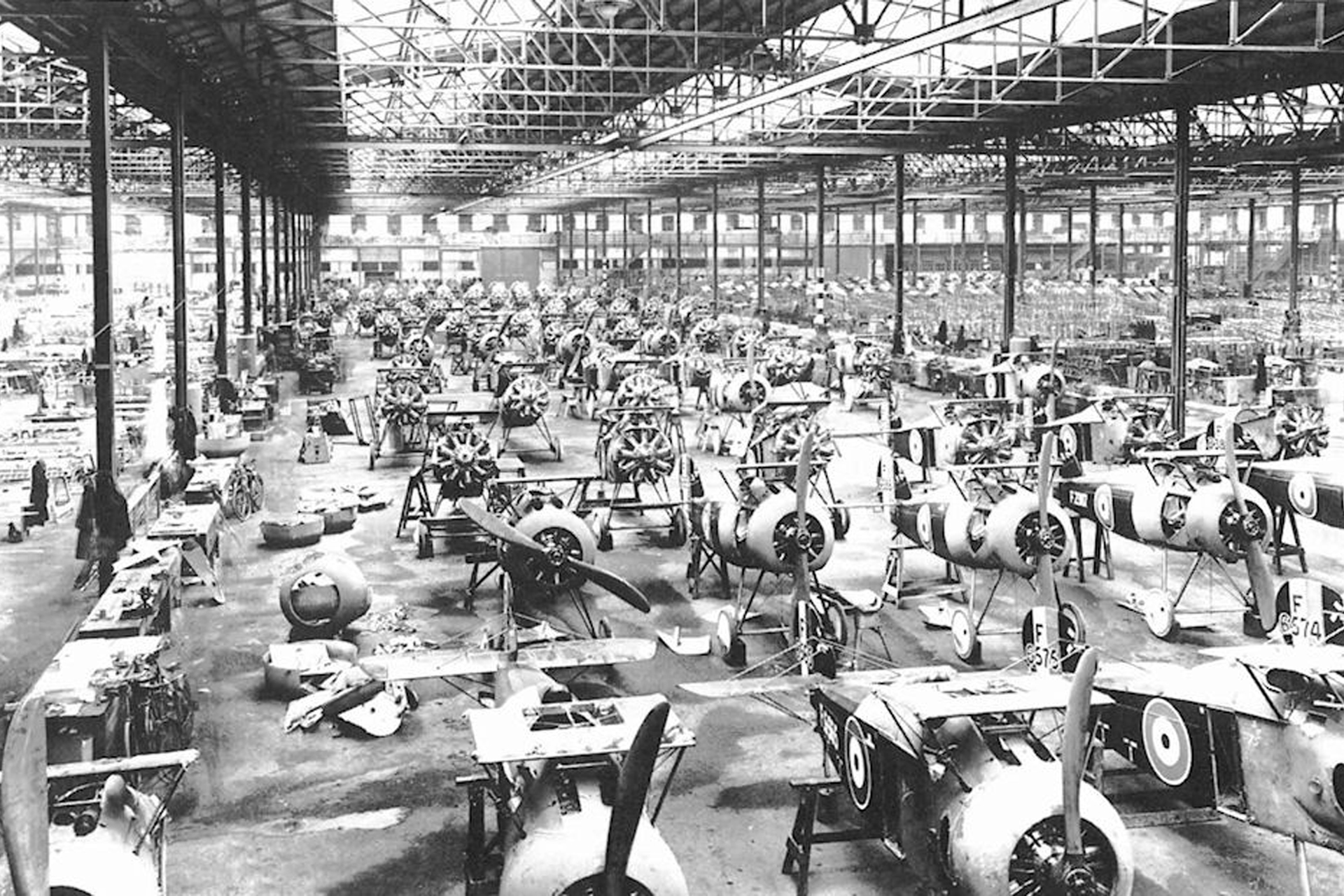
Industrielle Serienproduktion von Kampfflugzeugen bei Sopwith 1918.

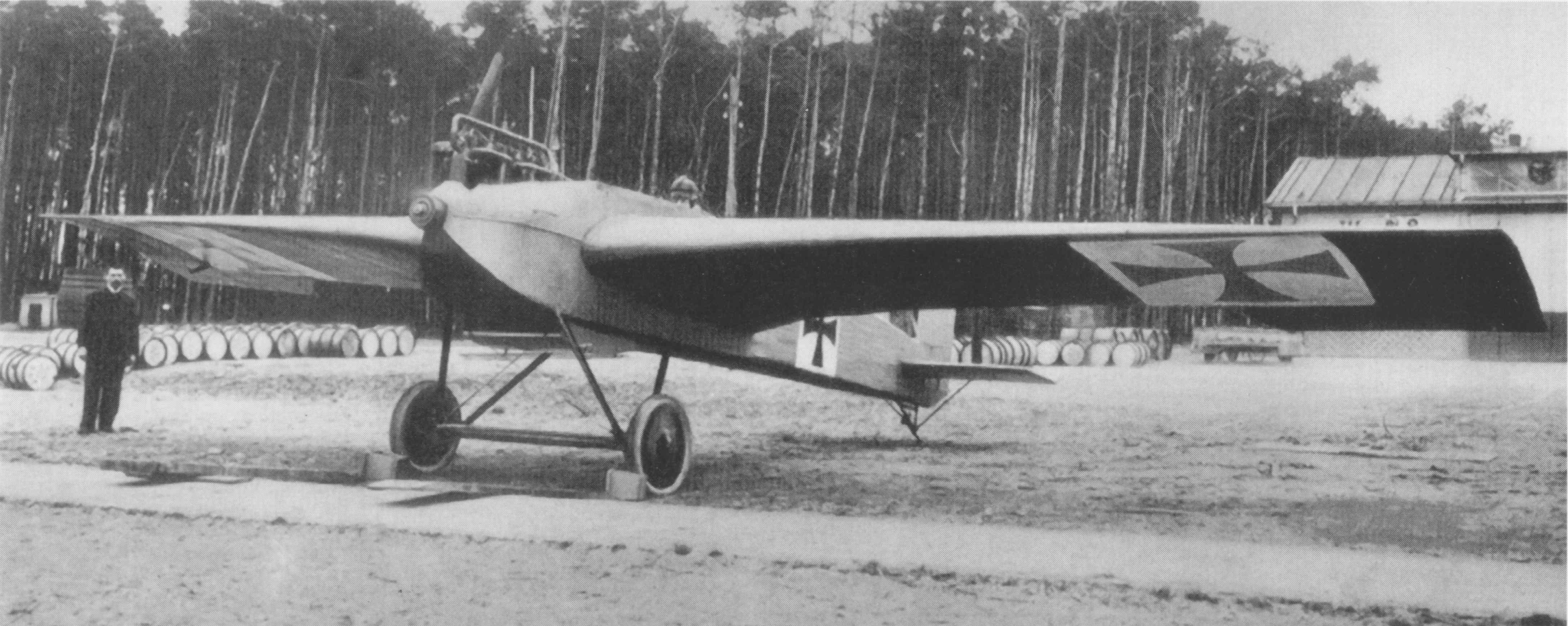
Die Junkers J 1 von 1915, das erste Ganzmetallflugzeug der Welt.

- 1910
  - 1. Februar: August Euler erhielt das Flugzeugführerpatent „Deutschland Nr. 1“. Ausgestellt wurde er vom Deutschen Luftschiffer-Verband, da es bis 1918 keine staatlichen Lizenzen für die Zivilluftfahrt in Deutschland gab.[21] Als von der Fédération Aéronautique Internationale international anerkanntes Flugzeugführer-Patent hatte es zweisprachig in Deutsch und Französisch zu sein.
  - 1. Februar: Hugo Junkers meldete seine Patentschrift zum freitragenden, unverspannten Flügel mit dickem Profil an.
  - 8. März: Élise Deroche, auch bekannt als Baronin Raymonde de Laroche, bestand als erste Frau weltweit die Pilotenprüfung.
  - 28. März: Dem Franzosen Henri Fabre gelang der erste Start mit einem Wasserflugzeug.
  - 6. April: Die Etrich Taube, eins der meistgebauten Flugzeuge vor dem Ersten Weltkrieg, hat ihren Erstflug.
  - 1. Mai: Die erste deutsche Militärfliegerschule der im Aufbau befindlichen deutschen Luftstreitkräfte wurde auf dem Flugplatz Döberitz, dessen Start- und Landefläche dazu seit März 1910 planiert worden war, eröffnet.
  - 18. Mai: In Paris beginnt auf Einladung der französischen Regierung die erste internationale diplomatische Luftfahrtkonferenz. 18 Staaten nehmen daran teil jedoch kommt es bis zum Konferenzende am 28. Juni nicht zu Vereinbarungen.[22]

- - 28. August: Armand Dufaux startete mit der Dufaux 4 vom östlichen Ende des Genfersees und flog in 56 Minuten und 5 Sekunden unweit des Südufers rund 66 Kilometer nach Genf. Er gewann damit das von den Automobilpionieren Perrot Duval ausgeschriebene Preisgeld von 5000 Schweizer Franken für die Überquerung des Genfersees auf seiner gesamten Länge; zu diesem Zeitpunkt war das der weltweit längste Flug über offenes Wasser.
  - Frederick Baldwin und John A.D. McCurdy waren in einem Curtiss-Doppeldecker die ersten Piloten, die Funksignale zur Erde sendeten.
  - Vom 22. bis 26. Oktober wurde der zivil gegründete Flugplatz Dübendorf LSMD mit einem Flugfest mit über 100`000 Zuschauern eröffnet.[23]

- 1911
  - 20. Mai: Erster Zuverlässigkeitsflug (Prinz Heinrich Flug) für deutsche Flugzeuge unter der Schirmherrschaft Prinz Heinrichs; die Veranstaltung wurde bis zum Ersten Weltkrieg jährlich wiederholt.
  - 11. Juni: Der erste Deutschlandflug um den B.Z.-Preis der Lüfte wurde vom Flugplatz Johannisthal bei Berlin gestartet.
  - 4. September: Ernest Failloubaz (1892–1919) – mit 19 Jahren damals der jüngste Pilot der Schweiz – führte die von Armand und Henri Dufaux konstruierte Dufaux 5 vom 4. bis zum 6. September mit Aufklärungsflügen während eines Manövers der schweizerischen Armee vor. Diese Flüge markieren den Beginn der schweizerischen Militärluftfahrt.[24]
  - 13. September: Melli Beese bestand als erste Frau Deutschlands die Pilotenprüfung (Lizenz-Nr. 115).
  - 23. Oktober: Im Italienisch-Türkischen Krieg nutzten die italienischen Luftstreitkräfte ein Blériot-XI-Flugzeug zur Aufklärung einer osmanischen Stellung bei Bengasi.
  - 24. Oktober: Die Brüder Wright kehrten bei Kitty Hawk (North Carolina) zum motorlosen Flug zurück und blieben 9 Minuten und 45 Sekunden motorlos in der Luft.[25]
  - 1. November: Im Italienisch-Türkischen Krieg warfen die italienischen Luftstreitkräfte aus einer Etrich Taube bei Tripolis im Rahmen einer „Vergeltungsaktion“ die ersten 2-Kilogramm-Bomben ab.

- 1912
  - 23. Februar: Im Italienisch-Türkischen Krieg setzten die italienischen Luftstreitkräfte Luftbildfotografie bei einem Aufklärungsflug ein.
  - 13. Mai: Der britische König Georg V. genehmigte die Gründung des Royal Flying Corps, des Vorläufers der Royal Air Force des Vereinigten Königreiches.
  - 16. Oktober: Im Ersten Balkankrieg flogen die bulgarischen Luftstreitkräfte mit einem Albatros F-2-Flugzeug einen Bombenangriff auf den Bahnhof im türkischen Karaağaç bei Edirne.

- 1914
  - 11. Juli 1914: Der Deutsche Reinhold Böhm erzielte mit einem Albatros Doppeldecker ohne nachzutanken oder zwischenzulanden den Dauerflug-Weltrekord von 24 Stunden und 10 Minuten (Start 10. Juli, 17 Uhr 53, Landung 11. Juli, 18 Uhr 3, jeweils in Johannisthal).[26]
  - 14. Juli 1914: Der Deutsche Heinrich Oelerich erzielte mit einem D.F.W. B.I Doppeldecker den Höhen-Weltrekord von 8.150 m mit Start und Landung jeweils in Lindenthal.[27][28]

- Erster Weltkrieg

Bereits im Ersten Weltkrieg wurden Kampfflugzeuge zu Tausenden produziert. Entsprechend dem Einsatzzweck wurden spezielle Aufklärungs-, Bomben- und Jagdflugzeugtypen gebaut; doch beeinflusst deren Einsatz das Kriegsgeschehen nur bedingt. Seit dem Spanischen Bürgerkrieg wurden Flugzeuge zur Hauptwaffe in der Kriegsführung und entwickelten sich nach dem Zweiten Weltkrieg rasant weiter.
- 1915

12. Dezember: Hugo Junkers erprobte das erste freitragende Ganzmetallflugzeug der Welt, die Junkers J 1.
- 1916

15. Juli: William Boeing gründete einen Monat nach dem erfolgreichen Erstflug seines ersten Flugzeugs B & W Seaplane die Pacific Aero Products Company, die er 1917 in Boeing Aeroplane Company umbenannte, und begann mit der Produktion von Flugzeugen.
- 1917

25. November: Das deutsche Marine-Luftschiff L 59 fuhr vom 21. bis zum 25. November einen Einsatz von 95 Stunden Dauer. Diese Non-Stop-Fahrt ist bis heute der längste Luftfahrteinsatz der Militärgeschichte.
- 1918
  - 1. April: Der Royal Flying Corps und der Royal Naval Air Service wurden zur Royal Air Force (RAF), der ersten als selbständige Teilstreitkraft organisierten Luftwaffe der Welt, zusammengeführt.
  - 21. April: Manfred von Richthofen, der Rote Baron, wurde in seinem Dreidecker abgeschossen und starb.
  - 1. Dezember: Nikolai Schukowski gründete in Moskau das Zentrale Aerohydrodynamische Institut (russisch Центральный Аэрогидродинамический Институт, Abkürzung ZAGI).

- 1919

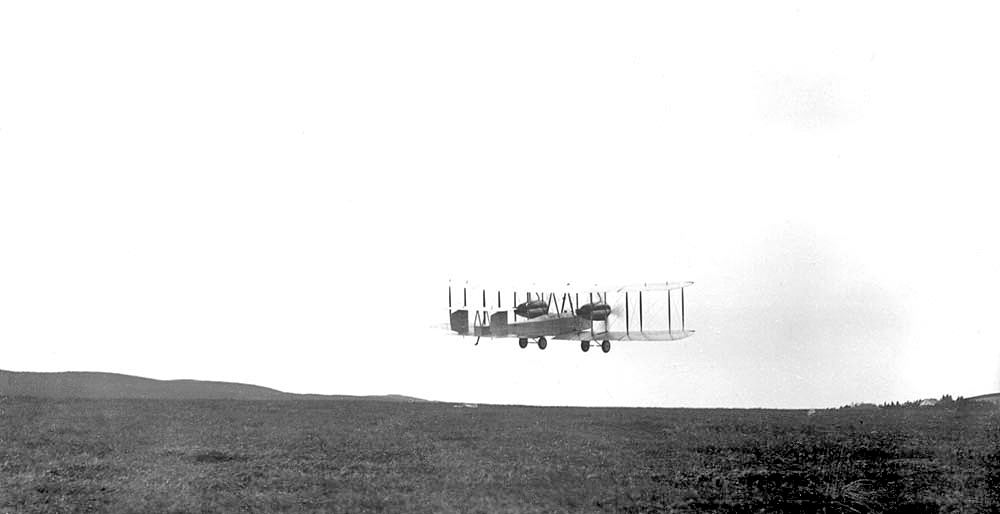
Die Vickers Vimy von Alcock und Brown beim Start in St. John’s, Neufundland am 14. Juni 1919

  - 8. Januar: Die Deutsche Luft-Reederei, ein Vorläufer der Lufthansa – als militärisches Lufttransport-Unternehmen am 13. Dezember 1917 im Ersten Weltkrieg gegründet –, erhielt die Zulassung als zivile Luftverkehrsgesellschaft.
  - 5. Februar: Der erste Linienflug der Welt, mit Flugzeugen durchgeführt, wurde durch die Deutsche Luft-Reederei zwischen Weimar Flugplatz Lindenberg und Berlin Flugplatz Johannisthal zur Weimarer Nationalversammlung eingerichtet.
  - 8. Februar: Der erste internationale Linienflug wurde von Lucien Bossoutrot für die Lignes Farman mit einer Farman F.60 „Goliath“ mit 11 Passagieren vom Flugplatz Toussus-le-Noble nach Kenley bei London (heute London Borough of Croydon) durchgeführt.
  - März: In Deutschland wurde erstmalig eine staatliche Luftfahrzeugrolle bei dem Reichsluftfahrtamt zur Registrierung von zivilen Flugzeugen geschaffen. Es wurden 600 Flugzeuge registriert, die meisten waren ehemalige Militärflugzeuge.[29]
  - 15. Juni: John Alcock und Arthur Whitten Brown überquerten erstmals den Atlantik zwischen Neufundland und Irland nonstop mit einem Flugzeug, einer umgebauten Vickers Vimy.
  - 25. Juni: Erstflug der Junkers F 13 von Hugo Junkers, des ersten freitragenden Ganzmetall-Verkehrsflugzeugs der Welt, dessen Konstruktionsprinzipien richtungsweisend für folgende Flugzeuggenerationen wurden.
  - 6. Juli: Mit dem britischen Luftschiff R34 gelang 1919 als erstem Luftfahrzeug sowohl die Hinfahrt von Schottland nach Mineola als auch wenige Tage später die Rückfahrt nonstop über den Atlantik.
  - 7. Oktober: In den Niederlanden wurde die KLM gegründet, die älteste international operierende Luftfahrtgesellschaft.
  - 13. Oktober: Mit dem Pariser Luftfahrtabkommen von 1919 wurde anlässlich der Friedenskonferenz in Paris versucht, die nationalen Vorgaben zur Regulierung des Luftverkehrs zu vereinheitlichen. Es war das erste internationale Luftfahrtabkommen.[30] 1944 wurde das Abkommen durch das Chicagoer Abkommen abgelöst. Nach der Ratifizierung im Jahre 1922 durch genügend Staaten wurde die International Commission for Air Navigation (ICAN) gegründet, der Vorläuferorganisation der heutigen Internationale Zivilluftfahrtorganisation.[31]
  - 2. Dezember: Erstflug der britischen Handley Page W.8. Das als Doppeldecker ausgelegte Verkehrsflugzeug war weltweit das erste Flugzeug mit einer Bordtoilette.
  - 5. Dezember: In Barranquilla, Kolumbien wir die SCADTA gegründet, die heutige Avianca, die älteste existente Luftfahrtgesellschaft der westlichen Hemisphäre.

### 1920–1929: Passagierluftfahrt
- 1920

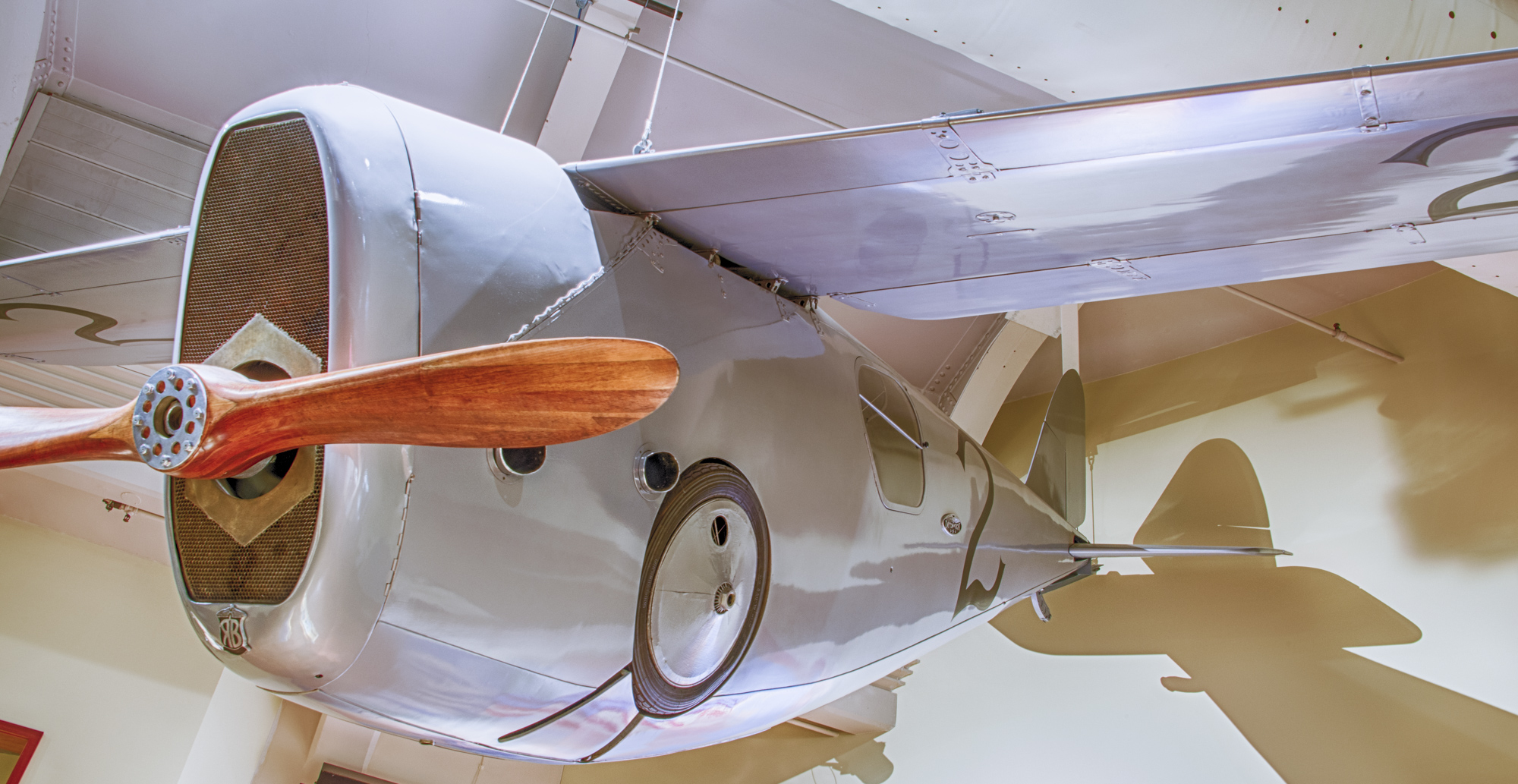
Die Dayton-Wright RB-1 von 1920 mit Einziehfahrwerk

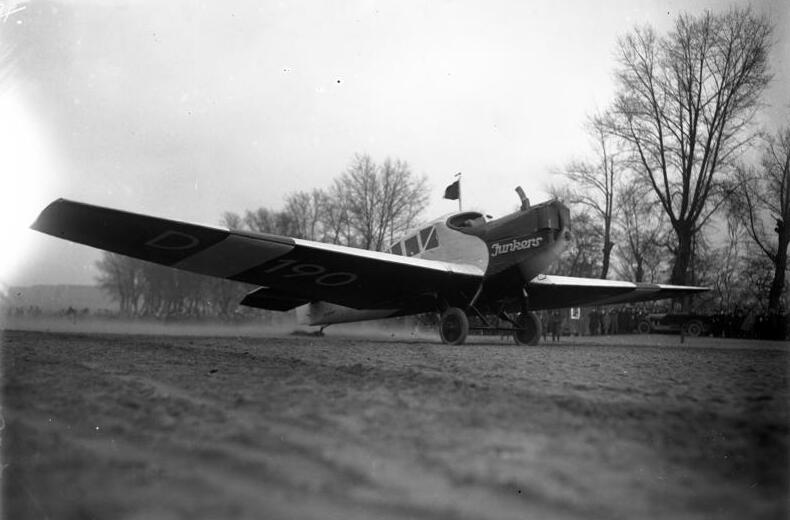
Eine Junkers F13, wie sie ab 1921 von der Junkers Luftverkehr AG eingesetzt wurde

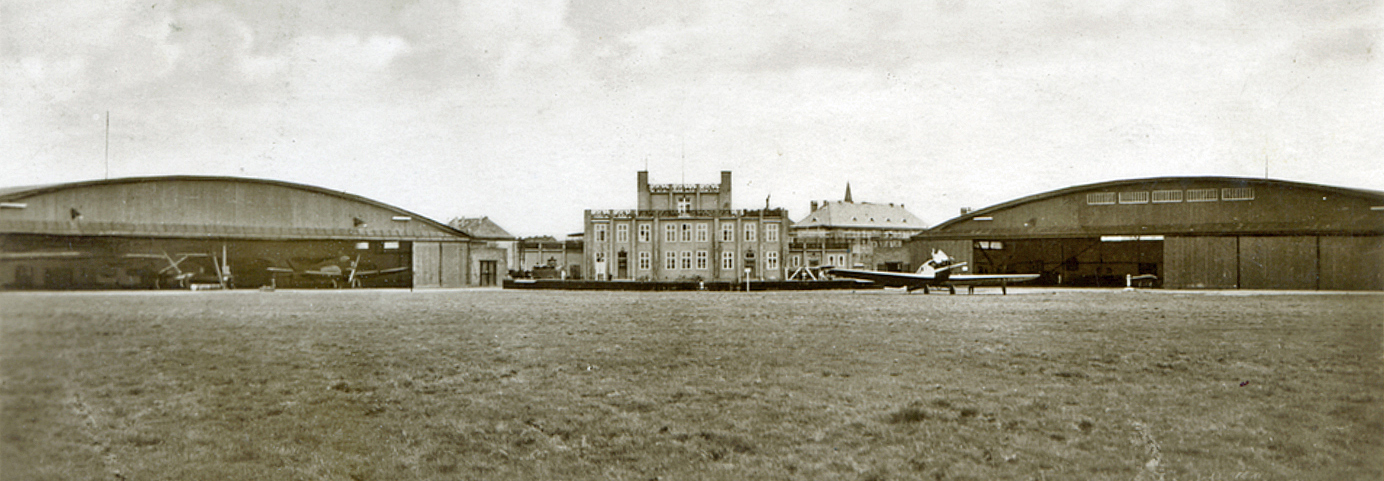
1922: Flugplatz Königsberg-Devau – Silhouette eines abflugbereiten Vogels

  - 15. Juli bis 31. August: 1. Rhön-Segelflugwettbewerb auf der Wasserkuppe, der dann bis 1939 jährlich wiederholt wurde.
  - 11. August: Die erste internationale Luftpostverbindung von Berlin/Deutschland nach Malmö/Schweden wurde aufgenommen.
  - 28. September: Die Dayton-Wright RB-1 Racer, das vermutlich erste Flugzeug mit Einziehfahrwerk, nahm an der Gordon Bennett Trophy 1920 teil.
  - 16. November: Q.A.N.T.A.S wurde in Winton/Queensland, Australien gegründet und ist somit die drittälteste der heute weltweit existierenden Fluggesellschaften.[32]

- 1921
  - Junkers gründete eine eigene Fluggesellschaft, die Junkers Luftverkehr AG.
  - Giulio Douhet veröffentlichte seine viel beachtete Abhandlung Il Dominio dell’Aria (deutsch Die Luftherrschaft). Dabei entwickelte er erste Theorien zum strategischen Luftkrieg. Luftstreitkräfte hätten mit dem Hauptwaffensystem Bomber in erster Linie weit im Hinterland die militärische und zivile Infrastruktur des Gegners zu zerstören. Zivile Opfer würden die Moral und damit die Kampfbereitschaft des Gegners schwächen und letztendlich den Gegner zu Friedensverhandlungen zwingen.[33]

- 1922
  - 18. August: Auf der Wasserkuppe (Rhön) gelang Arthur Martens mit der HAWA Vampyr der erste Stundenflug mit einem Segelflugzeug.
  - Für Königsberg wurde durch den Architekten Hanns Hopp der Flughafen Devau, der erste Flughafen-Komplex, der speziell für den kommerziellen zivilen Luftfahrtbetrieb vorgesehen war, entworfen und errichtet. Die Gebäude-Anordnung – 50 m breite Hallen flankierten Empfangs- und Verwaltungsgebäude – ergab die Silhouette eines abflugbereiten Vogels.
  - 27. Dezember: Beginn des Luftverkehrs Berlin (Staaken) – London (Croydon) mit einer Dornier Komet II mit vier Passagieren von Berlin aus.

- 1923
  - 9. Januar: Erstflug des ersten funktionierenden Tragschraubers, entwickelt durch den Spanier Juan de la Cierva in Getafe, Spanien. Er selbst nannte sein Fluggerät Autogiro.
  - 6. Februar: Die Deutsche Luft-Reederei und die Lloyd Luftdienst GmbH schlossen sich zur Deutschen Aero Lloyd zusammen.
  - 27. Juni: Der erste belegte erfolgreiche Versuch der Luftbetankung fand am 27. Juni 1923 statt. Die Piloten Lowell H. Smith und John P. Richter, beide Angehörige des United States Army Air Service, starteten vom Rockwell Flugfeld in San Diego mit einer de Havilland D.H.4, in deren Rumpf sie einen Zusatztank und einen trichterförmigen Tankstutzen eingebaut hatten. Eine de Havilland D.H.4B-1, die von den Piloten Virgil Hine und Frank Seifert geflogen wurde, hatte einen zusätzlichen Tank, der 500 Liter fasste.[34]
  - Im Ostteil der Krim im Segelflugzentrum Planerskoje bei Koktebel wurden die ersten sowjetischen Segelflug-Meisterschaften durchgeführt.

- 1924
  - Huff Daland Dusters, die Vorläuferin von Delta Airlines, wurde gegründet.
  - Die International Commission for Air Navigation erlässt eine Resolution welche Frauen als Piloten in kommerziellen Flügen verbietet.[35]
  - 31. August: Auf Betreiben von Oskar Ursinus und Karl Kotzenberg wurde die Rhön-Rossitten-Gesellschaft als Verein gegründet. Ziel war es mit einer engen Verbindung von Luftsport, Wissenschaft und Entwicklung den Segelflug weiterzuentwickeln. Der Verein hatte eine eigene Flugschule, eine Konstruktionsbüro und eine Forschungsabteilung.[36] Der Verein wurde 1933 von den Nationalsozialisten aufgelöst, aus der Forschungsabteilung wurde später die Deutsche Forschungsanstalt für Segelflug.

- 1925
  - 1. April: Die Deutsche Verkehrsfliegerschule wurde in Berlin-Staaken gegründet. Offiziell diente sie der Ausbildung von Berufspiloten, tatsächlich diente sie hauptsächlich zur Ausbildung von Militärpiloten der Reichswehr unter Umgehung des Versailler Vertrags.[37]
  - Zum ersten Mal wurde während eines Fluges ein Film (The Lost World)[38] gezeigt.

- 1926
  - 6. Januar: Die beiden Gesellschaften Deutschen Aero Lloyd und Junkers Luftverkehr vereinten sich in Berlin zur Gründung der Lufthansa („Deutsche Luft Hansa Aktiengesellschaft“). Die Aufnahme des planmäßigen Flugverkehrs erfolgte am 6. April 1926.
  - 21. Mai: Im Pariser Luftfahrtabkommen 1926 wurden die letzten Beschränkungen der Zivilluftfahrt des Versailler Vertrags für Deutschland aufgehoben. Die Entwicklung von Militärflugzeugen und Aufbau von Luftstreitkräften bleibt weiterhin verboten.[39]

- - Die erste Nachtflugstrecke mit Passagierflugzeugen wurde zwischen Berlin und Königsberg eingerichtet.

- 1927
  - 15. März: Am Flugplatz Kassel-Waldau führte die Raab-Katzenstein-Flugzeugwerke GmbH den ersten Flugzeugschlepp durch.

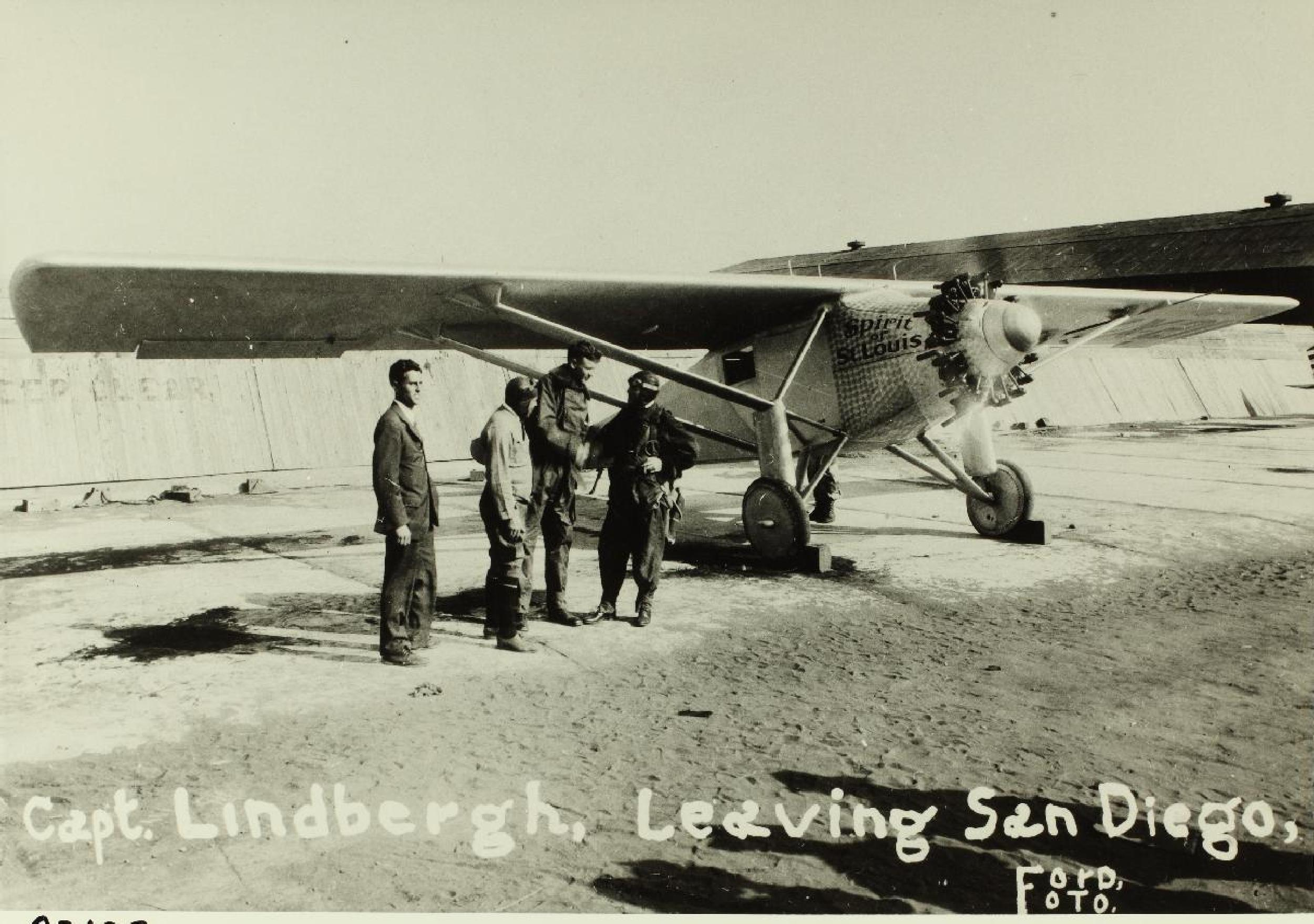
Lindbergh am 10. Mai 1927 mit der Spirit of St. Louis kurz vor dem Start zur Überführung der Maschine an die Ostküste.

  - Lindbergh am 10. Mai 1927 mit der Spirit of St. Louis kurz vor dem Start zur Überführung der Maschine an die Ostküste. 20. und 21. Mai: Charles Lindbergh flog mit der Spirit of St. Louis als erster Mensch in einem Nonstop-Alleinflug von New York nach Paris über den Atlantik.

- 1928
  - 12. April: Köhl, Hünefeld und Fitzmaurice gelang mit einer Junkers W 33 der erste Nonstop-Flugzeug-Transatlantikflug von Ost nach West.
  - 11. Juni: Der erste bemannte Raketenflug fand mit der Lippisch-Ente auf der Wasserkuppe statt.
  - 17. und 18. Juni: Amelia Earhart flog als Passagier als erste Frau über den Atlantik.
  - 19. September: Die mit einem 225 PS leistenden Packard DR-980 ausgerüstete Stinson Detroiter SM-1DX war das erste von einem Dieselmotor angetriebene Flugzeug der Welt.
  - Der Berliner Oberingenieur Engelbert Zaschka erfand ein Rotationsflugzeug, das im Unterschied zu den bis dahin bekannten Trag- und Hubschraubern mit abgestelltem Motor einen gefahrlosen senkrechten Gleitflug ausführen konnte.

- 1929
  - 12. Juli: Erstflug des zwölfmotorigen Flugbootes Dornier Do X. Am 21. Oktober unternahm die Do X einen Flug mit 169 Menschen an Bord. Der Rekord hielt 20 Jahre.
  - 6. November: Das größte Landflugzeug der Welt, die Junkers G 38, startete zum Erstflug und erzielte mehrere Flugweltrekorde.
  - LOT Polish Airlines, Cubana de Aviacion und Pan Am wurden gegründet.

### 1930–1939: Fernflüge
- 1930
  - 18. Mai: Dr. Hugo Eckener eröffnete mit dem deutschen Luftschiff LZ 127 die erste regelmäßige Transatlantiklinie nach Südamerika.

- 1931
  - Oktober: Clyde Pangborn überquerte zusammen mit Hugh Herndon in einer  „Bellanca J-300“ mit dem Namen Miss Veedol als erster von Misawa in Japan nach Wenatchee in Washington nonstop den Pazifischen Ozean.

- 1932

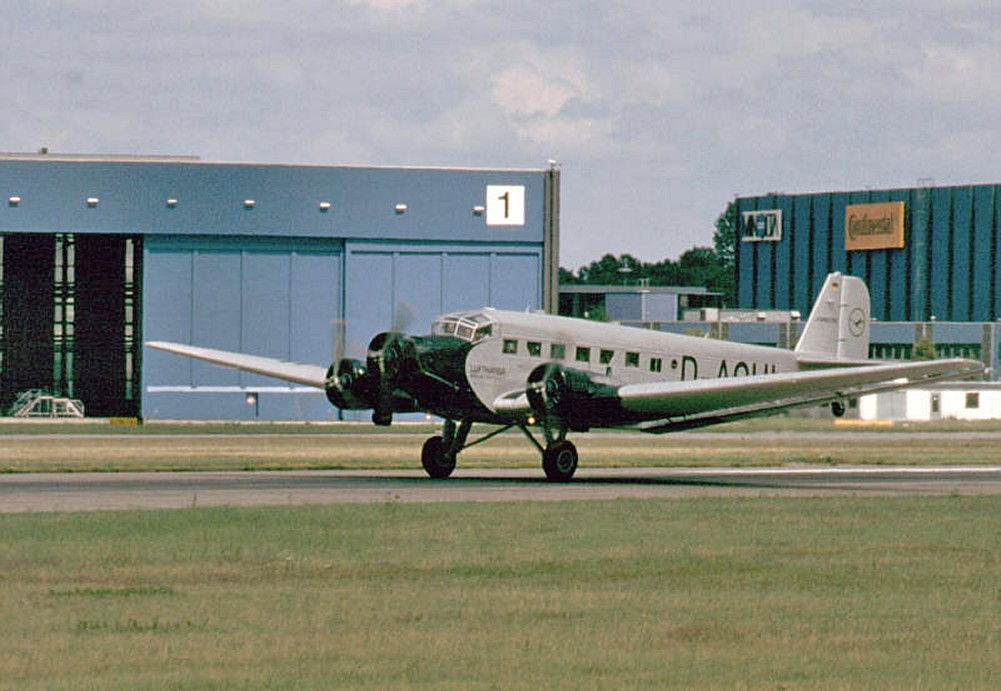
Junkers Ju 52 von 1932

  - 7. März: Jungfernflug der Junkers Ju 52/3m, des ersten in großen Zahlen gebauten Passagierflugzeugs.
  - 20. Mai: Amelia Earhart überquerte als erste Frau im Alleinflug nonstop den Atlantik. Sie flog mit einer Lockheed Vega von Harbour Grace in Neufundland nach Londonderry in Nordirland.
  - Elly Beinhorn erreichte mit einer Klemm Kl 26 von Berlin-Staaken aus im Alleinflug Australien.

- 1933
  - 25. März: Gründung des Deutschen Luftsportverband durch die Nationalsozialisten, alle anderen Luftsportverbände wurden aufgelöst und mit dem neuen Verband vereinigt.[40] Offiziell der neue nationale Dachverband für den Luftsport, war er in Wirklichkeit eine paramilitärische Tarnorganisation zum Aufbau der Luftwaffe
  - April: Aus der erst im Februar gegründeten Behörde des Reichskommissar für Luftfahrt wurde das Reichsluftfahrtministerium. Es ist sowohl für die zivile als auch militärische Luftfahrt verantwortlich. Minister wurde Hermann Göring[41]

- 1934
  - Februar: Die Lufthansa richtete den regelmäßigen transatlantischen Luftpostverkehr mit Flugzeugen ein, der über den Südatlantik nach Südamerika führte.
  - Continental Airlines wurde als Varney Speed Lines gegründet.
  - Oberingenieur Engelbert Zaschka entwickelt ein frühes Muskelkraft-Flugzeug.

- 1935

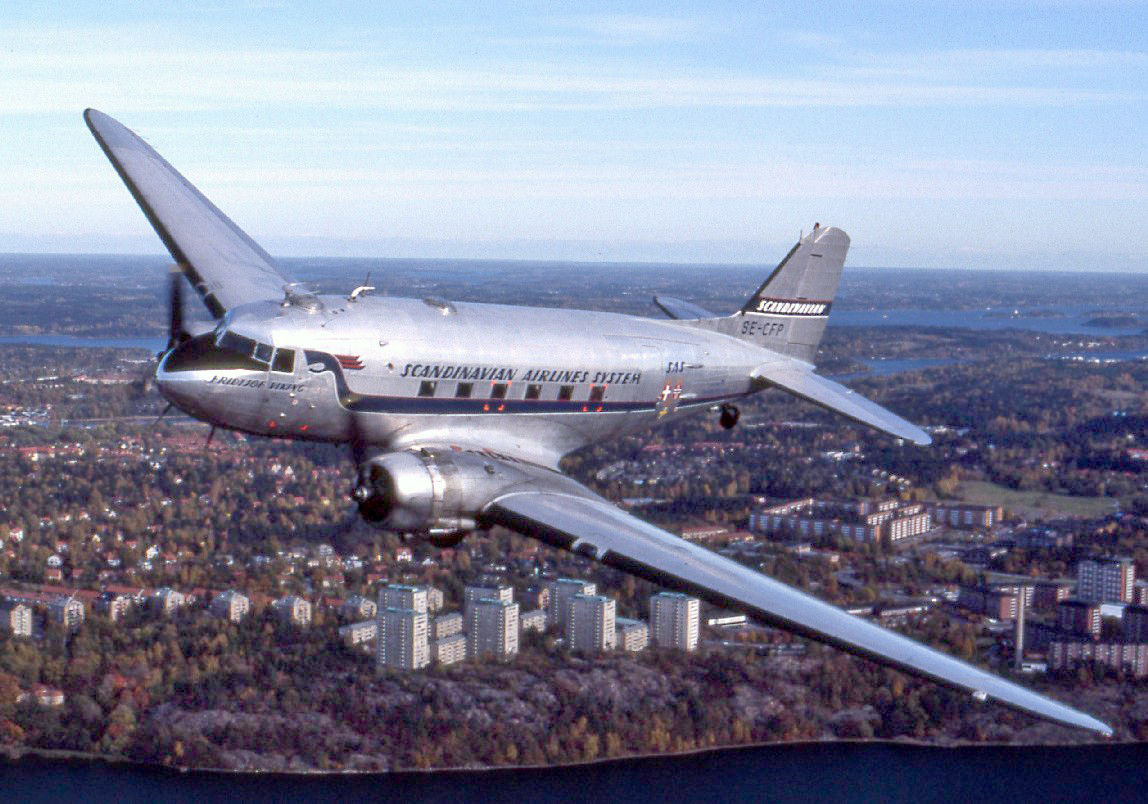
Douglas DC-3, Erstflug 1935

  - 11. Januar: Erster Alleinflug über den Pazifik von Honolulu, Hawaii nach Oakland, Kalifornien durch Amelia Earhart.
  - 1. März: Offizielle Gründung der deutschen Luftwaffe. Aufbau und Ausbildung erfolgte bereits seit Jahren über Tarnorganisationen wie den Deutschen Luftsportverband, die Deutsche Verkehrsfliegerschule oder die Hanseatische Fliegerschule, um die Bestimmungen des Versailler Vertrages zu umgehen.
  - 28. Mai: Erstflug des Jagdflugzeuges Messerschmitt Bf 109, des weltweit meistgebauten Jagdflugzeuges (etwa 35.000).
  - 22. November: Einführung des Transpazifik-Liniendienstes durch Pan Am.
  - 17. Dezember: Erstflug des meistgebauten Verkehrs- und Transportflugzeugs, der Douglas DC-3.

- 1936

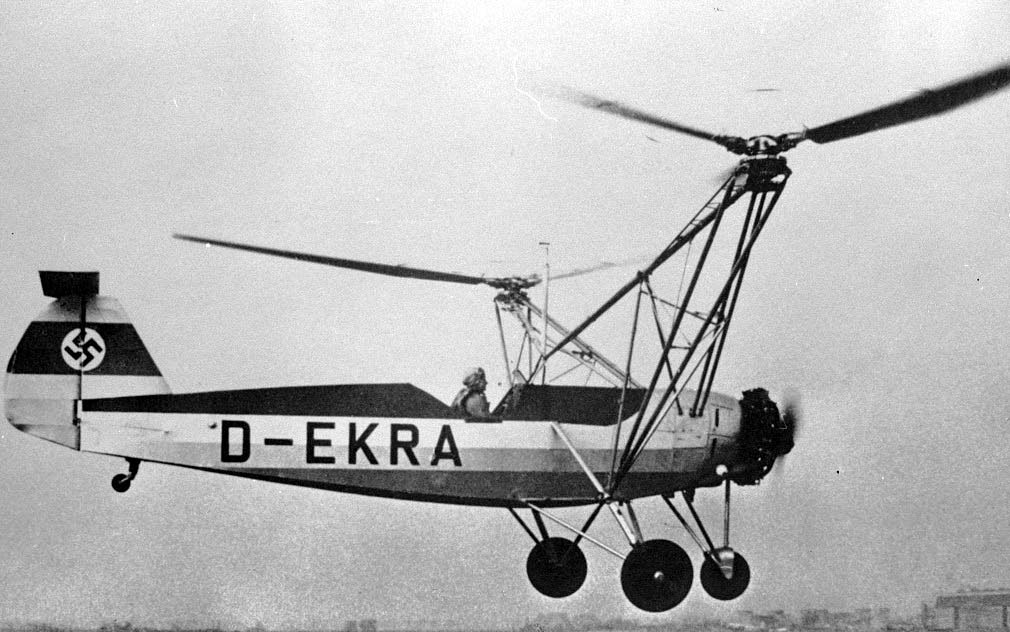
Die Focke-Wulf Fw 61 war 1936 der erste gebrauchsfähige Hubschrauber der Welt.

  - Im Januar ging die Heinkel He 111 als schnellstes Verkehrsflugzeug der Welt in den Dienst der Lufthansa.
  - 5. März: Erstflug der Vickers Supermarine Spitfire, später eines der wichtigsten Jagdflugzeuge im Zweiten Weltkrieg.
  - 1. August: Segelfliegen ist bei den Olympischen Sommerspielen in Berlin Demonstrationssport. Die Veranstaltungen fanden in Berlin-Staaken statt.[42]

- 1937
  - 17. April: Das Nationalsozialistische Fliegerkorps (NFSK) als Nebenorganisation der NSDAP wurde gegründet und Rechtsnachfolger des damit aufgelösten Deutschen Luftsportverband. Luftsport außerhalb des NSFK ist nur noch im Einzelfall möglich.
  - 26. April: Luftangriff auf Guernica durch die Legion Condor der Luftwaffe und Aviazione Legionaria der italienischen Corpo Truppe Volontarie, bei dem je nach Schätzung zwischen 300 und 1500 Personen getötet wurden. Bekanntheit erlangte der Angriff durch das von Pablo Picasso erstellte Gemälde Guernica.[43]
  - 6. Mai: LZ 129 Hindenburg verunglückte bei der Landung in Lakehurst während einer Linienfahrt im Rahmen des Nordamerika-Programms der DZR. Dieses Unglück forderte 36 Menschenleben und markierte das Ende der Verkehrsluftschifffahrt.
  - 3. Juli: Amelia Earhart verschwand von einem Flug von Lae, Neuguinea nach Howland Island und wird seitdem vermisst.
  - Hanna Reitsch war die erste Frau der Welt, die Hubschrauber flog (Focke-Wulf Fw 61).

- 1938
  - 27.–29. März: Eine Dornier Do 18 erflog den Langstrecken-Weltrekord mit einem Katapultstart vom Katapultschiff Westfalen, das vor dem englischen Plymouth lag, nach Caravelas an der Küste von Brasilien. In 43 Stunden und 10 Minuten legte das Flugboot 8392 Kilometer zurück. Noch im selben Jahr flogen zwei Vickers Wellesley nonstop in 48 Stunden 11.525 Kilometer von Ägypten nach Australien.
  - 10. August: Eine Focke-Wulf Condor überflog als erstes landgestütztes Passagierflugzeug beim Nonstop-Flug von Berlin nach New York den Atlantik.
  - 28.–30. November: Eine Focke-Wolf Condor flog in 46 Stunden und 18 Minuten mit Zwischenstopps in Basra, Karatschi und Hanoi von Berlin nach Tokio (14.278 Kilometer).[44]
  - 31. Dezember: Erstflug der Boeing 307 Stratoliner, des ersten mit einer Druckkabine ausgestatteten zivilen Flugzeugs.

- 1939
  - Die Flugtechnische Arbeitsgemeinschaften der Ingenieurschulen und Flugtechnische Fachgruppen an den Technischen Hochschulen, die unter dem Dach der Deutsche Versuchsanstalt für Luftfahrt standen, wurden in den Nationalsozialistischen Deutschen Studentenbund eingegliedert und verloren damit ihre Selbständigkeit.[45]
  - 26. April: Eine Messerschmitt Me 209 stellte mit 755 km/h einen neuen Geschwindigkeits-Weltrekord auf. Für Flugzeuge mit Kolbenmotoren hielt der Rekord 30 Jahre.
  - 15. Mai: Die Aircraft Owners and Pilots Association (AOPA) wurde in den Vereinigten Staaten gegründet. 1962 mit der International Council of Aircraft Owner and Pilot Associations internationalisiert, ist sie heute mit fast 400.000 Mitglieder die größte Pilotenvereinigung der Welt.[46]
  - 28. Juni: Einrichtung eines regelmäßigen Passagier-Flugverkehrs über den Nordatlantik (New York – Azoren – Lissabon – Marseille) durch Pan American World Airways mit Boeing 314 Flugbooten.
  - 27. August: Mit dem von Hans von Ohain entwickelten Strahltriebwerk Heinkel HeS 3 wurde der Erstflug der Heinkel He 178 erfolgreich durchgeführt. Das Jet-Zeitalter begann.

### 1939–1945: Zweiter Weltkrieg
- 1940
  - 10. Juli: Beginn der Luftschlacht um England die je nach Quelle bis 1941 andauerte. Sie endet mit einer Niederlage der deutschen Luftwaffe, der es nicht gelang, die Luftüberlegenheit über Großbritannien zu erlangen.

- 1941

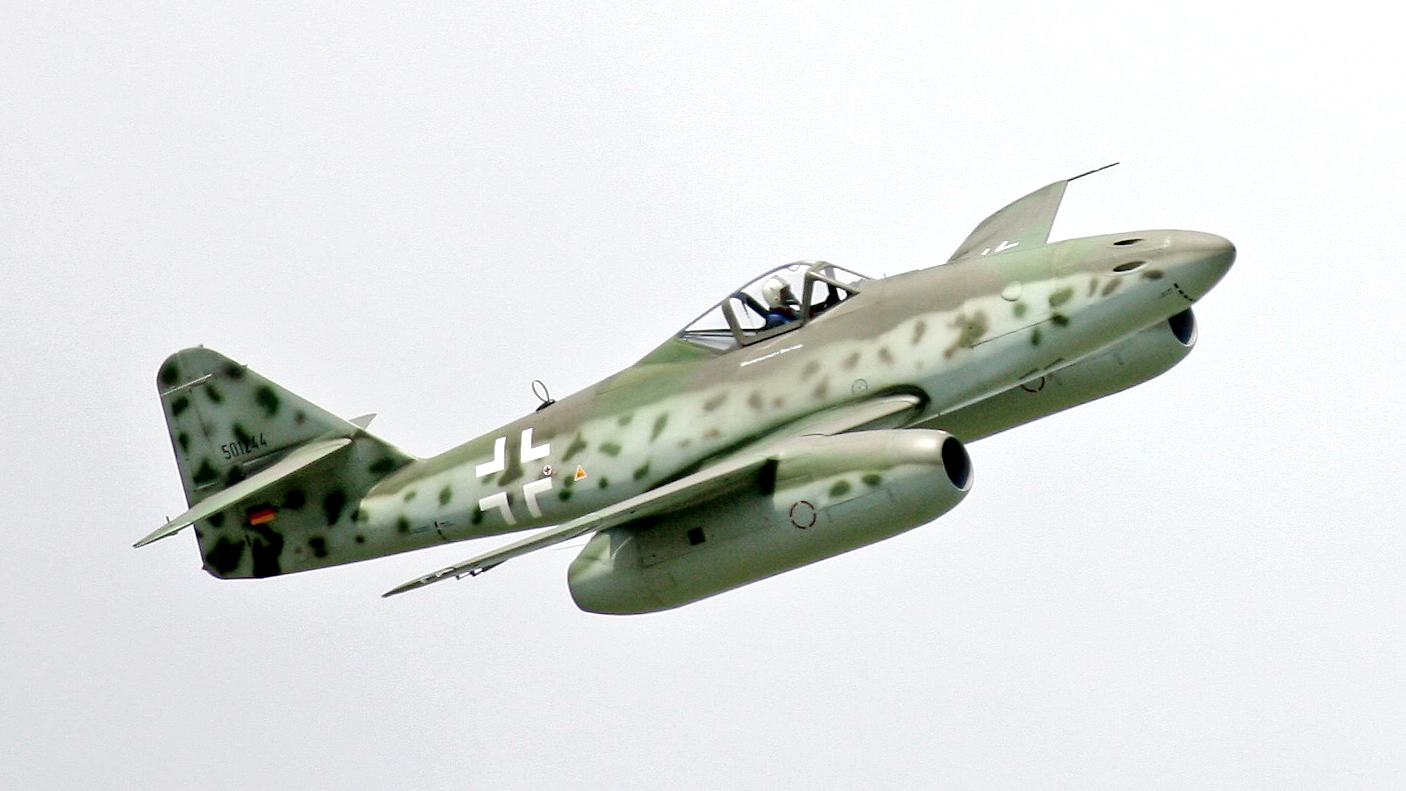
Die Me 262, Erstflug 1941 (mit Strahltriebwerken 1942), war das erste in Serie gebaute Flugzeug mit Strahltriebwerken.

- - 30. März: Das erste zweistrahlige Flugzeug der Welt, die Heinkel He 280, machte seinen Erstflug.
  - 2. Oktober: Eine Messerschmitt Me 163 „Komet“ erreichte als erstes Flugzeug die 1000-km/h-Marke (1003,67 km/h).
  - 7. Dezember: Luftangriff der Kaiserlich Japanische Marineluftstreitkräfte von Flugzeugträgern auf Pearl Harbor im Hawaii-Territorium. Damit tritt das Japanische Kaiserreich auf Seiten der Achsenmächte in den Zweiten Weltkrieg ein.

- 1942

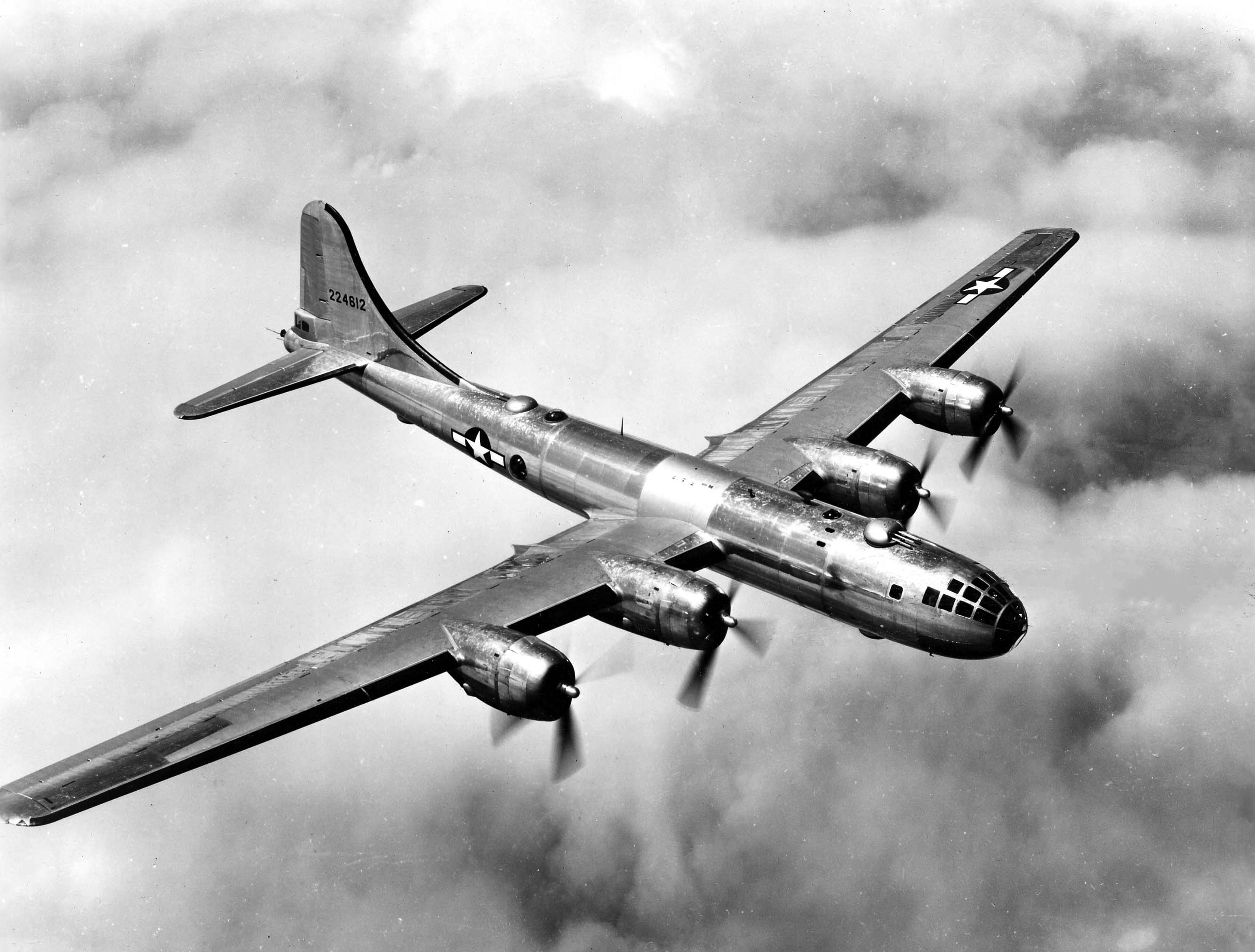
Die B-29, Erstflug 1942, war der größte und leistungsfähigste Bomber des Zweiten Weltkriegs.

- - 18. Juli: Erster Flug der Me 262, des ersten in Serie gebauten Flugzeugs mit Strahltriebwerken, bei dem die späteren Serientriebwerke zum Einsatz kamen.
  - 21. September: Erstflug der B-29, des größten und leistungsfähigsten Bombers des Zweiten Weltkriegs.
  - September: Mit der Messerschmitt Me 323 „Gigant“ ging das erste Transportflugzeug in Serienfertigung. Die sechsmotorige Maschine hatte den gleichen Frachtraum wie ein Eisenbahnwaggon und konnte als höchste Nutzlast 20 Tonnen tragen.
  - 3. Oktober: Eine A4-Rakete, auch als V2 bekannt, erreichte eine Spitzengeschwindigkeit von fast Mach 5 (4824 km/h) und eine Gipfelhöhe von 84,5 km. Der erste Schritt in den Weltraum war gemacht.

- 1943

13. Januar: Erster Notausstieg in der Luftfahrtgeschichte mit einem Schleudersitz, aus einer Heinkel He 280, dem ersten Flugzeug der Welt mit Schleudersitz.
- 1944
  - 4. Februar: Die Arado 234 C machte als erstes vierstrahliges Flugzeug der Welt ihren Erstflug.
  - 27. Juli: Die Gloster Meteor, das einzige Flugzeug mit Strahltriebwerk, das auf der Seite der Alliierten während des Zweiten Weltkrieges im Kampfeinsatz genutzt wurde, wurde zum ersten Mal gegen V1-Marschflugkörper eingesetzt.
  - 7. Dezember: Die Internationale Zivilluftfahrtorganisation wurde im Rahmen des Abkommen über die Internationale Zivilluftfahrt Chicagoer Abkommen gegründet. Damit wurde die Grundlage eines internationalen Luftfahrtrechts auf völkerrechtlicher Basis geschaffen.

- 1945
  - 1. März: Erster Senkrechtstart, ausgeführt mit einem Raketenflugzeug des Typs Bachem Ba 349 „Natter“.
  - 6. August und 9. August: Abwurf von Atombomben auf die japanischen Städte Hiroshima und Nagasaki aus B-29 Superfortress-Bombern, der „Enola Gay“ und der „Bockscar“.

### 1945–1949: Die ersten Nachkriegsjahre
- 1945

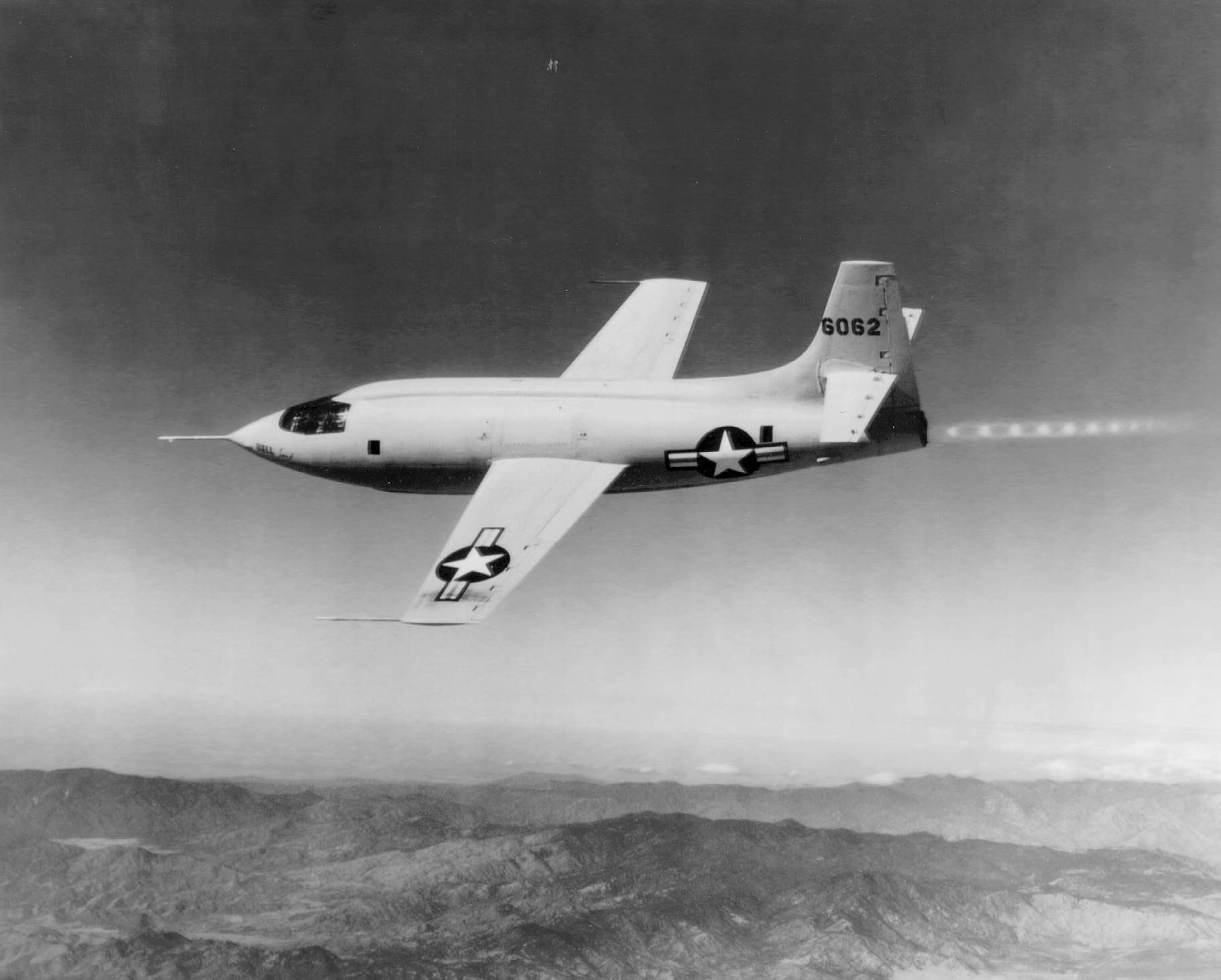
Die Bell X-1, mit der am 14. Oktober 1947 der erste Überschallflug gelang.

  - 6. September: Der deutsche Hubschrauber Focke-Achgelis Fa 223 überquerte mit einem deutschen Piloten als erster Hubschrauber den Ärmelkanal.
  - 20. September: Der weltweit erste Turboprop-Flug wurde mit zwei Rolls-Royce Trent (RB.50)-Triebwerken an einer umgebauten Gloster Meteor durchgeführt.
- 1947
  - 16. Juli: Das erste strahlgetriebene Flugboot, die Saunders-Roe SR.A/1, hob ab.
  - 14. Oktober: Der erste Überschallflug gelang Chuck Yeager mit einem Bell X-1 Raketenflugzeug.

- 1948

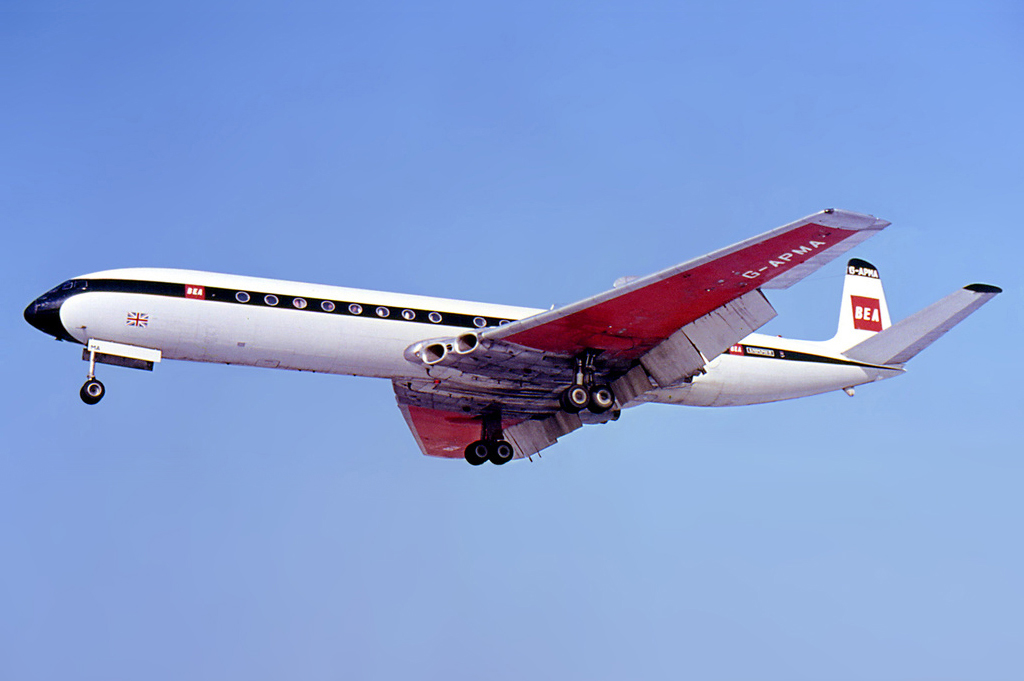
De Havilland Comet, Erstflug 27. Juli 1949.

  - 6. April: Das erste Passagierflugzeug mit Strahlantrieb, eine Vickers Viking, die auf zwei Rolls-Royce Nene Triebwerke umgerüstet wurde, absolvierte seinen Erstflug und bewies die prinzipielle Verwendbarkeit dieser Antriebsform auch in der zivilen Luftfahrt.
  - 14. Juli: Das erste Strahlflugzeug, das den Atlantik überquerte, war ein De Havilland DH.100 Vampire Jagdflugzeug.
  - 16. Juli: Das erste Verkehrsflugzeug mit Turboprop-Antrieb, die Vickers Viscount, absolvierte seinen Erstflug.

- 1949

27. Juli: Das weltweit erste in Serie gebaute Passagierflugzeug mit Strahltriebwerken, die De Havilland DH.106 Comet, absolvierte seinen Erstflug.

### 1950–1959: Gasturbinen-Antriebe – Jets, Turboprops und Turbinenhubschrauber
Mit der Einführung von Gasturbinen in der zivilen Luftfahrt wurden die Flugleistungen deutlich gesteigert. Zum Beispiel sind mit Jets die Flugreisen um rund die Hälfte verkürzt.
- 1950
  - 4. August: Der Deutsche Aero Club als Dachverband für den Luftsport in Deutschland wurde gegründet.

- 1952
  - 2. Mai 1952: Die British Overseas Aircraft Corporation (BOAC) nahm mit der De Havilland Comet den weltweit ersten Liniendienst mit Strahlflugzeugen zwischen London und Johannesburg auf.

- 1953
  - 17. April: Das erste Verkehrsflugzeug mit Turboprop-Antrieb, eine Vickers Viscount der BEA, nahm den Liniendienst auf.
  - 7. Juli: Die Bundesanstalt für Flugsicherung übernahm die Durchführung der zivilen Flugsicherungsdienste in Deutschland von den Alliierten. Bis 1956, dem Beitritt der Bundesrepublik Deutschland zur ICAO, hatten die Alliierten aber mit dem Alliierten Luftamt in Wiesbaden weiterhin die Aufsicht über die deutsche Flugsicherung.[47] Die Bundesanstalt war Vorläuferin der heutigen Deutsche Flugsicherung GmbH (DFS)

- 1954
  - Die Deutsche Lufthansa AG entstand neu durch Umbenennung aus der ein Jahr zuvor gegründeten „LUFTAG (Aktiengesellschaft für Luftverkehrsbedarf)“.

- 1955

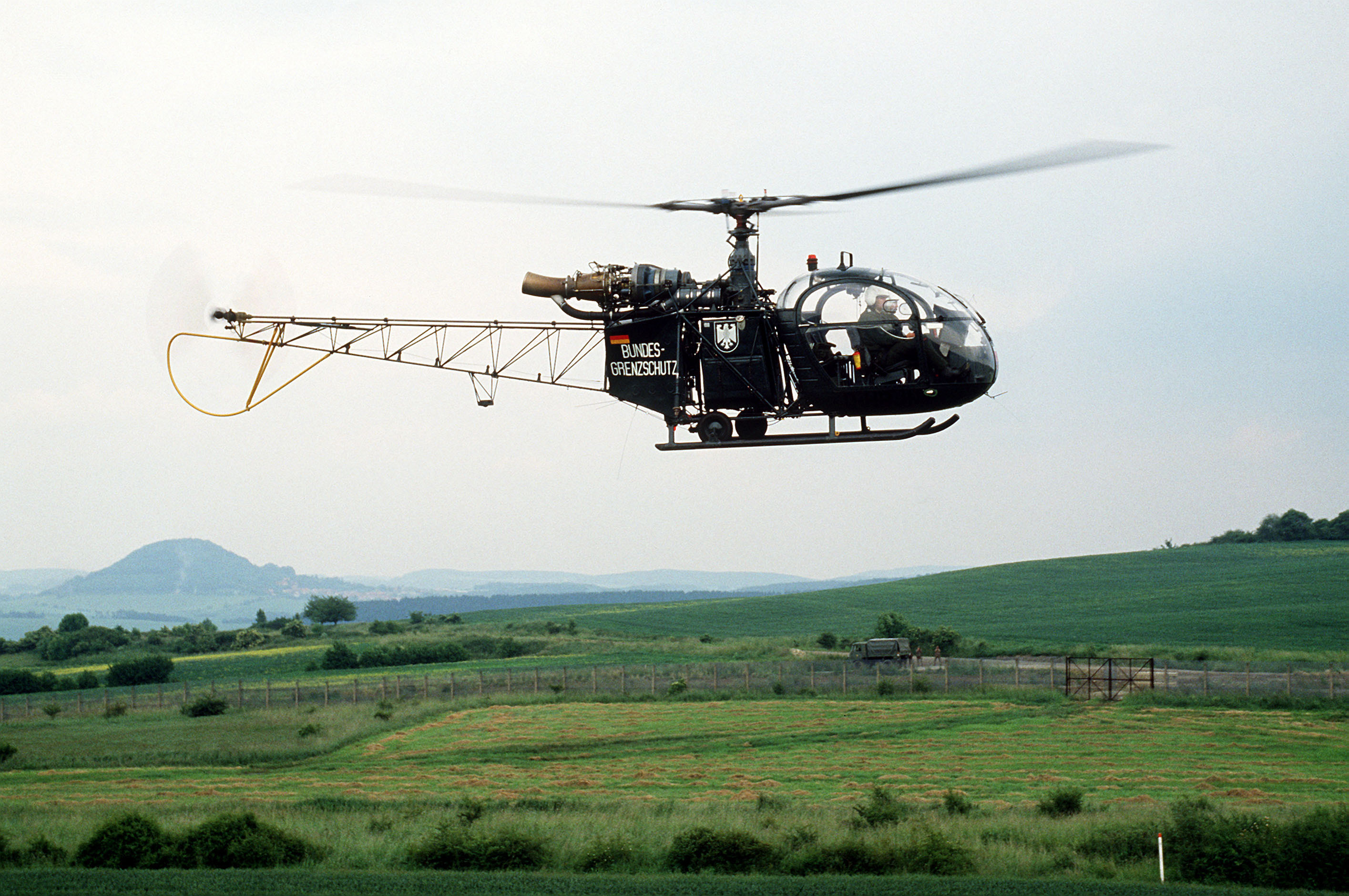
Alouette II, Erstflug 12. März 1955

  - Die Europäische Zivilluftfahrt-Konferenz mit Sitz in Neuilly-sur-Seine wurde gegründet mit dem Ziel, die Gesetzgebung der Mitgliedsstaaten zu harmonisieren. Die ECAC ist eine unabhängige, regionale Unterorganisation der Internationalen Zivilluftfahrtorganisation (ICAO).
  - 12. März 1955: Erstflug der Alouette II, einer der ersten in Serie gefertigten Hubschraubertypen mit Gasturbinentriebwerk.
  - 1. April 1955: Erster Linienflug der Deutschen Lufthansa.
  - 12. Juni 1955: Erstflug der Cessna 172, des bis heute mit über 40.000 Maschinen meistgebauten Flugzeugtyps der Welt.
  - 17. Juni 1955: Erstflug der Tu-104, die bereits ein Jahr später bei der sowjetischen Aeroflot regulär eingesetzt wurde.

- 1957

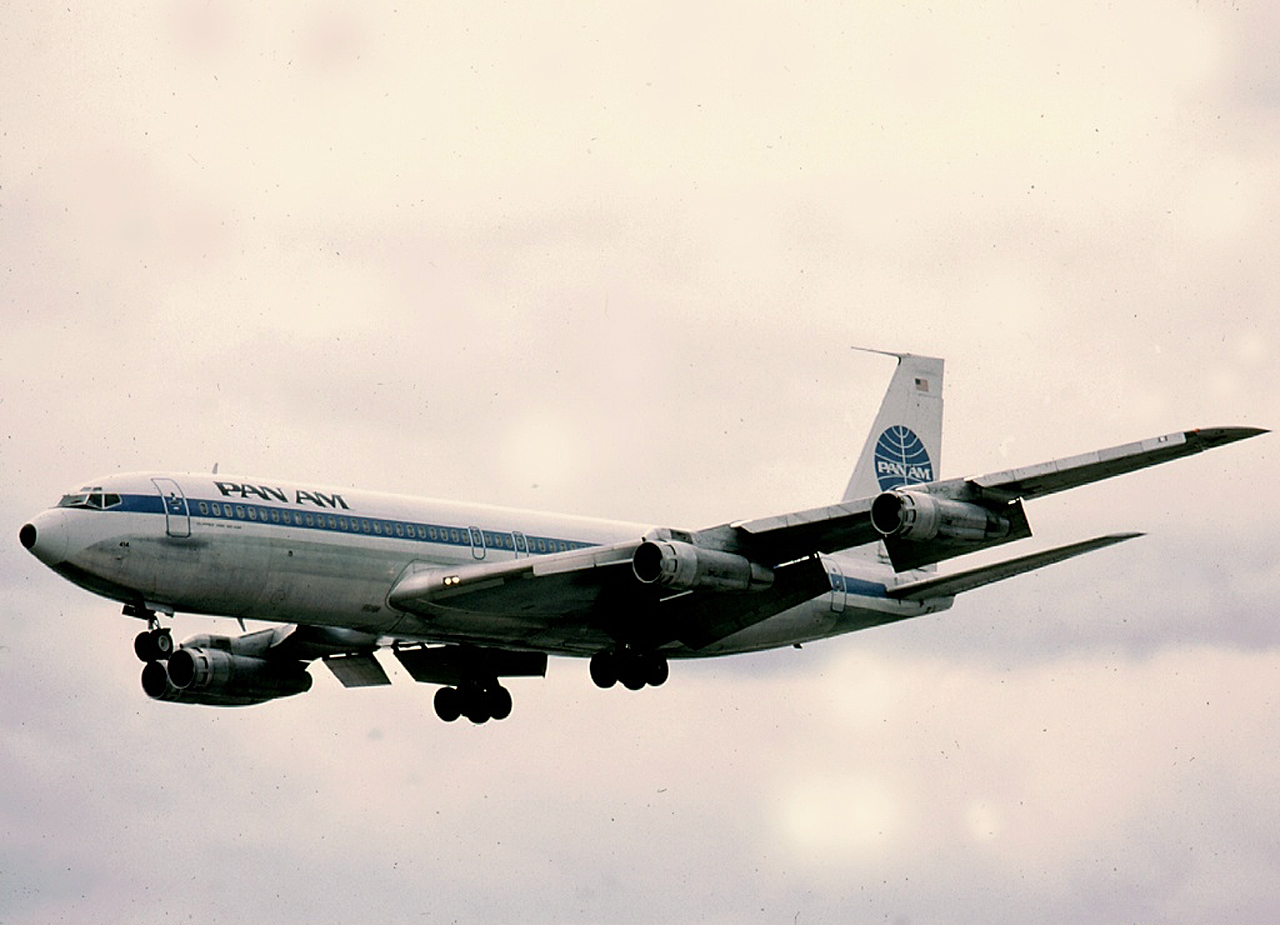
Boeing 707, Erstflug 20. Dezember 1957

  - 27. November: Erstflug der fs 24 Phönix, des ersten Segelflugzeugs aus glasfaserverstärktem Kunststoff (GFK).
  - 20. Dezember: Erstflug der Boeing 707, die bereits 1958 bei der Pan Am den Liniendienst begann.

- 1958
  - 30. Mai: Erstflug der Douglas DC-8. Einsatz ab 18. September 1959 bei United Airlines und Delta Airlines.
  - 23. August: Die US-amerikanische Federal Aviation Agency, später Federal Aviation Administration (FAA), wurde durch die Zusammenfassung mehrerer Behörden als nationale Luftfahrtbehörde gegründet.

### 1960–1969: Überschalljets
- 1960
  - Die Europäische Organisation zur Sicherung der Luftfahrt (englisch European Organisation for the Safety of Air Navigation; Abkürzung EUROCONTROL) wurde gegründet. Sie ist eine internationale Organisation zur zentralen Koordination der Luftverkehrskontrolle in Europa. Dienstsitz ist Brüssel. Ziel ist die Entwicklung eines nahtlosen europäischen Flugverkehrsmanagement-Systems, das dem ständig wachsenden Flugverkehr Rechnung tragen soll.

- 1962

Kubakrise und Einsatz der Lockheed U-2.
- 1963
  - 10. April: Der erste Überschall-Senkrechtstarter der Welt, die deutsche Maschine EWR VJ 101, begann seine Flugerprobung.
  - 19. Juli: Joseph Albert Walker erreichte mit dem Raketenflugzeug North American X-15 eine Flughöhe von 100 km.

- 1967
  - 3. Oktober 1967: Die X-15 stellte mit 7.274 km/h (Mach 6,1) einen neuen Geschwindigkeitsrekord auf.
  - 28. Dezember 1967: Erstflug des britischen Senkrechtstarters Hawker Siddeley Harrier.

- 1968

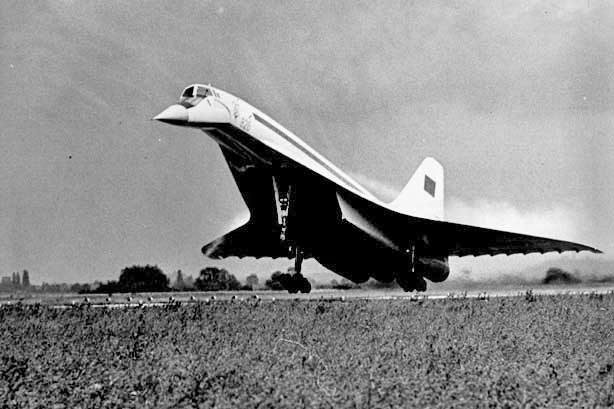
Tupolew Tu-144, Erstflug 31. Dezember 1968

  - 30. Juni: Erstflug des militärischen Großraumtransportflugzeugs Lockheed C-5 Galaxy. Bis zur Fertigstellung der Antonow An-124 Ruslan (1982) war es das größte Flugzeug der Welt.
  - 31. Dezember: Erstflug des Überschallpassagierflugzeugs Tupolew Tu-144.

- 1969

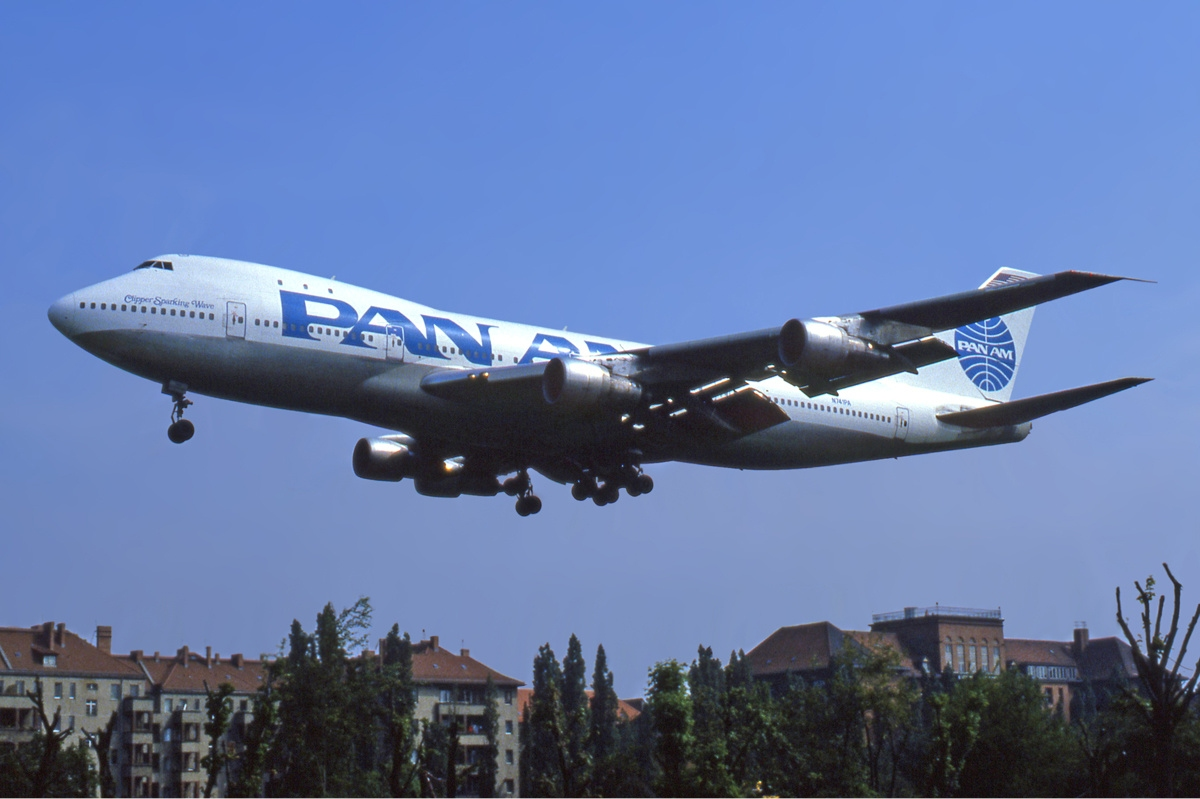
Boeing 747, Erstflug 9. Februar 1969

  - 26. Januar 1969: Erstflug der Windecker AC-7 Eagle 1, des ersten von der FAA zertifizierten Flugzeugs, dessen Zelle aus glasfaserverstärktem Kunststoff (GFK) bestand.
  - 9. Februar 1969: Erstflug des Jumbojets Boeing 747.
  - 2. März 1969: Erstflug der Concorde.

### 1970–1979: Großraumjets
In den 1970ern wurde Fliegen billiger und für jedermann erschwinglich.
- 1970

Die Joint Airworthiness Authorities, später Joint Aviation Authorities, wurde gegründet. Sie war ein Zusammenschluss von 34 europäischen Luftfahrtbehörden und diente der Standardisierung im technischen Bereich, später auch für Flugbetrieb und Luftfahrtlizenzen.
29. August 1970: Erstflug der McDonnell Douglas DC-10.
16. November 1970: Erstflug der Lockheed L-1011 TriStar.
- 1972

25. Mai 1972: Mit dem Apollo Guidance Computer, eingebaut in einer Vought F-8 „Crusader“, wurde der erste digitale Fly-by-wire-Flug durchgeführt.
28. Oktober 1972: Erstflug des Airbus A300.
- 1974

31. März 1974: Durch Zusammenlegung der British Overseas Airways Corporation (BOAC) und der British European Airways (BEA) entstand die neue Fluggesellschaft British Airways.
- 1976

22. Dezember 1976: Erstflug der Iljuschin Il-86.
- 1978

28. Oktober 1978: In den USA wurde der Airline Deregulation Act verabschiedet, welcher zur Deregulierung der kommerziellen Passagierluftfahrt in den USA führte. Dieses Gesetz führe zu einer kompletten Umgestaltung des amerikanischen Flugmarkts. Gesellschaften, die sich nicht zusammenschlossen, sahen sich akut vom Konkurs bedroht. Die Regulierungsbehörde Civil Aeronautics Board wurde bis 1985 aufgelöst.
- 1979

12. Juni 1979: Erstmals überquerte ein pedalangetriebenes ultraleichtes Muskelkraft-Flugzeug den Ärmelkanal.

### 1980–1989: Deregulierung in den USA

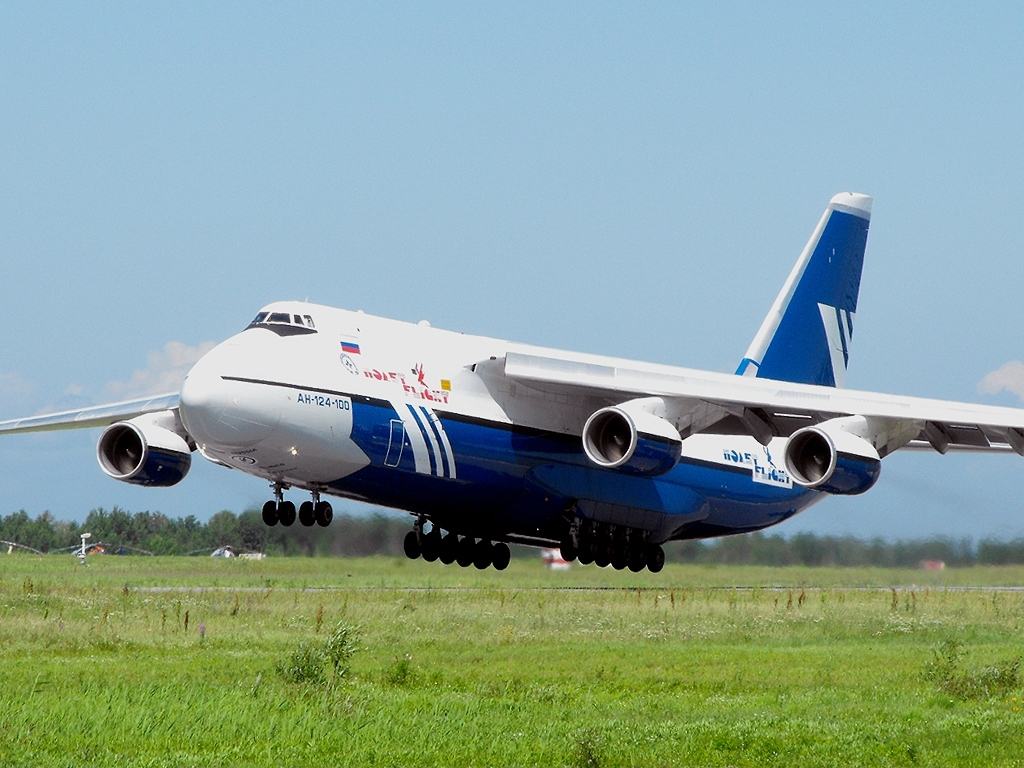
Die sowjetische Antonow An-124 (Erstflug 1982)

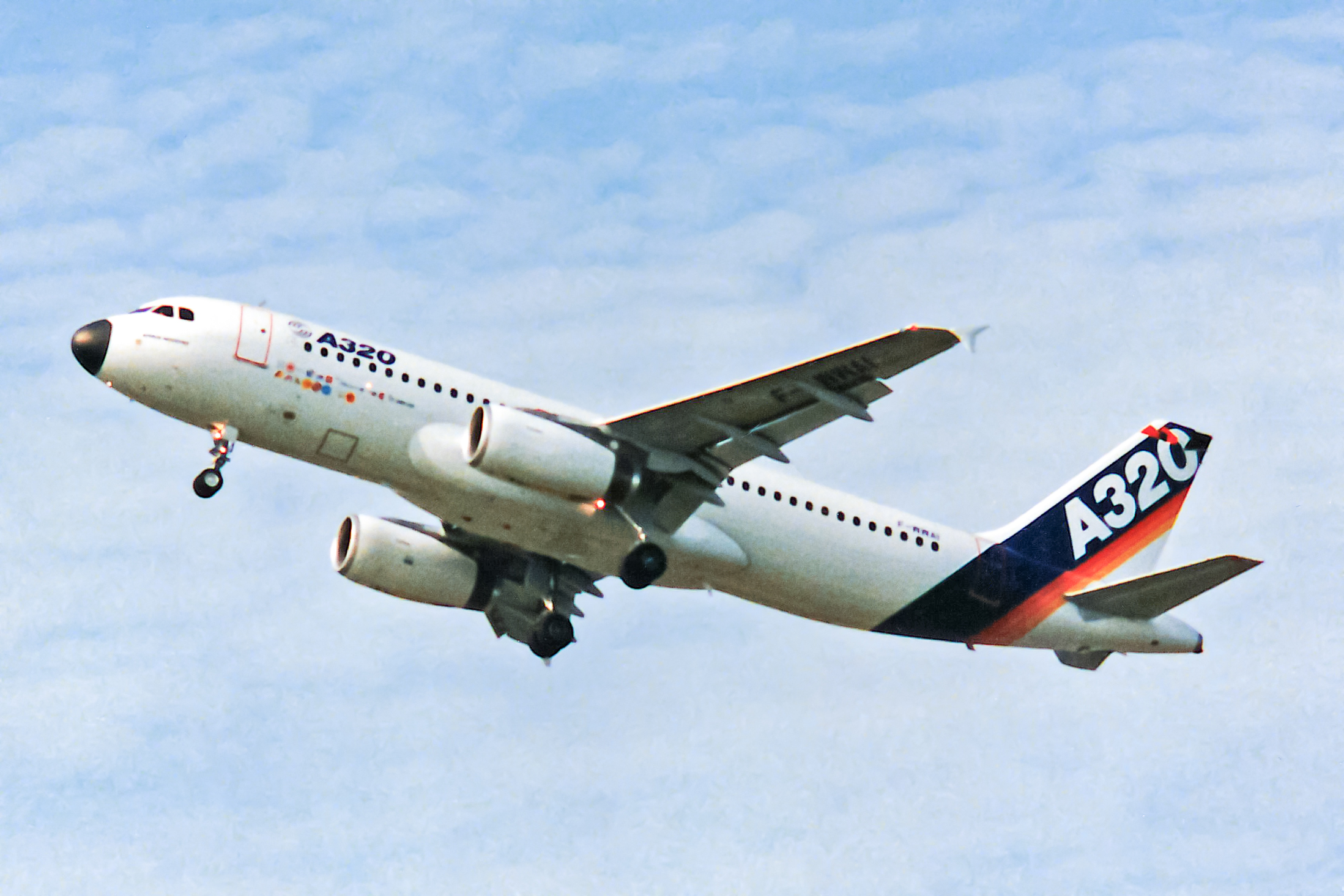
Prototyp des Airbus A320 im September 1988, allerdings bereits als A320-200 modifiziert.

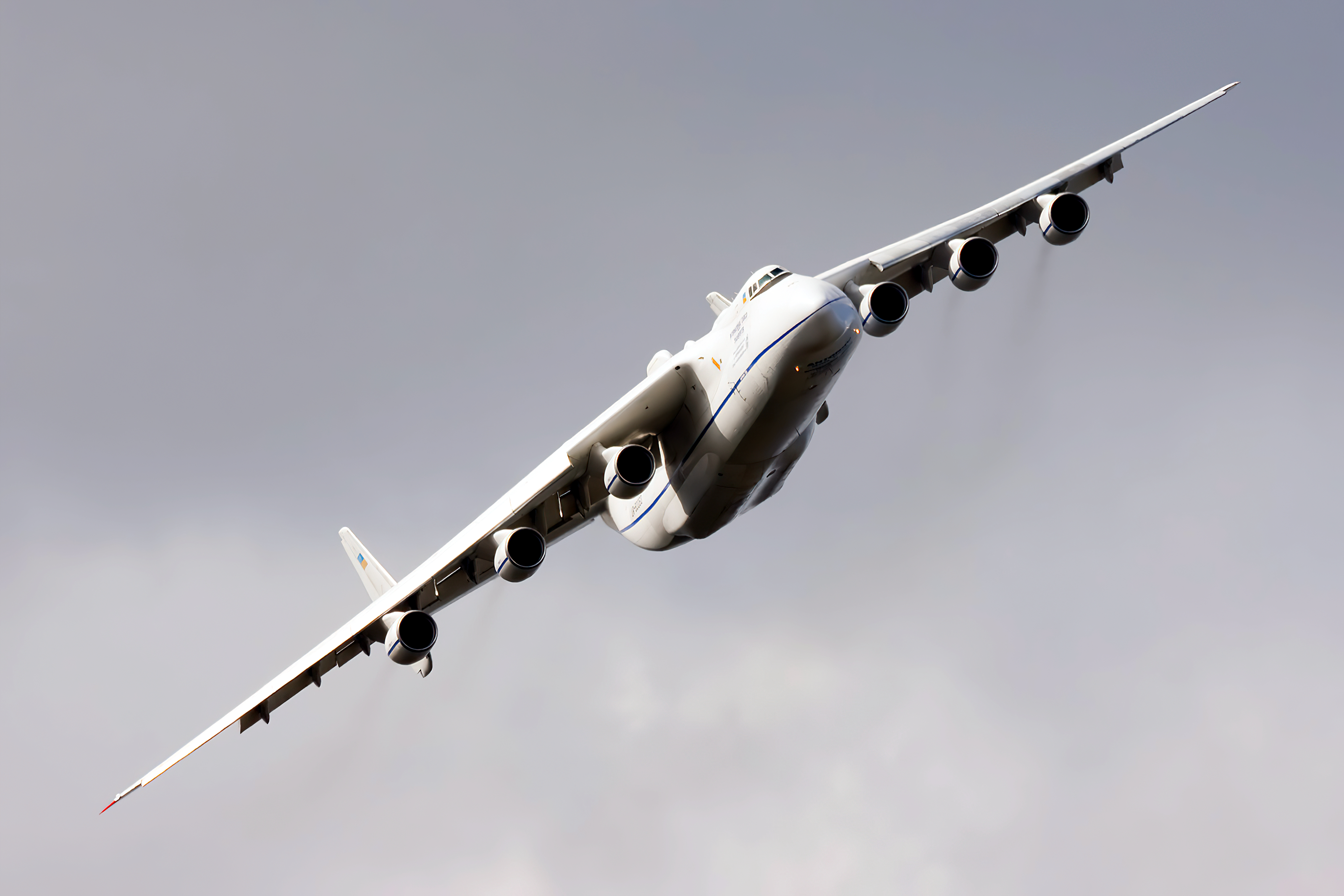
Die Antonow An-225, das größte Flugzeug der Welt (1988)

- 1981

26. September: Die Boeing 767, das erste mit FMS ausgerüstete Verkehrsflugzeug, absolvierte seinen Erstflug.
Die Fluglotsen der USA gingen in einen Streik. Die Regierung entließ die Streikenden und ersetzte sie durch Militärs und neu eingestelltes Personal.
Die US-Regierung deregulierte die Treibstoffpreise und erhöhte damit die Kosten der Fluggesellschaften.
Erste Fluggesellschaften führten die Business-Class ein.
Das Tilt-Rotor-Versuchsflugzeug XV-15 flog auf der Pariser Luftfahrtschau.
- 1982

Zulassung der Ultraleicht-Fliegerei in Deutschland aufgrund einer Allgemeinverfügung des Bundesverkehrsministeriums.
3. April: Erstflug des Airbus A310.
- 1983

1. September: Alle 269 Passagiere des Korean-Air-Lines-Flug 007 starben, als das Flugzeug über sowjetisches Sperrgebiet flog und von einem sowjetischen Su-15-Jäger abgeschossen wurde.
Die letzte DC-10 wurde gebaut; McDonnell Douglas gab den Typen-Namen DC (Douglas Commercial) auf und nannte seine Flugzeuge fortan MD (McDonnell Douglas).
Auf der Luftfahrtschau in Paris wurde das Space Shuttle „Enterprise“ auf dem Boeing-747-Transporter gezeigt.
- 1984

23. Dezember: Pan Am setzte für die Nonstop-Transatlantik-Flüge von Hamburg nach New York erstmals den nur zweistrahligen Airbus A300/A310 ein. Wegen der Ausstattung mit weniger als drei Triebwerken musste aus Sicherheitsgründen in den ersten Jahren ein Umweg entlang der Küstenlinien geflogen werden.
- 1985

April: TWA nahm als erste Fluggesellschaft den Betrieb über den Nordatlantik mit zweimotorigen Flugzeugen (Boeing 767-200 ER) auf, die sich maximal 75 Minuten von einem Ausweichflughafen entfernen.
Mai: Daimler-Benz übernahm die Firma Dornier.
Die sowjetische Antonow An-124 (Abfluggewicht 405 Tonnen) wurde dem Westen auf der Pariser Luftfahrtschau vorgestellt.
Hier wurde auch die ATR 42 vorgestellt, ein italienisch-französisches Projekt von Aeritalia und Aérospatiale.
Pan Am verkaufte die seit 1937 aufgebauten Pazifikrouten an United Airlines.
- 1986

Boeing kaufte De Havilland of Canada, um in den wachsenden Markt für Regionalflugzeuge einzusteigen.
Auch die zweimotorige Boeing 757 flog nun regelmäßig über den Nordatlantik.
People Express, Frontier, Western Airlines, Republic, Pacific Southwest und andere amerikanische Fluggesellschaften wurden aufgekauft oder gingen in Konkurs.
Texas Air wurde zur größten westlichen Fluggesellschaft.
Im Juni gab MBB die deutsch-chinesische Entwicklung des Regionalverkehrsflugzeuges MPC 75 bekannt.
Im August testete General Electric ein UDF (engl. unducted Fan)-Triebwerk mit frei- bzw. offenliegendem Propeller an einer Boeing 727. Lärm und Vibrationen brachten jedoch Probleme.
Canadair stellte den Business-Jet Challenger 601 fertig, Gulfstream Aerospace die Gulfstream IV.
McDonnell Douglas startete im Dezember offiziell die Entwicklung des Langstreckenflugzeuges MD-11.
Dick Rutan und Jeana Yeager flogen mit der Voyager in neun Tagen um die Welt, ohne nachzutanken.
- 1987

Die britischen Firmen Rolls-Royce und British Airways wurden privatisiert. Im Februar zahlte Eastern Air Lines Bußgelder wegen 78.000 Verstößen gegen die Flugsicherheit.
Der Airbus A320, das erste zivile Flugzeug mit digitaler Fly-by-wire-Steuerung, wurde präsentiert.
Im März wurde die Dornier Seastar, ein Amphibium in Kunststofftechnologie, vorgestellt.
Am 28. Mai landete Mathias Rust mit einer Cessna 172 auf dem Roten Platz in Moskau.
Im Juli wurde in Köln der Kryo-Windkanal für transsonische Versuche eröffnet.
Die erste in Schanghai (China) in Lizenz gebaute MD-82 flog.
Im August wurden fünf deutsche Astronauten nominiert.
Die italienische Piaggio stellte einen Business-Turboprop P.180 „Avanti“ mit Kunststoffteilen und Entenflügel vor.
- 1988

3. Juli 1988: Alle 290 Insassen eines Airbus A300 der Iran Air wurden getötet, als das Flugzeug von der Besatzung eines Kriegsschiffs der amerikanischen US Navy abgeschossen wurde.
21. Dezember 1988: Pan-American-Flug 103 wurde über dem schottischen Ort Lockerbie von einer Bombe in der Luft zerstört.
Eine United Boeing 747 SP umrundete die Erde in der Rekordzeit von knapp 37 Stunden.
Das Muskelkraft-Flugzeug Daedalus flog 120 km von Kreta nach Santorin.
Dornier startete das 328-Programm, ein Regional-Turbopropflugzeug in KfK-Technologie.
Die neue sechsmotorige Antonow An-225 mit einem maximalen Startgewicht von 600 Tonnen wurde zum größten Flugzeug der Welt.
- 1989

Eastern Air Lines meldete nach einem langen und harten Kampf zwischen der Piloten- und Mechanikergewerkschaft und dem Vorstand Frank Lorenzo Konkurs an.
Die Iljuschin Il-96-300, ein vierstrahliges Langstreckenflugzeug mit elektronischem Cockpit, begann mit der Flugerprobung. Konzepte für ein Raumverkehrsflugzeug zeigten einen „lifting body“.
Eine MD-80 flog mit dem PW/Allison UHB (Ultra High Bypass)-Triebwerk, das aber nicht in Serie ging.
Die NASA schloss eine Human-Factors-Studie über 757-Piloten ab. Es blieb fraglich, ob ein stark automatisiertes Cockpit die Arbeitsbelastung verringert oder die Flugsicherheit erhöht.
Im September wurde die Fusion von Daimler-Benz und MBB genehmigt, wodurch die im Mai gegründete Deutsche Aerospace AG (DASA) zum größten deutschen Konzern der Branche wurde.
Im Dezember fielen beim KLM-Flug 867 alle vier Triebwerke aus, als die Maschine in eine Wolke von Vulkanasche flog. Der Besatzung gelang es, die Triebwerke wieder zu starten.
Auf der Pariser Luftfahrtschau wurden die sowjetischen Kampfflugzeuge MiG-29 und die Su-27 zum Verkauf angeboten. Die US Navy schoss zwei libysche MiG-23 über dem Mittelmeer ab.

### 1990–2000: Die nationalen Fluggesellschaften Europas
- 1990

Der neue MD-520N-Notar-Helikopter von McDonnell Douglas wurde durch einen Luftstrom gesteuert und hatte keinen Heckrotor. Im März beschloss Airbus Industries, den Airbus A321 in Hamburg zu bauen. Damit sollte erstmals in Deutschland wieder ein Großflugzeug gebaut werden. In den USA ordnete die FAA Überprüfungen und strukturelle Verstärkungen älterer Jets (mehr als 20 Jahre) an. Im Mai beschloss BMW, gemeinsam mit Rolls-Royce Triebwerke zu bauen. Nach der deutschen Wiedervereinigung am 3. Oktober übernahm die deutsche Luftwaffe die MiG-29 der NVA. Boeing startete im Dezember offiziell das 777-Programm, die das größte zweimotorige Flugzeug der Welt werden sollte.
- 1991

Der Luftverkehr ging wegen des Golfkrieges stark zurück. Die meisten Fluggesellschaften der Welt gerieten in eine Verlustzone. Die 1927 gegründete Pan American Airlines wurde von Delta übernommen und aufgelöst. USAir, Delta, United und American Airlines verstärkten ihr Auftreten in Europa. Am 4. Dezember musste die 1927 gegründete Pan American World Airways den Flugbetrieb mit sofortiger Wirkung einstellen.
- 1992

Die Weltwirtschaft geriet in eine Rezession. Am 17. Mai wurde der neue Flughafen München eröffnet. Alle Fluggesellschaften außer British Airways machten Verlust. Bei Tarifverhandlungen mit der Lufthansa wurde einem Lohnstopp und Stellenabbau zugestimmt, um die defizitäre Fluggesellschaft zu entlasten.
Nach der Auflösung der Sowjetunion zum 1. Januar bildeten sich aus der Aeroflot einzelne nationale Fluggesellschaften für die jetzt in der Gemeinschaft unabhängiger Staaten (GUS) organisierten Länder. Dabei trat Aeroflot als eingetragene russische Gesellschaft mit Sitz in Moskau die Rechtsnachfolge des bisherigen sowjetischen Luftfahrtunternehmens in Russland an.
Die bereits vor mehr als einem Jahr gegründete „Deutsche British Airways“ (DBA) übernahm Ende März die in Friedrichshafen beheimatete, bislang allein im regionalen Luftverkehr tätige Delta Air. DBA, an der der britische Mutterkonzern mit 49 Prozent beteiligt war, erwarb dabei die gesamten Anteile der Delta Air von ihren Vorbesitzern. Nach Abschluss der Transaktion sollte Delta Air in Deutsche BA umbenannt werden. Presseberichten zufolge wollte British Airways die deutsche Tochter DBA zu einer ausgesprochenen Billigfluggesellschaft entwickeln. DBA wollte mit einer Flotte von neuen Boeing 737-300 sowohl innerdeutsche wie auch internationale Strecken bedienen.
11. Mai, Der neue, auf der Namen Franz Josef Strauß getaufte Münchener Flughafen ging nach 38-jähriger Planungs- und Bauarbeit offiziell in Betrieb. Als erster Passagierflug startete pünktlich um sechs Uhr eine Lufthansa Boeing 747 mit zahlreichen Ehrengästen zum Eröffnungsflug. Stunden zuvor waren – kurz nach dem Start des letzten Lufthansa-Flugs mit einer auf den Namen „Freising“ getauften Boeing 737-500 – die Lichter auf dem Flughafen Riem für immer erloschen.
2. November, Erstflug des Airbus A330
- 1994

12. Juni, Erstflug der Boeing 777, des größten zweistrahligen Verkehrsflugzeugs der Welt
- 1995

Gründung der Billigfluggesellschaft Easyjet. Eine Concorde stellte mit 31 Stunden, 27 Minuten und 40 Sekunden einen neuen Rekord für die schnellste Weltumrundung auf.
- 1996

Das deutsch-amerikanische Abkommen im Luftverkehr wurde, nach der Übergangsvereinbarung vom 24. Mai 1994, von den Verkehrsministern Matthias Wissmann und Frederico Pena im April 1996 vereinbart. Es eröffnete die Liberalisierung im transatlantischen Luftverkehrsmarkt.
- 1997

Gründung der Luftfahrtallianz Star Alliance, Gründungsmitglieder waren Air Canada, United Airlines, Lufthansa, SAS Scandinavian Airlines und Thai Airways.
- 1998

1. September, Ausgliederung der Abteilung Flugunfalluntersuchungsstelle (FUS) vom  Luftfahrt-Bundesamt in die eigenständige Bundesstelle für Flugunfalluntersuchung. Es erfolgte aufgrund Umsetzung der EG-Richtlinie 94/56/EG vom 21. November 1994 über Grundsätze für die Untersuchung von Unfällen und Störungen in der Zivilluftfahrt, die eine von der Luftfahrt-Aufsichtsbehörde unabhängige nationale Untersuchungsstelle forderte. Entsprechende Empfehlungen gab es bereits von der ICAO in den 1950er, wurden aber von Deutschland nicht umgesetzt.
- 1999

1. Februar: Gründung der Luftfahrtallianz Oneworld Alliance. Die Gründungsmitglieder waren American Airlines, British Airways, Canadian Airlines International, Cathay Pacific und Qantas Airways.
21. März: Bertrand Piccard und Brian Jones vollendeten die erste Nonstop-Weltumrundung mit einem Ballon.

### 2000–2014: Der Höhepunkt der Vierstrahler

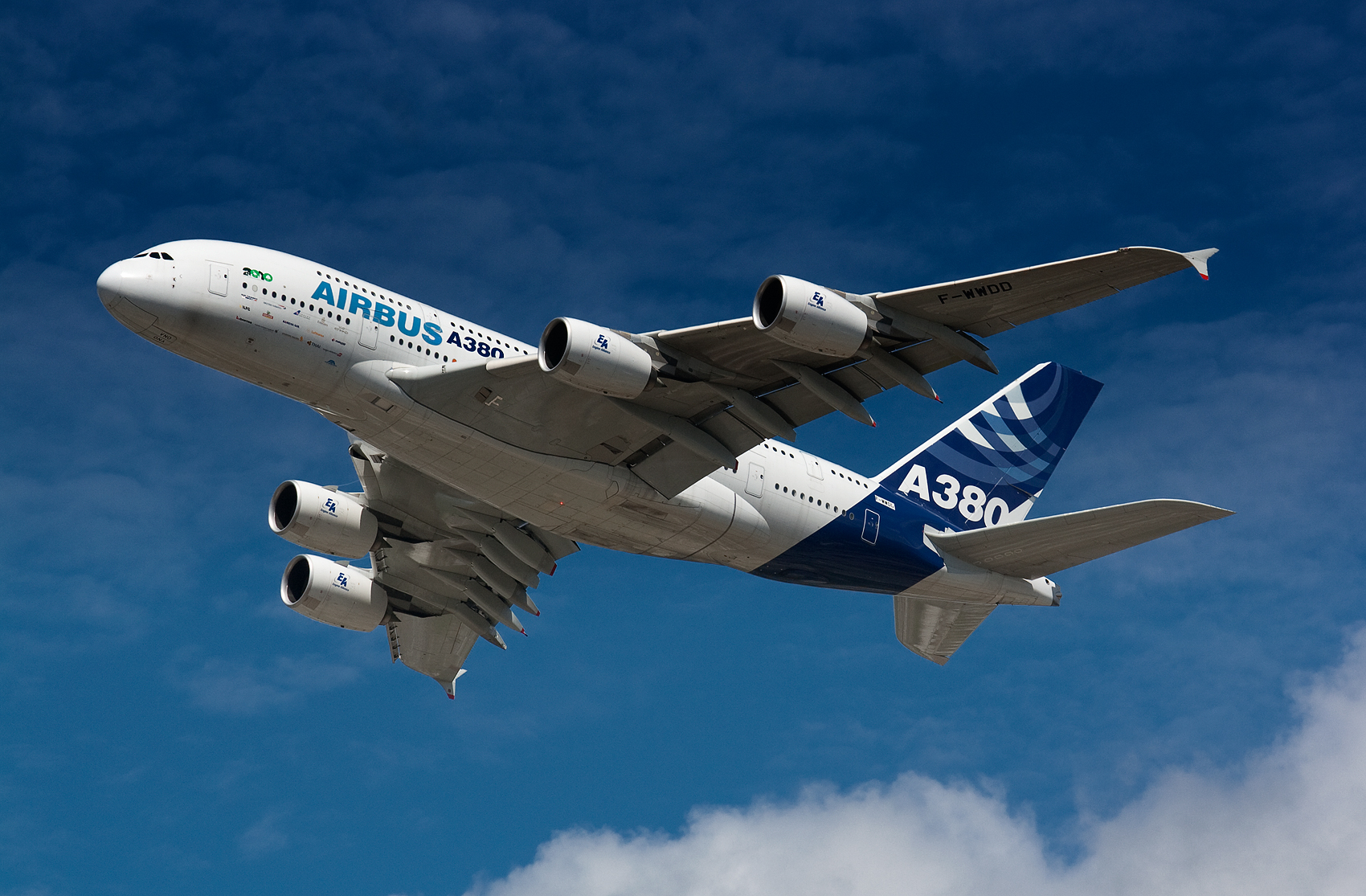
A380-800 in Airbus-Werksbemalung (2005)

- 2000

22. Juni: Gründung der Luftfahrtallianz SkyTeam. Gründungsmitglieder waren Aeroméxico, Air France, Delta Air Lines und Korean Air
10. Juli:  Aus einer Fusion der deutschen DASA, der französischen Aérospatiale-Matra und der spanischen CASA entsteht die EADS.
- 2001

Terroranschläge am 11. September 2001 in den USA. In der Folge lag der Flugverkehr in den USA für einige Tage lahm. Die Sicherheitsvorkehrungen an Flughäfen wurden erhöht. Die Zahl der Fluggäste ging zurück, und eine Reihe von Fluggesellschaften geriet in eine wirtschaftliche Krise.
- 2002

Erstflug der Embraer EMB 200A (Ipanema) mit einem Ethanolmotor. Als erstes Luftfahrzeug mit Alkoholtriebwerk erhielt die Maschine 2004 die Zulassung. Erbaut wurde das Flugzeug von dem Team um Vicente Camargo.
- 2003

Letztmaliger Flug einer Concorde zum Luftfahrt-Museum in Filton.
28. September, Gründung der Europäischen Agentur für Flugsicherheit (EASA) als Luftfahrtbehörde der Europäischen Union.
- 2005

27. April, Erstflug des Airbus A380. Der A380 wurde zu der Zeit zum größten in Serienfertigung produzierten zivilen Verkehrsflugzeug in der Geschichte der Luftfahrt.
- 2008

8. April: Mit dieser an diesem Tag verabschiedeten Verordnung (EG) Nr. 216/2008 (EASA-Grundverordnung)  wurde die Grundlage des gemeinschaftlichen europäischen Luftrechts gelegt. Damit unterliegt seit 8. April 2008 die Luftfahrt grundsätzlich der Regelungskompetenz der Europäischen Union.
- 2009

9. August: Das Bundesaufsichtsamt für Flugsicherung (BAF) in Langen wurde gegründet. Als deutsche Bundesoberbehörde hat es die nationale Regelungskompetenz und ist Aufsichtsbehörde für die Flugsicherung. Eine Aufsichtsbehörde wurde notwendig zur Ermöglichung einer Kapitalprivatisierung der DFS Deutsche Flugsicherung GmbH.
30. September: Die Joint Aviation Authorities wurde aufgelöst, wobei die meisten ihrer Aufgaben von der Europäischen Agentur für Flugsicherheit (EASA) in Köln übernommen wurden.
15. Dezember: Erstflug der Boeing 787 („Dreamliner“)
- 2010

Ab 15. April: Der Ausbruch des Eyjafjallajökull 2010 führte zu einer mehrtägigen Einstellung des Luftverkehrs über Nord- und Mitteleuropa.
- 2013

14. Juni, Erstflug des Airbus A350

### Seit 2015: Beginnende Elektrifizierung des Antriebsstrangs und alternative Treibstoffe

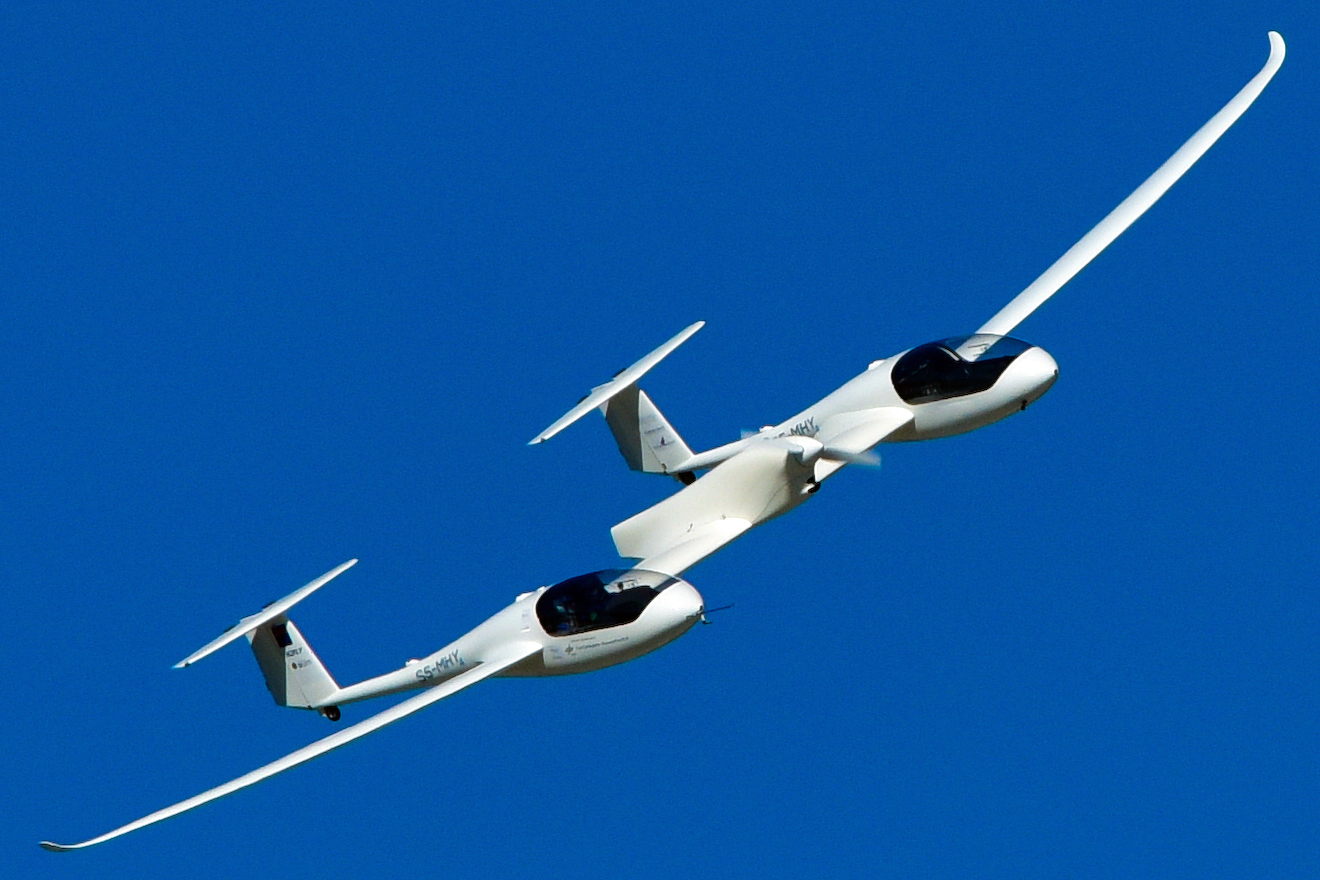
Wasserstoffflugzeug HY4

- 2016

29. September, Erstflug der HY4, des weltweit ersten viersitzigen Passagierflugzeugs mit emissionsfreiem Wasserstoff-Brennstoffzellenantrieb
- 2017

15. August: Die zweitgrößte deutsche Fluggesellschaft Air Berlin beantragte Insolvenz. Der eigenwirtschaftliche Flugbetrieb wurde mit Hilfe einer Bundesbürgschaft bis zum 27. Oktober fortgeführt.
- 2020
  - 10. Juni: Mit der slowenischen Pipistrel Velis Electro erhielt erstmals ein Elektroflugzeug eine Musterzulassung von der Europäischen Agentur für Flugsicherheit (EASA).[57][58]
  - 4. November: Der Flughafen Berlin Brandenburg wurde nach vierzehnjähriger Bauzeit eröffnet, neun Jahre später als ursprünglich geplant. Der Betrieb auf dem auf demselben Gelände befindlichen Flughafen Berlin-Schönefeld wurde formell auf den Namen Flughafen Berlin Brandenburg übertragen. Der Flugbetrieb auf dem Flughafen Berlin-Tegel wurde am 4. Mai 2021 endgültig beendet.

- 2021
  - 19. April 2021: Der Roboterhubschrauber Ingenuity führte auf dem Mars erfolgreich den ersten motorisierten kontrollierten Flug mit dynamischem Auftrieb außerhalb der Erde aus.
  - 16. Dezember: Die Fluggesellschaft Emirates übernahm den letzten Airbus A380. Die Produktion des Flugzeuges wurde damit eingestellt.[59]

- 2023
  - 31. Januar 2023: Das letzte hergestellte Exemplar der Boeing 747 wurde an den Kunden Atlas Air als Frachtversion ausgeliefert.[60]